# 1952
Portal Geschichte | Portal Biografien | Aktuelle Ereignisse | Jahreskalender | Tagesartikel

◄ |
19. Jahrhundert |
20. Jahrhundert
| 21. Jahrhundert

◄ |
1920er |
1930er |
1940er |
1950er
| 1960er | 1970er | 1980er | ►

◄◄ |
◄ |
1948 |
1949 |
1950 |
1951 |
1952
| 1953 | 1954 | 1955 | 1956 | ► | ►►
Staatsoberhäupter · Wahlen · Nekrolog  · Literaturjahr · Musikjahr · Filmjahr · Rundfunkjahr · Sportjahr
| Januar | Januar | Januar | Januar | Januar | Januar | Januar | Januar |
| Kw     | Mo     | Di     | Mi     | Do     | Fr     | Sa     | So     |
| ------ | ------ | ------ | ------ | ------ | ------ | ------ | ------ |
| 1      |        | 1      | 2      | 3      | 4      | 5      | 6      |
| 2      | 7      | 8      | 9      | 10     | 11     | 12     | 13     |
| 3      | 14     | 15     | 16     | 17     | 18     | 19     | 20     |
| 4      | 21     | 22     | 23     | 24     | 25     | 26     | 27     |
| 5      | 28     | 29     | 30     | 31     |        |        |        |

| Februar | Februar | Februar | Februar | Februar | Februar | Februar | Februar |
| Kw      | Mo      | Di      | Mi      | Do      | Fr      | Sa      | So      |
| ------- | ------- | ------- | ------- | ------- | ------- | ------- | ------- |
| 5       |         |         |         |         | 1       | 2       | 3       |
| 6       | 4       | 5       | 6       | 7       | 8       | 9       | 10      |
| 7       | 11      | 12      | 13      | 14      | 15      | 16      | 17      |
| 8       | 18      | 19      | 20      | 21      | 22      | 23      | 24      |
| 9       | 25      | 26      | 27      | 28      | 29      |         |         |

| März | März | März | März | März | März | März | März |
| Kw   | Mo   | Di   | Mi   | Do   | Fr   | Sa   | So   |
| ---- | ---- | ---- | ---- | ---- | ---- | ---- | ---- |
| 9    |      |      |      |      |      | 1    | 2    |
| 10   | 3    | 4    | 5    | 6    | 7    | 8    | 9    |
| 11   | 10   | 11   | 12   | 13   | 14   | 15   | 16   |
| 12   | 17   | 18   | 19   | 20   | 21   | 22   | 23   |
| 13   | 24   | 25   | 26   | 27   | 28   | 29   | 30   |
| 14   | 31   |      |      |      |      |      |      |

| April | April | April | April | April | April | April | April |
| Kw    | Mo    | Di    | Mi    | Do    | Fr    | Sa    | So    |
| ----- | ----- | ----- | ----- | ----- | ----- | ----- | ----- |
| 14    |       | 1     | 2     | 3     | 4     | 5     | 6     |
| 15    | 7     | 8     | 9     | 10    | 11    | 12    | 13    |
| 16    | 14    | 15    | 16    | 17    | 18    | 19    | 20    |
| 17    | 21    | 22    | 23    | 24    | 25    | 26    | 27    |
| 18    | 28    | 29    | 30    |       |       |       |       |

| Mai | Mai | Mai | Mai | Mai | Mai | Mai | Mai |
| Kw  | Mo  | Di  | Mi  | Do  | Fr  | Sa  | So  |
| --- | --- | --- | --- | --- | --- | --- | --- |
| 18  |     |     |     | 1   | 2   | 3   | 4   |
| 19  | 5   | 6   | 7   | 8   | 9   | 10  | 11  |
| 20  | 12  | 13  | 14  | 15  | 16  | 17  | 18  |
| 21  | 19  | 20  | 21  | 22  | 23  | 24  | 25  |
| 22  | 26  | 27  | 28  | 29  | 30  | 31  |     |

| Juni | Juni | Juni | Juni | Juni | Juni | Juni | Juni |
| Kw   | Mo   | Di   | Mi   | Do   | Fr   | Sa   | So   |
| ---- | ---- | ---- | ---- | ---- | ---- | ---- | ---- |
| 22   |      |      |      |      |      |      | 1    |
| 23   | 2    | 3    | 4    | 5    | 6    | 7    | 8    |
| 24   | 9    | 10   | 11   | 12   | 13   | 14   | 15   |
| 25   | 16   | 17   | 18   | 19   | 20   | 21   | 22   |
| 26   | 23   | 24   | 25   | 26   | 27   | 28   | 29   |
| 27   | 30   |      |      |      |      |      |      |

| Juli | Juli | Juli | Juli | Juli | Juli | Juli | Juli |
| Kw   | Mo   | Di   | Mi   | Do   | Fr   | Sa   | So   |
| ---- | ---- | ---- | ---- | ---- | ---- | ---- | ---- |
| 27   |      | 1    | 2    | 3    | 4    | 5    | 6    |
| 28   | 7    | 8    | 9    | 10   | 11   | 12   | 13   |
| 29   | 14   | 15   | 16   | 17   | 18   | 19   | 20   |
| 30   | 21   | 22   | 23   | 24   | 25   | 26   | 27   |
| 31   | 28   | 29   | 30   | 31   |      |      |      |

| August | August | August | August | August | August | August | August |
| Kw     | Mo     | Di     | Mi     | Do     | Fr     | Sa     | So     |
| ------ | ------ | ------ | ------ | ------ | ------ | ------ | ------ |
| 31     |        |        |        |        | 1      | 2      | 3      |
| 32     | 4      | 5      | 6      | 7      | 8      | 9      | 10     |
| 33     | 11     | 12     | 13     | 14     | 15     | 16     | 17     |
| 34     | 18     | 19     | 20     | 21     | 22     | 23     | 24     |
| 35     | 25     | 26     | 27     | 28     | 29     | 30     | 31     |

| September | September | September | September | September | September | September | September |
| Kw        | Mo        | Di        | Mi        | Do        | Fr        | Sa        | So        |
| --------- | --------- | --------- | --------- | --------- | --------- | --------- | --------- |
| 36        | 1         | 2         | 3         | 4         | 5         | 6         | 7         |
| 37        | 8         | 9         | 10        | 11        | 12        | 13        | 14        |
| 38        | 15        | 16        | 17        | 18        | 19        | 20        | 21        |
| 39        | 22        | 23        | 24        | 25        | 26        | 27        | 28        |
| 40        | 29        | 30        |           |           |           |           |           |

| Oktober | Oktober | Oktober | Oktober | Oktober | Oktober | Oktober | Oktober |
| Kw      | Mo      | Di      | Mi      | Do      | Fr      | Sa      | So      |
| ------- | ------- | ------- | ------- | ------- | ------- | ------- | ------- |
| 40      |         |         | 1       | 2       | 3       | 4       | 5       |
| 41      | 6       | 7       | 8       | 9       | 10      | 11      | 12      |
| 42      | 13      | 14      | 15      | 16      | 17      | 18      | 19      |
| 43      | 20      | 21      | 22      | 23      | 24      | 25      | 26      |
| 44      | 27      | 28      | 29      | 30      | 31      |         |         |

| November | November | November | November | November | November | November | November |
| Kw       | Mo       | Di       | Mi       | Do       | Fr       | Sa       | So       |
| -------- | -------- | -------- | -------- | -------- | -------- | -------- | -------- |
| 44       |          |          |          |          |          | 1        | 2        |
| 45       | 3        | 4        | 5        | 6        | 7        | 8        | 9        |
| 46       | 10       | 11       | 12       | 13       | 14       | 15       | 16       |
| 47       | 17       | 18       | 19       | 20       | 21       | 22       | 23       |
| 48       | 24       | 25       | 26       | 27       | 28       | 29       | 30       |

| Dezember | Dezember | Dezember | Dezember | Dezember | Dezember | Dezember | Dezember |
| Kw       | Mo       | Di       | Mi       | Do       | Fr       | Sa       | So       |
| -------- | -------- | -------- | -------- | -------- | -------- | -------- | -------- |
| 49       | 1        | 2        | 3        | 4        | 5        | 6        | 7        |
| 50       | 8        | 9        | 10       | 11       | 12       | 13       | 14       |
| 51       | 15       | 16       | 17       | 18       | 19       | 20       | 21       |
| 52       | 22       | 23       | 24       | 25       | 26       | 27       | 28       |
| 1        | 29       | 30       | 31       |          |          |          |          |

| Januar | Januar | Januar | Januar | Januar | Januar | Januar | Januar |
| Kw     | Mo     | Di     | Mi     | Do     | Fr     | Sa     | So     |
| ------ | ------ | ------ | ------ | ------ | ------ | ------ | ------ |
| 1      |        | 1      | 2      | 3      | 4      | 5      | 6      |
| 2      | 7      | 8      | 9      | 10     | 11     | 12     | 13     |
| 3      | 14     | 15     | 16     | 17     | 18     | 19     | 20     |
| 4      | 21     | 22     | 23     | 24     | 25     | 26     | 27     |
| 5      | 28     | 29     | 30     | 31     |        |        |        |

| Februar | Februar | Februar | Februar | Februar | Februar | Februar | Februar |
| Kw      | Mo      | Di      | Mi      | Do      | Fr      | Sa      | So      |
| ------- | ------- | ------- | ------- | ------- | ------- | ------- | ------- |
| 5       |         |         |         |         | 1       | 2       | 3       |
| 6       | 4       | 5       | 6       | 7       | 8       | 9       | 10      |
| 7       | 11      | 12      | 13      | 14      | 15      | 16      | 17      |
| 8       | 18      | 19      | 20      | 21      | 22      | 23      | 24      |
| 9       | 25      | 26      | 27      | 28      | 29      |         |         |

| März | März | März | März | März | März | März | März |
| Kw   | Mo   | Di   | Mi   | Do   | Fr   | Sa   | So   |
| ---- | ---- | ---- | ---- | ---- | ---- | ---- | ---- |
| 9    |      |      |      |      |      | 1    | 2    |
| 10   | 3    | 4    | 5    | 6    | 7    | 8    | 9    |
| 11   | 10   | 11   | 12   | 13   | 14   | 15   | 16   |
| 12   | 17   | 18   | 19   | 20   | 21   | 22   | 23   |
| 13   | 24   | 25   | 26   | 27   | 28   | 29   | 30   |
| 14   | 31   |      |      |      |      |      |      |

| April | April | April | April | April | April | April | April |
| Kw    | Mo    | Di    | Mi    | Do    | Fr    | Sa    | So    |
| ----- | ----- | ----- | ----- | ----- | ----- | ----- | ----- |
| 14    |       | 1     | 2     | 3     | 4     | 5     | 6     |
| 15    | 7     | 8     | 9     | 10    | 11    | 12    | 13    |
| 16    | 14    | 15    | 16    | 17    | 18    | 19    | 20    |
| 17    | 21    | 22    | 23    | 24    | 25    | 26    | 27    |
| 18    | 28    | 29    | 30    |       |       |       |       |

| Mai | Mai | Mai | Mai | Mai | Mai | Mai | Mai |
| Kw  | Mo  | Di  | Mi  | Do  | Fr  | Sa  | So  |
| --- | --- | --- | --- | --- | --- | --- | --- |
| 18  |     |     |     | 1   | 2   | 3   | 4   |
| 19  | 5   | 6   | 7   | 8   | 9   | 10  | 11  |
| 20  | 12  | 13  | 14  | 15  | 16  | 17  | 18  |
| 21  | 19  | 20  | 21  | 22  | 23  | 24  | 25  |
| 22  | 26  | 27  | 28  | 29  | 30  | 31  |     |

| Juni | Juni | Juni | Juni | Juni | Juni | Juni | Juni |
| Kw   | Mo   | Di   | Mi   | Do   | Fr   | Sa   | So   |
| ---- | ---- | ---- | ---- | ---- | ---- | ---- | ---- |
| 22   |      |      |      |      |      |      | 1    |
| 23   | 2    | 3    | 4    | 5    | 6    | 7    | 8    |
| 24   | 9    | 10   | 11   | 12   | 13   | 14   | 15   |
| 25   | 16   | 17   | 18   | 19   | 20   | 21   | 22   |
| 26   | 23   | 24   | 25   | 26   | 27   | 28   | 29   |
| 27   | 30   |      |      |      |      |      |      |

| Juli | Juli | Juli | Juli | Juli | Juli | Juli | Juli |
| Kw   | Mo   | Di   | Mi   | Do   | Fr   | Sa   | So   |
| ---- | ---- | ---- | ---- | ---- | ---- | ---- | ---- |
| 27   |      | 1    | 2    | 3    | 4    | 5    | 6    |
| 28   | 7    | 8    | 9    | 10   | 11   | 12   | 13   |
| 29   | 14   | 15   | 16   | 17   | 18   | 19   | 20   |
| 30   | 21   | 22   | 23   | 24   | 25   | 26   | 27   |
| 31   | 28   | 29   | 30   | 31   |      |      |      |

| August | August | August | August | August | August | August | August |
| Kw     | Mo     | Di     | Mi     | Do     | Fr     | Sa     | So     |
| ------ | ------ | ------ | ------ | ------ | ------ | ------ | ------ |
| 31     |        |        |        |        | 1      | 2      | 3      |
| 32     | 4      | 5      | 6      | 7      | 8      | 9      | 10     |
| 33     | 11     | 12     | 13     | 14     | 15     | 16     | 17     |
| 34     | 18     | 19     | 20     | 21     | 22     | 23     | 24     |
| 35     | 25     | 26     | 27     | 28     | 29     | 30     | 31     |

| September | September | September | September | September | September | September | September |
| Kw        | Mo        | Di        | Mi        | Do        | Fr        | Sa        | So        |
| --------- | --------- | --------- | --------- | --------- | --------- | --------- | --------- |
| 36        | 1         | 2         | 3         | 4         | 5         | 6         | 7         |
| 37        | 8         | 9         | 10        | 11        | 12        | 13        | 14        |
| 38        | 15        | 16        | 17        | 18        | 19        | 20        | 21        |
| 39        | 22        | 23        | 24        | 25        | 26        | 27        | 28        |
| 40        | 29        | 30        |           |           |           |           |           |

| Oktober | Oktober | Oktober | Oktober | Oktober | Oktober | Oktober | Oktober |
| Kw      | Mo      | Di      | Mi      | Do      | Fr      | Sa      | So      |
| ------- | ------- | ------- | ------- | ------- | ------- | ------- | ------- |
| 40      |         |         | 1       | 2       | 3       | 4       | 5       |
| 41      | 6       | 7       | 8       | 9       | 10      | 11      | 12      |
| 42      | 13      | 14      | 15      | 16      | 17      | 18      | 19      |
| 43      | 20      | 21      | 22      | 23      | 24      | 25      | 26      |
| 44      | 27      | 28      | 29      | 30      | 31      |         |         |

| November | November | November | November | November | November | November | November |
| Kw       | Mo       | Di       | Mi       | Do       | Fr       | Sa       | So       |
| -------- | -------- | -------- | -------- | -------- | -------- | -------- | -------- |
| 44       |          |          |          |          |          | 1        | 2        |
| 45       | 3        | 4        | 5        | 6        | 7        | 8        | 9        |
| 46       | 10       | 11       | 12       | 13       | 14       | 15       | 16       |
| 47       | 17       | 18       | 19       | 20       | 21       | 22       | 23       |
| 48       | 24       | 25       | 26       | 27       | 28       | 29       | 30       |

| Dezember | Dezember | Dezember | Dezember | Dezember | Dezember | Dezember | Dezember |
| Kw       | Mo       | Di       | Mi       | Do       | Fr       | Sa       | So       |
| -------- | -------- | -------- | -------- | -------- | -------- | -------- | -------- |
| 49       | 1        | 2        | 3        | 4        | 5        | 6        | 7        |
| 50       | 8        | 9        | 10       | 11       | 12       | 13       | 14       |
| 51       | 15       | 16       | 17       | 18       | 19       | 20       | 21       |
| 52       | 22       | 23       | 24       | 25       | 26       | 27       | 28       |
| 1        | 29       | 30       | 31       |          |          |          |          |

Das Jahr 1952 war geprägt von dem weiterhin andauernden Koreakrieg. In Europa wird mit der Montanunion die Grundlage der späteren Europäischen Gemeinschaft gelegt, die Bundesrepublik wird damit weiter in Westeuropa eingegliedert.

## Überblick

### Ostasien/Koreakrieg

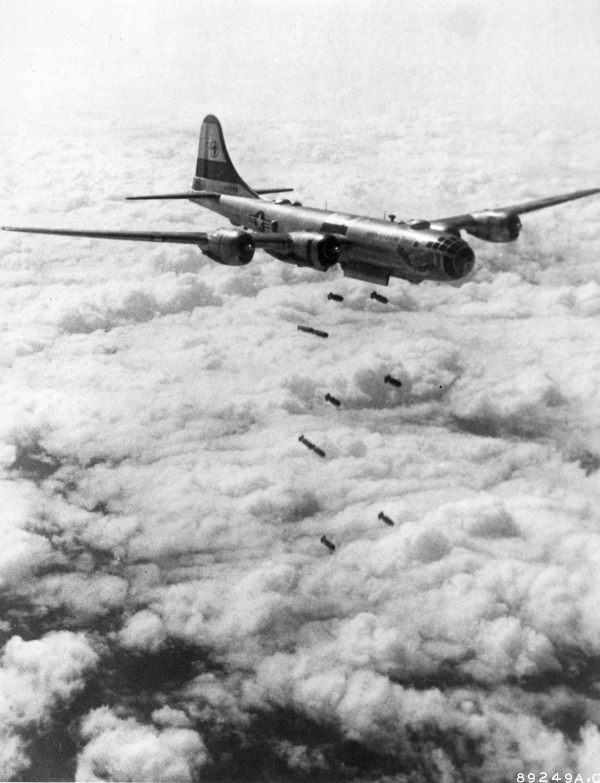
Eine B-29 der US Air Force beim Flächenbombardement über Korea

Der weiterhin andauernde Koreakrieg entwickelte sich zu einem Stellungskrieg entlang des 38. Breitengrades; auch massive Bombardements auf die Infrastruktur Nordkoreas änderten daran wenig. Die USA waren an der Stärkung ihrer Position in Fernost interessiert und waren maßgeblich daran beteiligt, dass mit Japan ein Friedensvertrag abgeschlossen wurde, der das Besatzungsregime offiziell beendete. Zugleich demonstrierten die USA mit der Zündung ihrer ersten Wasserstoffbombe ihre militärische Stärke gegenüber dem Ostblock; an dieser festen Haltung änderte auch die Wahl des Republikaners Dwight D. Eisenhower zum US-Präsidenten nichts, der den Demokraten Harry S. Truman ablöste.

### Bundesrepublik Deutschland

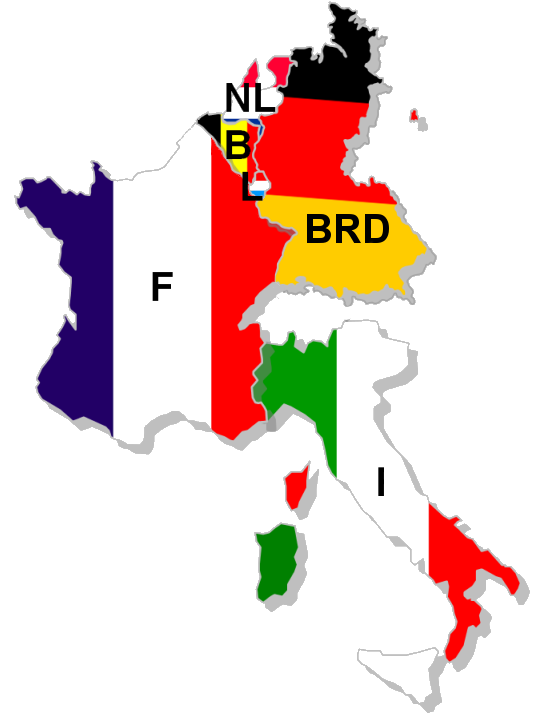
Gründungsmitglieder der EGKS

In der Deutschlandfrage setzte die CDU-Regierung Adenauers gegen den Widerstand der SPD konsequent auf die Westintegration. Die Sowjetunion versuchte dieser Entwicklung gegenzusteuern, indem sie mit der Stalin-Note das Angebot eines wiedervereinigten, aber neutralen Deutschlands machte. Damit konnte Stalin jedoch nicht verhindern, dass sich die Bonner Regierung für den Beitritt zur Europäischen Verteidigungsgemeinschaft entschloss.
Die am 18. April 1951 durch den Vertrag von Paris gegründete Europäischen Gemeinschaft für Kohle und Stahl (= „Montanunion“: Bundesrepublik, Benelux-Staaten, Frankreich und Italien) trat am 23. Juli 1952 in Kraft.

### DDR
Am 24. Juli 1952 wurden die Kreisreformen in der DDR durchgesetzt. Das bedeutete eine Neuaufteilung durch Gebietsreformen in Bezirke und Kreise. Ebenfalls fand im Juli 1952 in der Werner-Seelenbinder-Halle in Ost-Berlin die 2. Parteikonferenz der Sozialistischen Einheitspartei Deutschlands (SED) statt. Unter der von Walter Ulbricht geprägten Formel des „planmäßigen Aufbaus des Sozialismus“ wurde eine „Sowjetisierung“ der Gesellschaft und eine Stärkung der Staatsmacht nach sowjetischem Vorbild eingeführt.

### Naher Osten
Der Nahe Osten wurde vor allem durch zwei Staatsstreiche erschüttert: Im Juli wurde König Faruq in Ägypten durch das Militär gestürzt und dessen minderjähriger Sohn Fu'ād II. formal zum König gekrönt; wenig später entmachtete in Jordanien das Militär König Talal, an dessen Stelle König Hussein I. trat. Israel vereinbarte unterdessen mit der Bundesrepublik ein Wiedergutmachungsabkommen, das vor allem von Seiten der Holocaust-Hinterbliebenen auf Kritik stieß.

### Lateinamerika
In den Staaten Lateinamerikas sind vor allem der Putsch von Fulgencio Batista auf Kuba und die Machtübernahme von Víctor Paz Estenssoro in Bolivien erwähnenswert; Letzterer erweckte durch seine Sozialisierungspolitik das Misstrauen konservativer Kreise in Amerika.

### Afrika
In Afrika dauerte die Kolonialherrschaft, vor allem der Briten und Franzosen, weiter an; mit dem Mau-Mau-Aufstand in Kenia meldete sich aber bereits deutlich eine erste schlagkräftige Unabhängigkeitsbewegung zu Wort, der die Briten die Verhängung des Kriegsrechts entgegensetzten.

### Technik
In der Technik zeigte sich der Fortschritt unter anderem in der Vorstellung neuer Supercomputer wie dem UNIVAC. Der Einsatz von Düsenflugzeugen (De Havilland DH.106 Comet) setzte sich auch im zivilen Bereich zunehmend durch und ermöglichte Flüge von England nach Südafrika oder die Hin- und Rückreise über den Atlantik am selben Tag. In den beiden deutschen Staaten wurde unterdessen Ende des Jahres das Fernsehen eingeführt.

### Sport
Im Sport standen die Olympischen Spiele im Mittelpunkt. Die Winterspiele fanden in Oslo statt, die Sommerspiele, die von den Leistungen Emil Zátopeks dominiert wurden, in Helsinki. Es waren die ersten Olympischen Spiele nach dem Zweiten Weltkrieg, an denen auch deutsche Sportler wieder teilnehmen durften.
- 28. Juli: Pakistan wird Full Member der Imperial Cricket Conference (dem heutigen International Cricket Council, ICC).

## Ereignisse

### Politik und Weltgeschehen

#### Internationale Organisationen
- 08. Februar: Der Bundestag beschließt in der Großen Wehrdebatte mit 204:156 Stimmen, dass die Bundesrepublik einen militärischen Beitrag an der Seite der Westmächte leisten solle.
- 18. Februar: Griechenland und Türkei treten der NATO bei.
- 22. Februar: Nicaragua wird Mitglied in der UNESCO.
- 10. März: Die Sowjetunion unterbreitet den Westmächten die Stalin-Note.
- 14. August: Die Bundesrepublik Deutschland wird Mitglied im Internationalen Währungsfonds (IWF).
- 10. November: Der Generalsekretär der Vereinten Nationen, Trygve Lie, tritt von seinem Amt zurück.

#### Europäische Organisationen
- 02. Januar: Gustav Heinemann und Helene Wessel gründen die Notgemeinschaft für den Frieden Europas.
- 27. Mai: Unterzeichnung des Vertrags zur Gründung der Europäischen Verteidigungsgemeinschaft (EVG) von Frankreich, der Bundesrepublik Deutschland, Italien und den drei Benelux-Staaten
- 23. Juli: Die Europäische Gemeinschaft für Kohle und Stahl tritt in Kraft.

#### Deutschland
- 02. Januar: Die DDR verweigert einer UNO-Kommission die Einreise. Sie sollte die Voraussetzungen für mögliche gesamtdeutsche Wahlen klären.
- 02. Januar: Der evangelische Kirchenpräsident Martin Niemöller reist in die Sowjetunion, um mit der dortigen Führung über die Freilassung deutscher Kriegsgefangener zu sprechen.
- 11. Januar: Der Bundestag ratifiziert gegen die Stimmen der SPD den Vertrag zur Gründung der Montanunion.
- 05. Februar: Otto Grotewohl legt den Grundstein für den Wohnungsneubau an der Ost-Berliner Stalinallee, einem der bedeutendsten Prestigeprojekte der DDR.
- 08. Februar: Laut Angabe des Statistischen Bundesamtes leben 9,6 Millionen Flüchtlinge in der Bundesrepublik.
- 20. Februar: Der Bundestagsabgeordnete Franz Richter (SRP) wird unter dem Vorwurf, in Wahrheit der ehemalige NSDAP-Gauhauptstellenleiter von Sachsen Fritz Rößler zu sein, im Bundeshaus verhaftet.
- 01. März: Die Briten geben Helgoland wieder an Deutschland zurück.
- 27. März: Bei der Explosion eines mit Sprengstoff gefüllten Paketes, das an Bundeskanzler Konrad Adenauer adressiert war, kommt ein Sprengmeister ums Leben.

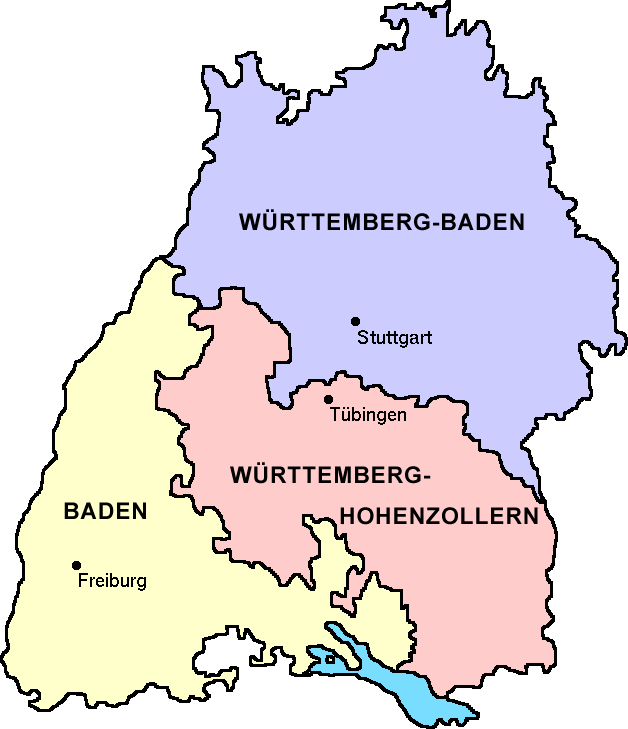
Der neue Südweststaat

- 25. April: Gründung des Bundeslandes Baden-Württemberg durch Vereinigung der Länder Baden, Württemberg-Baden und Württemberg-Hohenzollern. Der FDP-Politiker Reinhold Maier wird erster Ministerpräsident des Landes an der Spitze einer sozial-liberalen Regierung; die CDU verliert ihre Mehrheit im Bundesrat.
- 06. Mai: Bundespräsident Theodor Heuss spricht sich dafür aus, die 3. Strophe des Deutschlandliedes als deutsche Nationalhymne zu verwenden.
- 11. Mai: Auf dem „Essener Blutsonntag“ wird der Kommunist Philipp Müller bei einer Demonstration von der Polizei erschossen.
- 26./27. Mai: In der DDR beginnt die Einrichtung einer fünf Kilometer breiten Sperrzone entlang der Demarkationslinie zur Bundesrepublik Deutschland. Damit startet die Zwangsumsiedlung von über 12.000 Anwohnern. Auf Anordnung der SED werden am 27. Mai die Telefonleitungen zwischen West-Berlin und der DDR gekappt.
- 01. Juni: Westberliner dürfen die DDR nur noch mit Genehmigung betreten.
- 30. Juni: Ende der Marshall-Plan-Hilfe.
- 08. Juli: In München werden für Fußgänger die ersten Zebrastreifen in Deutschland angelegt.
- 09. Juli: Der SED-Generalsekretär Walter Ulbricht verkündet den Beschluss der II. Parteikonferenz, dass in der DDR „der Sozialismus planmäßig aufgebaut werde“, damit Beginn der Sowjetisierung der DDR.
- 16. Juli: Am Werbellinsee weiht DDR-Präsident Wilhelm Pieck das Pionierlager der Pionierrepublik Wilhelm Pieck ein.
- 23. Juli: Die Volkskammer der DDR beschließt die Auflösung der fünf mitteldeutschen Länder zu Gunsten von 14 Bezirken.
- 10. September: Im Luxemburger Abkommen verpflichtet sich die Bundesrepublik Deutschland zu Entschädigungszahlungen an jüdische NS-Opfer in Höhe von 3,5 Mrd. DM.
- 28. September: Erich Ollenhauer wird Nachfolger des verstorbenen Kurt Schumacher als Vorsitzender der SPD.
- 17. Oktober: Walter Freitag wird neuer DGB-Vorsitzender als Nachfolger von Christian Fette.
- 23. Oktober: In der Bundesrepublik Deutschland wird die SRP verboten.
- 29. November: Gründung der Gesamtdeutschen Volkspartei (GVP) durch die Bundestagsabgeordneten Thea Arnold, Helene Wessel (beide Deutsche Zentrumspartei), Hans Bodensteiner (CSU) und Hermann Etzel (Bayernpartei) sowie die späteren Bundespräsidenten Gustav Heinemann und Johannes Rau.
- 25. Dezember: Bei einem Grenzzwischenfall in Berlin-Frohnau wird ein West-Berliner Wachtmeister von sowjetischen Soldaten erschossen.

#### Weitere Ereignisse in Europa
- 01. Januar: Karl Kobelt wird erneut Bundespräsident der Schweiz.
- 01. Januar: Die neue Verfassung Griechenlands tritt in Kraft und regelt die Verteilung von Grundbesitz neu.
- 20. Januar: Edgar Faure wird neuer französischer Premierminister als Nachfolger des am 7. Januar zurückgetretenen René Pleven.

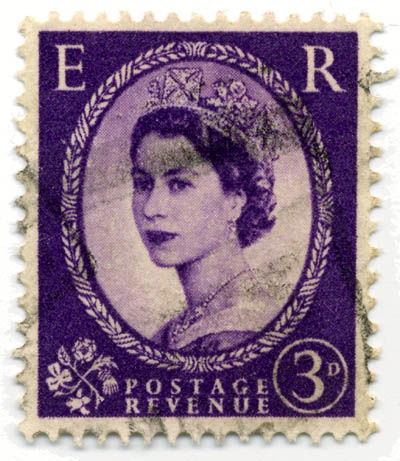
Elisabeth II.

- 06. Februar: Elisabeth II. wird nach dem Tod ihres Vaters Georg VI. Königin und Staatsoberhaupt des Vereinigten Königreichs und verschiedener anderer Länder des Commonwealth. Sie erfährt davon, nachdem sie in Kenia die Nacht im Treetops Hotel verbracht hat.
- 29. Februar: Edgar Faure tritt nach nur sechs Wochen Amtszeit als Premierminister Frankreichs zurück; sein Nachfolger wird Antoine Pinay.
- 27. April: Der im Zweiten Weltkrieg zerstörte Wiener Stephansdom wird wieder eingeweiht.
- 13. Juni: Sowjetische Jagdflugzeuge schießen über der Ostsee eine schwedische Militärmaschine ab.
- 12. August: etwa 30 russisch-jiddische Schriftsteller, Künstler und Intellektuelle werden in der Moskauer Lubjanka in der „Nacht der ermordeten Poeten“ hingerichtet, die genaue Zahl der Opfer ist unsicher. Viele von ihnen standen in Verbindung mit dem Jüdischen Antifaschistischen Komitee, darunter waren Itzik Feffer, Leib Kwitko, Solomon Abramowitsch Losowski und Perez Markisch.
- 05. bis 14. Oktober: XIX. Parteitag der KPdSU
- 21. November: In der Tschechoslowakei kommt es zu Schauprozessen gegen parteiinterne Gegner von Ministerpräsident Gottwald. Im Slánský-Prozess werden elf Todesurteile verhängt.

#### Ägypten
- 26. Januar: In Kairo kommt es, nachdem die britischen Besatzungstruppen in der Kanalzone ein ägyptisches Regierungsgebäude in Ismailia belagert und beschossen hatten, zu den Ereignissen des „Schwarzen Samstags“. Bei den Ausschreitungen gehen westliche Einrichtungen wie Hotels oder Kinos in Flammen auf, auch Büros der Muslimbrüder werden angegriffen.
- 23. Juli: Staatsstreich in Ägypten: Inhaftierung des Königs Faruq durch General Muhammad Nagib
- 26. Juli: Abdankung von Faruq. Proklamation von Fu'ād II. zum letzten ägyptisch-sudanesischen König
- 24. August: Britische Truppen evakuieren den Sueskanal.
- 10. Dezember: Außerkraftsetzung der Verfassung des Königreichs Ägypten von 1923 durch die Militärregierung von Nagib

#### Südafrika
- 26. Juni: Die Defiance Campaign gegen die Apartheid in der Südafrikanischen Union beginnt. Bereits am 6. April ist es zu Demonstrationen gekommen. Die Teilnehmer der Kampagne verstoßen bewusst gegen Gesetze der Apartheid, etwa das Verbot der Nutzung von Einrichtungen für Weiße und die Pflicht zum Tragen von Pässen. Die Idee ist, sich für das Übertreten der Gesetze verhaften zu lassen, so die Gefängnisse übervoll werden zu lassen und damit das Justizwesen lahmzulegen. Die unerwartet zahlreichen gewaltfreien Aktivitäten des zivilen Ungehorsams im Verlauf dieser Kampagne bringen die südafrikanische Regierung in eine politisch wie taktisch schwierige Lage, da gegen Zivilisten ohne Gewaltpotenzial mit polizeilichen Mitteln nur sehr schwierig vorgegangen werden kann. Obschon Tausende Akteure in den nächsten Monaten verhaftet werden, nimmt die Kampagne nicht ab.

#### Kenia
- 20. Oktober: In Kenia erklärt der britische Gouverneur Evelyn Baring, 1. Baron Howick of Glendale den Ausnahmezustand, begründet mit dem Mau-Mau-Aufstand.
- 18. November: Der spätere kenianische Präsident Jomo Kenyatta wird von den britischen Kolonialbehörden wegen Teilnahme am Mau-Mau-Aufstand inhaftiert.

#### Asien
- 21. Februar: Bengalische Sprachbewegung: Die Entscheidung der pakistanischen Regierung, Urdu als alleinige Amtssprache zu verwenden, führt zu Widerstand in Ostpakistan, wo fast ausschließlich Bengalisch gesprochen wird. Bei Studentendemonstrationen in Dhaka kommen bei Zusammenstößen mit der Polizei mehrere Demonstranten ums Leben.
- 28. April: In Taipeh wird der Friedensvertrag zwischen Japan und der Republik China (Taiwan) unterzeichnet. Am selben Tag tritt der Friedensvertrag von San Francisco zwischen den Alliierten (allerdings ohne die Volksrepublik China und die Sowjetunion) und Japan in Kraft, das damit seine Souveränität zurückgewinnt.
- 13. Mai: Nachdem die Kongresspartei Indiens bei der ersten Parlamentswahl seit der Unabhängigkeit bestätigt wird, tritt Jawaharlal Nehru seine zweite Amtszeit als Ministerpräsident an.
- 23. Juni: Bombardierung von Nordkorea durch die USA
- 11. August: König Talal von Jordanien wird vom Militär abgesetzt; sein Nachfolger wird Hussein I.
- 29. November: Der neu gewählte US-Präsident Eisenhower stattet Korea einen Besuch ab, um eine Lösung für den Koreakrieg auszuloten.

#### Lateinamerika
- 10. März: Staatsstreich von Fulgencio Batista in Kuba. Der bisherige Präsident Carlos Prío flüchtet in die USA.
- 15. April: Staatsstreich von Víctor Paz Estenssoro in Bolivien; er lässt den Bergbau verstaatlichen und setzt eine Agrarreform durch.

#### Nordamerika
- 29. März: Der seit 1945 amtierende US-Präsident Harry S. Truman verkündet seinen Verzicht auf eine weitere volle Amtszeit bei den anstehenden Wahlen im November.

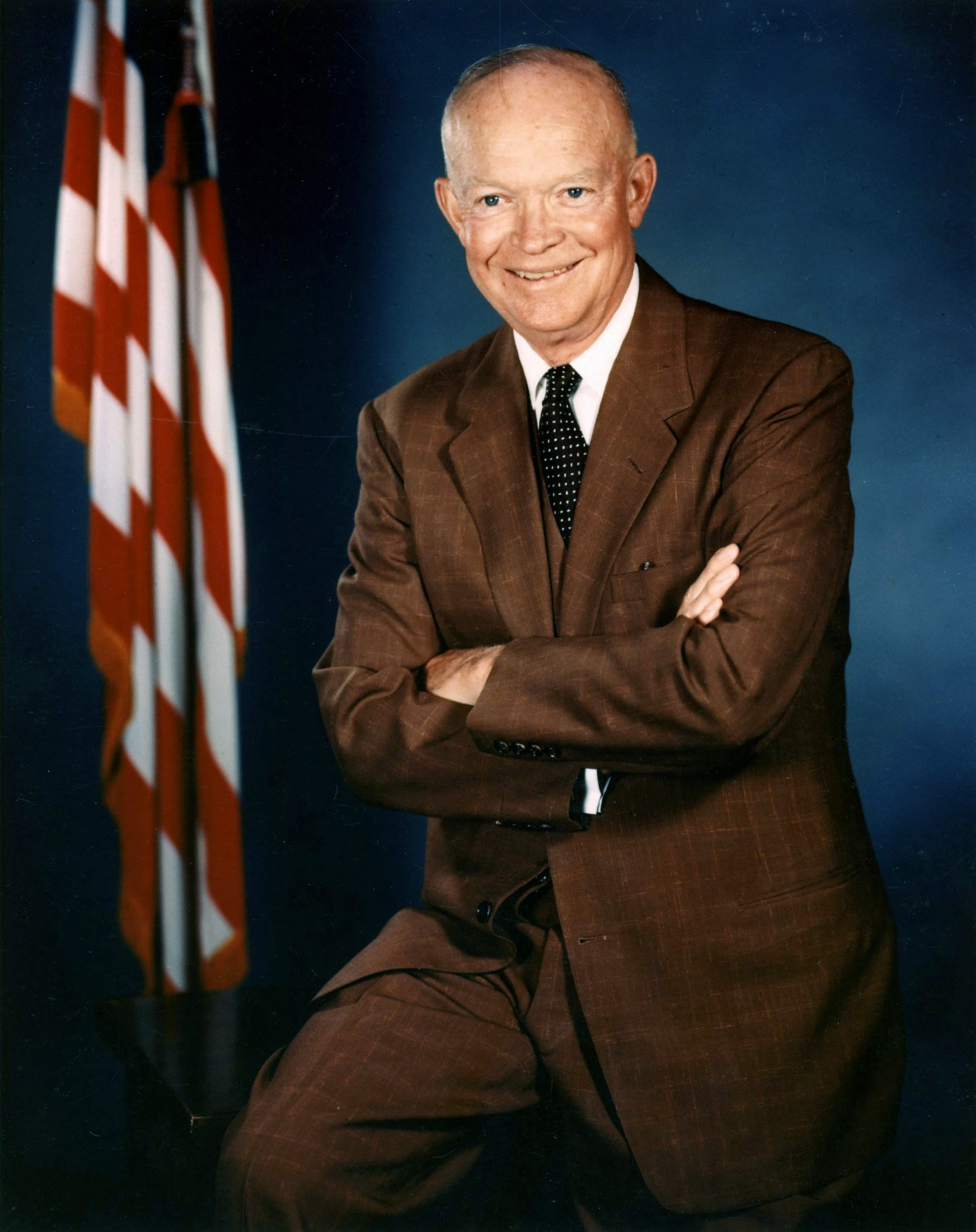
US-Präsident Dwight D. Eisenhower

- 04. November: Der Republikaner Dwight D. Eisenhower wird zum 34. Präsidenten der USA gewählt. Er siegt über seinen demokratischen Herausforderer Adlai Stevenson.

### Wirtschaft
- 02. Januar: Bei der Firma Ford in Köln werden die ersten Autos produziert.
- 02. Mai: Die britische Fluggesellschaft BOAC verwendet als erstes Unternehmen ein Düsenverkehrsflugzeug im Linienverkehr. Eine De Havilland DH.106 Comet befliegt die Route London–Johannesburg.
- 21. Mai: Königin Juliana übergibt in den Niederlanden den Amsterdam-Rhein-Kanal seiner Bestimmung.
- 12. Juni: Im Wedeler Ortsteil Schulau wird an der Unterelbe die Schiffsbegrüßungsanlage Willkomm-Höft in Betrieb genommen. Den Hamburger Hafen anlaufende Schiffe werden damit begrüßt oder verabschiedet.
- 24. Juni: erstes Erscheinen der Bild
- Gründung der ersten bundesdeutschen Luftfahrtgesellschaft nach dem Zweiten Weltkrieg (Südflug International) durch Rul Bückle

### Wissenschaft und Technik
- 18. Juli: Die deutsche Fulbright-Kommission wird gegründet. Sie ermöglicht mit dem Fulbright-Programm über Stipendien Studenten und Akademikern Studienaufenthalte in den USA und vice versa in Deutschland.

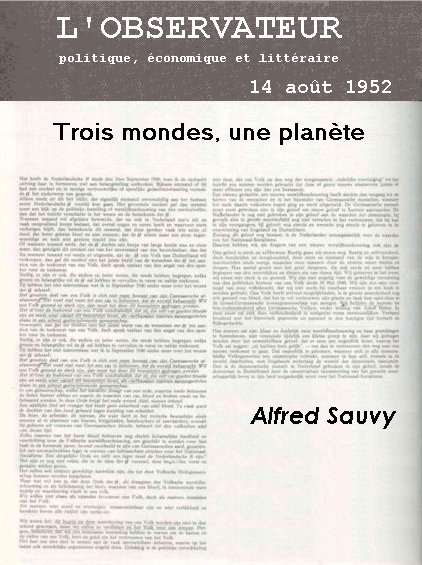
„Dritte Welt“-Artikel im L’Observateur

- 14. August: In einem in L’Observateur  unter der Überschrift Trois mondes, une planète („Drei Welten, ein Planet“) erscheinenden Artikel formuliert der französische Demograph und Historiker Alfred Sauvy erstmals den Begriff der „Dritten Welt“.
- 26. August: Erstmals gelingt einem britischen Düsenflugzeug der Hin- und Rückflug über den Atlantik binnen eines Tages.
- 11. September: Der US-amerikanische Arzt Charles A. Hufnagel setzt dem ersten Patienten eine künstliche Herzklappe ein, die er selbst entwickelt hat.
- 17. September: E. J. Smith fliegt mit seinem Hubschrauber Bell 47 D über 1.958,2 km: Weltrekord.
- 03. Oktober: Zündung der ersten britischen Atombombe vor den australischen Montebello-Inseln.
- 14. Oktober: In Marseille wird die Cité radieuse eröffnet. Das Gebäude ist das erste von fünf Wohneinheiten modernen Typs, die der Architekt Le Corbusier geplant hat.

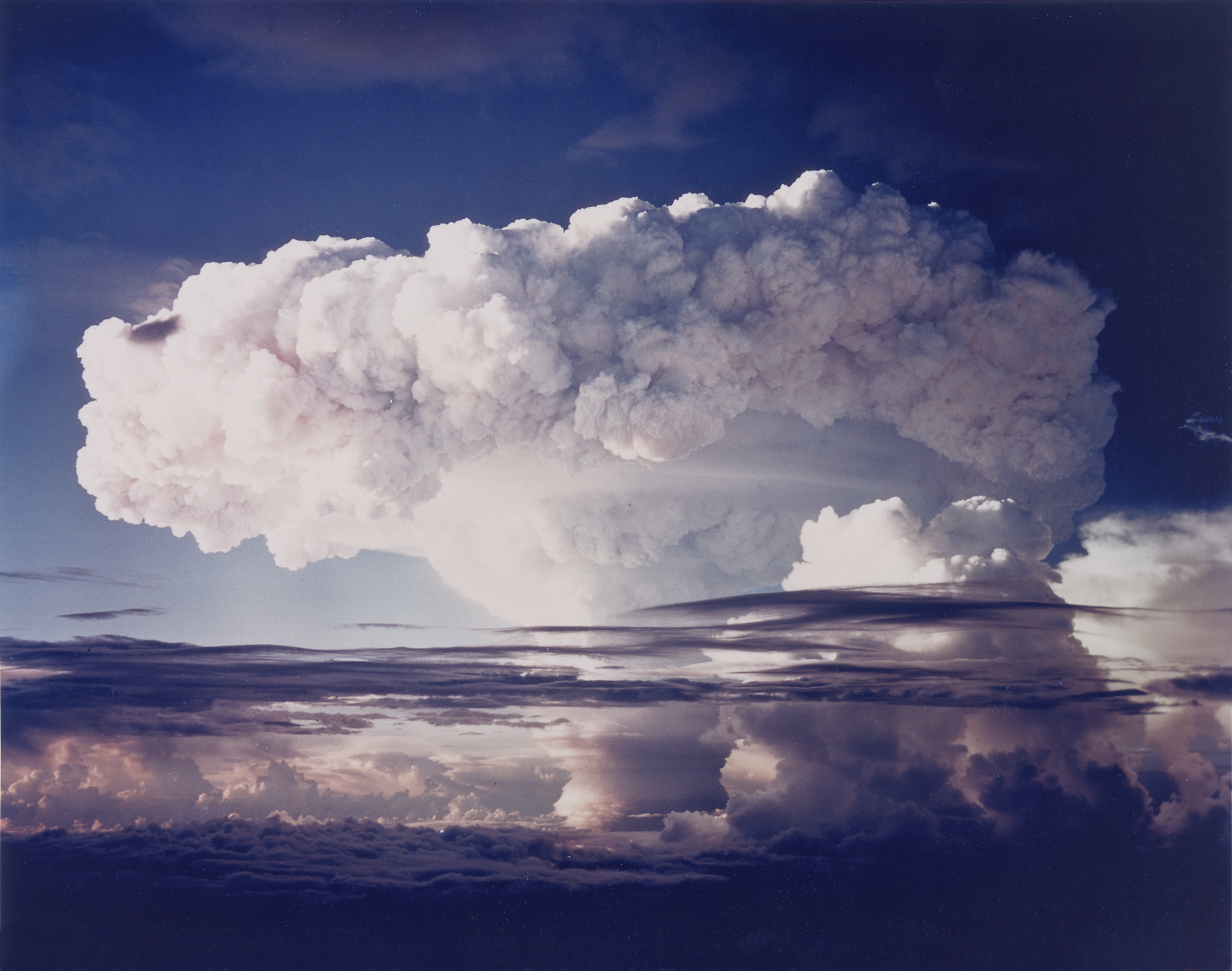
Ivy Mike (Eniwetok-Atoll – 31. Oktober 1952)

- 01. November (Ortszeit): US-amerikanische Kernphysiker zünden auf dem Eniwetok-Atoll im Pazifischen Ozean die erste Wasserstoffbombe. Der Test unter dem Codenamen Ivy Mike führt nebenbei zur Entdeckung der chemischen Elemente Fermium und Einsteinium.
- 21. Dezember: In der DDR beginnt das Fernsehen als „öffentliches Versuchsprogramm“ aus Berlin-Adlershof mit zwei Stunden täglicher Sendezeit.
- 25. Dezember: Ab Weihnachten gibt es regelmäßige offizielle Fernsehsendungen in der Bundesrepublik Deutschland, die vom Nordwestdeutschen Rundfunk ausgestrahlt werden. Nur 1.000 Anschlüsse sind registriert.

### Kultur

#### Bildende Kunst
- 19. April: Mit einer Ausstellung in Mannheim beginnt die Wiederentdeckung des Werks von Emil Nolde.
- 16. Juni: In der Hugo-Galerie in New York City zeigt Andy Warhol Fifteen Drawings Based on the Writings of Truman Capote, seine erste Einzelausstellung.

#### Film
- 17. Januar: Bei der Uraufführung des Films Hanna Amon mit Veit Harlan kommt es wegen dessen NS-Vergangenheit zu Protesten.
- 30. September: Im New York Broadway Theatre hat der erste im Cinerama-Verfahren vorgeführte Film Das ist Cinerama (This is Cinerama) Uraufführung.

#### Musik und Theater
- 13. Januar: Uraufführung der komischen Oper Die schlaue Susanne von Franz Xaver Lehner in Nürnberg
- 17. Februar: Uraufführung des lyrischen Dramas Boulevard Solitude von Hans Werner Henze am Staatstheater in Hannover.
- 26. März: Uraufführung der Oper Leonore 40/45 von Rolf Liebermann in Basel.
- 29. März: Doktor Eisenbart, ein großmächtiges Spectaculum in sieben Bildern von Nico Dostal (Musik) und Hermann Hermecke (Libretto) erlebt in Nürnberg seine Uraufführung.
- 16. Mai: Uraufführung der Operette Bozena von Oscar Straus in München
- 10. Juni: Der Goethepreis des Jahres 1952 wird an den Dramatiker Carl Zuckmayer vergeben.
- 12. Juni: Uraufführung der Oper Trouble in Tahiti von Leonard Bernstein an der Brandeis University in Waltham, Massachusetts.
- 23. Juni: Die Neufassung der Oper Cardillac von Paul Hindemith – von drei auf vier Akte erweitert und textlich vom Komponisten neu gestaltet – wird am Stadttheater in Zürich uraufgeführt.
- 23. September: Uraufführung der Ballett-Oper Preußisches Märchen von Boris Blacher in der Deutschen Staatsoper.
- 25. September: Uraufführung des Bühnenstücks Die Mausefalle (The Mousetrap) von Agatha Christie im Ambassadors Theatre in London.
- 31. Dezember: Uraufführung der Operette Alles Kapriolen von Siegfried Köhler in Koblenz
- Das Theaterstück Warten auf Godot von Samuel Beckett wird veröffentlicht; es wird 1953 uraufgeführt.

### Sport

#### Olympische Spiele
- Die VI. Olympischen Winterspiele finden vom 14. bis 25. Februar in Oslo, Norwegen, statt.
- Die XV. Olympischen Sommerspiele finden vom 19. Juli bis 3. August in Helsinki, Finnland, statt.

#### Sonstiges
- 02. Februar: In Dortmund wird die Westfalenhalle, mit 13.500 Plätzen die damals größte Sporthalle Europas, eingeweiht.
- 18. Mai bis 7. September: Austragung der 3. Formel-1-Weltmeisterschaft
- 08. Juni: In Köln schlägt Mittelgewichtler Peter Müller, genannt de Aap, während eines Boxkampfes den Schiedsrichter k.o.
- 04. Juli: Im Tennis-Finale von Wimbledon siegt Frank Sedgman (USA) über Jaroslav Drobný (Ägypten).
- 20. Juli: Fausto Coppi gewinnt die Tour de France.
- 07. September: Der Italiener Alberto Ascari gewinnt die Weltmeisterschaft der Formel 1.
- 14. September: Deutscher Höhenrekord mit 13.015 m im Segelflugzeug durch Joachim P. Kuettner im Rahmen des „Jetstream-Project“
- 16. Oktober: KFC Phönix und VfB Mühlburg fusionieren zum Karlsruher SC.

### Katastrophen
- 10. Januar: Vor der englischen Küste sinkt der Frachter Flying Enterprise. Der Kapitän, Kurt Carlson, hatte sich erst unmittelbar vor dem Untergang retten lassen, nachdem er zwei Wochen lang auf dem mit Schlagseite dahintreibenden Wrack ausgeharrt hatte.
- 27. April: Der Schnelle Minensucher Hobson sinkt während eines Manövers im Atlantik nach der Kollision mit dem Flugzeugträger Wasp (beide USA). 176 Tote und viele Verletzte.
- 08. Oktober: Im nordwestlich von London gelegenen Bahnhof Harrow & Wealdstone ereignet sich eines der schwersten Eisenbahnunglücke in der Geschichte der British Rail. 112 Menschen sterben und 340 werden verletzt, als ein Schnellzug den hinteren Teil eines Personenzugs rammt und ein weiterer Schnellzug aus der Gegenrichtung in die Unglücksstelle hineinfährt.
- 05. November: Ein Tsunami zerstört die Stadt Sewero-Kurilsk auf den Kurilen, 2336 Menschen sterben.
- 05. bis 9. Dezember: London: Eine Smog-Katastrophe fordert mehrere Tausend Todesopfer.

Kleinere Unglücksfälle sind in den Unterartikeln von Katastrophe und in der Liste von Katastrophen aufgeführt.

## Geboren

### Januar
- 01. Januar: Ahn Sung-ki, südkoreanischer Schauspieler
- 01. Januar: François Chatriot, französischer Rallyefahrer
- 01. Januar: Steve Earle, US-amerikanischer Automobilrennfahrer
- 01. Januar: Ítalo Estupiñán, ecuadorianisch-mexikanischer Fußballspieler († 2016)
- 01. Januar: Knut Folkerts, RAF-Terrorist
- 01. Januar: Urs Leimgruber, Schweizer Saxophonist
- 02. Januar: Indulis Emsis, lettischer Biologe, Politiker und ehemaliger Premierminister
- 02. Januar: Hartmut Büttner, deutscher Politiker
- 02. Januar: Konrad Steffen, Schweizer Glaziologe († 2020)
- 03. Januar: Adelheid Arndt, deutsche Schauspielerin
- 03. Januar: Gianfranco Fini, italienischer Politiker
- 04. Januar: Rudolf Borchert, deutscher Politiker († 2019)
- 04. Januar: Josef Cap, österreichischer Politiker
- 04. Januar: Michael Hoenig, deutscher Musiker

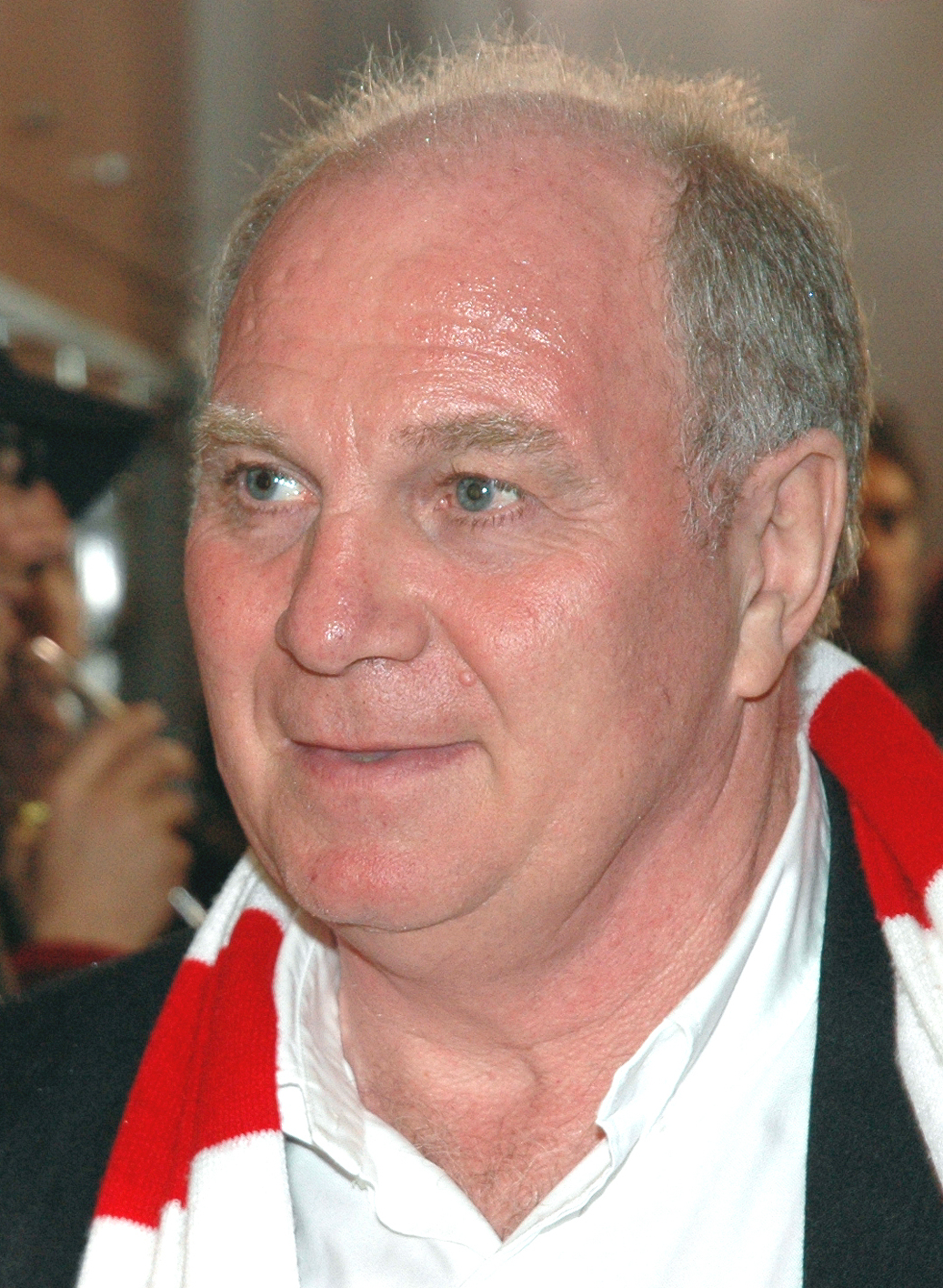
Uli Hoeneß

- 05. Januar: Uli Hoeneß, deutscher Fußballspieler und Manager
- 05. Januar: Leif Øgaard, norwegischer Schachspieler
- 06. Januar: Wolfgang Merkel, deutscher Politikwissenschaftler
- 07. Januar: Sammo Hung, chinesischer Martial-Arts-Künstler
- 07. Januar: Hans-Josef Fell, deutscher Politiker
- 08. Januar: Klaus-Peter Flosbach, deutscher Politiker
- 08. Januar: Rafael Rullán, spanischer Basketballspieler († 2025)
- 09. Januar: Marek Belka, polnischer Ministerpräsident
- 09. Januar: Hans-Martin Leili, deutscher Fußballspieler
- 10. Januar: William Parker, US-amerikanischer Jazz-Bassist
- 10. Januar: Oleh Romanyschyn, ukrainischer Schachgroßmeister
- 10. Januar: Monika Schnaitmann, deutsche Politikerin
- 10. Januar: Gerhard Schöne, deutscher Liedermacher
- 11. Januar: Bille Brown, australischer Schauspieler († 2013)
- 11. Januar: Lucas da Costa, osttimoresischer Politiker, Unabhängigkeitsaktivist († 2019)
- 11. Januar: Jens Goebel, deutscher Politiker
- 11. Januar: Diana Gabaldon, US-amerikanische Autorin der Gegenwart
- 11. Januar: Lee Ritenour, US-amerikanischer Musiker und Produzent
- 12. Januar: John Walker, neuseeländischer Leichtathlet
- 12. Januar: Florian Havemann, deutscher Schriftsteller, Maler und Komponist
- 12. Januar: Ricky Van Shelton, US-amerikanischer Country-Sänger
- 12. Januar: Walter Mosley, US-amerikanischer Krimi-Schriftsteller
- 13. Januar: Max Beck, liechtensteinischer Rennrodler († 2019)
- 13. Januar: Klaus Rapp, deutscher Politiker
- 13. Januar: Pekka Pohjola, finnischer Musiker († 2008)
- 14. Januar: Gaby Berger, deutsche Schlagersängerin
- 14. Januar: Michele Castoro, italienischer Theologe, Erzbischof von Manfredonia († 2018)
- 14. Januar: Elmar Gutmann, deutscher Musiker, Synchronsprecher und Schauspieler
- 14. Januar: Klaus Jensen, deutscher Politiker; Staatssekretär
- 14. Januar: Călin Popescu-Tăriceanu, rumänischer Politiker und Regierungschef
- 15. Januar: Juan Ahuntchaín, uruguayischer Fußballtrainer und Fußballspieler
- 15. Januar: Boris Blank, Schweizer Musiker
- 15. Januar: C. George Boeree, US-amerikanischer Psychologe († 2021)
- 16. Januar: Piercarlo Ghinzani, italienischer Automobilrennfahrer
- 17. Januar: Saulius Arlauskas, litauischer Jurist, Rechtsphilosoph
- 17. Januar: Michael Sommer, Bundesvorsitzender des Deutschen Gewerkschaftsbundes (DGB) († 2025)
- 17. Januar: Lothar Vogt, deutscher Schach-Großmeister
- 18. Januar: Michael Jüllich, deutscher Perkussionist und Komponist
- 18. Januar: Wim Rijsbergen, niederländischer Fußballspieler und Trainer
- 18. Januar: K. M. Veerappan, indischer Bandenchef († 2004)
- 19. Januar: María Guadalupe Guzmán Tirado, kubanische Virologin
- 19. Januar: Erwin Kaipel, österreichischer Politiker (SPÖ)
- 19. Januar: Christiane Kuby, deutsche Übersetzerin
- 20. Januar: Ute Hommola, deutsche Leichtathletin
- 20. Januar: Thomas Reuter, deutscher Komponist, Chorleiter und Pianist
- 20. Januar: Ann Savoy, US-amerikanische Cajun-Musikerin (Gesang und Gitarre)
- 20. Januar: Hans-Joachim Schabedoth, deutscher Gewerkschafter und Politiker († 2020)
- 20. Januar: Paul Stanley, US-amerikanischer Gitarrist und Sänger
- 21. Januar: Karl Timmermann, deutscher Sänger, Texter, Komponist und Produzent
- 21. Januar: Werner Grissmann, österreichischer Skirennläufer
- 21. Januar: Otto Höschle, deutsch-schweizerischer Schriftsteller und Übersetzer
- 21. Januar: Michail Umansky, russisch-deutscher Schachmeister († 2010)
- 22. Januar: Stefano Bartolini, italienischer Politikwissenschaftler
- 22. Januar: Aloys Wobben, deutscher Elektroingenieur und Unternehmer († 2021)
- 23. Januar: Dorothee Eberhardt, deutsche Komponistin
- 23. Januar: Henrique da Costa Mecking, brasilianischer Schachmeister und Geistlicher
- 23. Januar: Jaroslav Pouzar, tschechoslowakischer Eishockeyspieler
- 23. Januar: Reinhard Saftig, deutscher Fußballtrainer
- 24. Januar: Siegmund Ehrmann, deutscher Politiker
- 24. Januar: Fausto Gaibor García, ecuadorianischer katholischer Bischof († 2021)
- 25. Januar: Malan Marnersdóttir, färöische Literaturwissenschaftlerin
- 26. Januar: Frédéric Lodéon, französischer Cellist und Dirigent
- 26. Januar: Konrad Samwer, deutscher Physiker und Materialwissenschaftler
- 27. Januar: Asma Jilani Jahangir, pakistanische Rechtsanwältin († 2018)
- 27. Januar: Billy Johnson, US-amerikanischer American-Football-Spieler
- 27. Januar: Calogero La Piana, italienischer römisch-katholischer Erzbischof
- 28. Januar: Richard Glatzer, US-amerikanischer Regisseur und Filmproduzent († 2015)
- 28. Januar: Michael Jones, französischer Sänger und Gitarrist
- 29. Januar: Jakob Brechbühl, ehemaliger Schweizer Fußballspieler
- 29. Januar: Klaus-Uwe Nommensen, deutscher evangelischer Theologe und Autor
- 30. Januar: Waleri Chalilow, russischer General und Komponist († 2016)
- 30. Januar: Christa Moog, deutsche Schriftstellerin
- 30. Januar: Lorenz-Günther Köstner, deutscher Fußballspieler und -trainer
- 31. Januar: Ulrike Apel-Haefs, deutsche Politikerin († 2009)
- 31. Januar: Rodolfo Daluisio, argentinischer Komponist und Musikpädagoge
- 31. Januar: Leslie Lemke, US-amerikanischer Musiker und Komponist

### Februar
- 01. Februar: Norbert Barthle, deutscher Politiker, MdB
- 01. Februar: Jenő Jandó, ungarischer Pianist († 2023)
- 02. Februar: Jeffrey Archibald, neuseeländischer Hockeyspieler
- 02. Februar: Yuri Boidman, ukrainisch-deutscher Schachmeister
- 02. Februar: Agenor Girardi, brasilianischer katholischer Bischof von União da Vitória († 2018)
- 02. Februar: Reinhard Häfner, deutscher Fußballspieler († 2016)
- 02. Februar: Ralph Merkle, Pionier für asymmetrische Kryptosysteme
- 02. Februar: Park Geun-hye, südkoreanische Politikerin
- 02. Februar: Carol Ann Susi, US-amerikanische Schauspielerin († 2014)
- 02. Februar: Michael Wickmann, deutscher Kommunalpolitiker
- 03. Februar: Cellou Dalein Diallo, Premierminister von Guinea
- 03. Februar: Andrei Makejew, sowjetischer Basketballspieler († 2021)
- 04. Februar: Kudsi Erguner, türkischer Nay-Spieler und Komponist
- 04. Februar: Kurt Klühspies, deutscher Handballspieler
- 04. Februar: Dominique Lacaud, französischer Automobilrennfahrer
- 05. Februar: Daniel Balavoine, französischer Sänger († 1986)
- 05. Februar: Nora Schattauer, deutsche Malerin
- 06. Februar: Viktor Giacobbo, Schweizer Autor, Kabarettist, Moderator und Schauspieler
- 06. Februar: Ricardo La Volpe, mexikanischer Fußballspieler und -trainer
- 06. Februar: Christian Mähr, österreichischer Redakteur und Schriftsteller
- 07. Februar: Hans-Jürgen Appelrath, deutscher Informatiker († 2016)
- 07. Februar: Antonio Catricalà, italienischer Jurist, Hochschullehrer und Manager († 2021)
- 07. Februar: Wolfgang U. Eckart, deutscher Medizinhistoriker († 2021)
- 07. Februar: Vasco Rossi, italienischer Sänger, Liedermacher und Radiomoderator
- 07. Februar: Didi Senft, deutscher Künstler und Erfinder, „Tourteufel“
- 08. Februar: Francisco Marinho, brasilianischer Fußballspieler († 2014)
- 09. Februar: Tony Attwood, britischer Psychologe
- 09. Februar: Zhang Jilong, chinesischer Fußballfunktionär
- 10. Februar: Frank Bsirske, deutscher Gewerkschaftsfunktionär, Vorsitzender der Gewerkschaft ver.di
- 10. Februar: Lee Hsien Loong, Premierminister von Singapur
- 11. Februar: Mona Hatoum, palästinensisch-britische Künstlerin
- 12. Februar: Patrick Gaillard, französischer Automobilrennfahrer
- 12. Februar: Anton Himstedt, deutscher Bildhauer
- 12. Februar: Heinz-Josef Koitka, deutscher Fußballspieler
- 12. Februar: Simon MacCorkindale, britischer Schauspieler und Filmemacher († 2010)
- 12. Februar: Michael McDonald, US-amerikanischer Rocksänger und -keyboarder
- 12. Februar: Ariel Muzicant, österreichischer Unternehmer und Verbandsfunktionär
- 12. Februar: Henry Rono, kenianischer Langstreckenläufer († 2024)
- 12. Februar: Angelika Speitel, deutsche RAF-Terroristin
- 13. Februar: Freddy Maertens, belgischer Radrennfahrer
- 13. Februar: Linah Mohohlo, botswanische Bankerin und Verwaltungsbeamtin († 2021)
- 13. Februar: Hans-Joachim Fuchtel, deutscher Politiker
- 13. Februar: Irene Dische, deutsch-US-amerikanische Schriftstellerin
- 14. Februar: Marlies Ameling, deutsche Formgestalterin und Industriedesignerin
- 14. Februar: Peter-Michael Diestel, stellvertretender Ministerpräsident und Minister des Inneren der DDR
- 14. Februar: Angelika Noegel, deutsche Biochemikerin († 2025)
- 14. Februar: Sushma Swaraj, indische Politikerin († 2019)
- 14. Februar: Leslie Wilson, neuseeländischer Hockeyspieler
- 15. Februar: George Antonysamy, indischer Erzbischof
- 15. Februar: Bill T. Jones, US-amerikanischer Tänzer und Choreograph
- 15. Februar: Frances Ashcroft, britische Zoologin, Humangenetikerin und Physiologin
- 15. Februar: Hans Kruppa, deutscher Schriftsteller
- 15. Februar: Tomislav Nikolić, serbischer Politiker
- 15. Februar: Arthur Parkin, neuseeländischer Hockeyspieler († 2023)
- 15. Februar: Nikolai Sorokin, russischer Schauspieler und Regisseur († 2013)
- 15. Februar: Rosemarie Tüpker, deutsche Musiktherapeutin und Musikwissenschaftlerin
- 16. Februar: James Ingram, US-amerikanischer Soulmusiker, Songschreiber und Musikproduzent († 2019)
- 16. Februar: Jan Kerouac, US-amerikanische Autorin († 1996)
- 16. Februar: Wolfgang Lippert, deutscher Sänger, Moderator und Entertainer

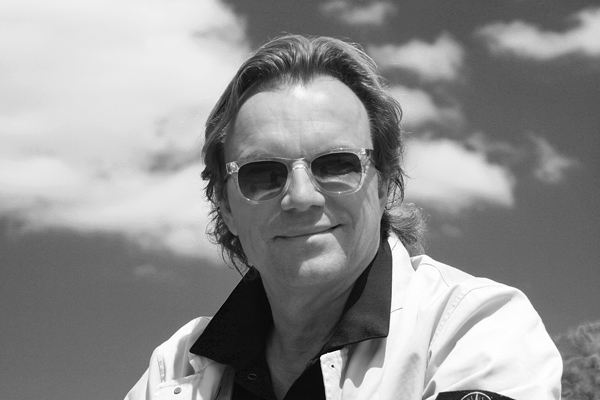
Wolfgang Lippert (2008)

- 17. Februar: Anders Åslund, schwedischer Wirtschaftswissenschaftler
- 17. Februar: Karin Büttner-Janz, deutsche Kunstturnerin und Klinikdirektorin
- 17. Februar: Ludger Volmer, deutscher Politiker
- 17. Februar: Peter Freund, deutscher Schriftsteller
- 18. Februar: Efva Attling, schwedische Schauspielerin und Model
- 18. Februar: Hansjörg Aemisegger, Schweizer Radrennfahrer
- 18. Februar: Juice Newton, US-amerikanische Country-Popsängerin
- 18. Februar: Johann Schneider-Ammann, Schweizer Unternehmer und Politiker
- 19. Februar: Wolfgang Fröde, deutscher Maler († 2009)
- 19. Februar: Amy Tan, chinesisch-US-amerikanische Schriftstellerin
- 19. Februar: Ryū Murakami, japanischer Autor
- 19. Februar: Matthias Kurth, Präsident der Bundesnetzagentur (Regulierungsbehörde)
- 19. Februar: Danilo Türk, slowenischer Politiker
- 20. Februar: Udo Böbel, deutscher Handballspieler und Handballtrainer
- 20. Februar: Abdalá Bucaram, ecuadorianischer Rechtsanwalt und Politiker
- 20. Februar: Hans-Jürgen Irmer, deutscher Politiker
- 21. Februar: Witali Tschurkin, russischer UN-Diplomat († 2017)
- 21. Februar: Jean-Jacques Burnel, britisch-französischer Musiker
- 22. Februar: Bernd August, deutscher Boxer († 1988)
- 22. Februar: Torgjer Kleppe, norwegischer Autorennfahrer
- 22. Februar: Helmut Nieuwenhuis, deutscher Jurist
- 22. Februar: Thomas Wessinghage, deutscher Leichtathlet
- 23. Februar: Sören Åkeby, schwedischer Fußballtrainer
- 23. Februar: Peter Ammon, deutscher Diplomat
- 23. Februar: Pedro Pérez, kubanischer Leichtathlet, Dreispringer († 2018)
- 23. Februar: Stefan Winghart, deutscher prähistorischer Archäologe, Denkmalpfleger und Landeskonservator († 2022)
- 23. Februar: Knud Wollenberger, deutscher Lyriker († 2012)
- 24. Februar: Fred Dean, US-amerikanischer American-Football-Spieler († 2020)
- 24. Februar: Paul Koller, Schweizer Diplomat
- 24. Februar: Jadwiga Rappé, polnische Sängerin († 2025)
- 24. Februar: Bruno Zuppiger, Schweizer Politiker der SVP († 2016)
- 25. Februar: Kristin Heyne, deutsche Politikerin († 2002)
- 25. Februar: Joey Dunlop, britischer Motorradrennfahrer († 2000)
- 25. Februar: Christian Kolonovits, österreichischer Komponist und Dirigent
- 26. Februar: John Giblin, britischer Bassist († 2023)
- 28. Februar: Rudolf Bastiaan Andeweg, niederländischer Politikwissenschaftler († 2024)
- 28. Februar: Arthur Barrow, US-amerikanischer Musiker
- 28. Februar: Michel Bury, französischer Sportschütze
- 28. Februar: Winfried Thaa, deutscher Politikwissenschaftler
- 29. Februar: Raúl González, mexikanischer Geher und Olympiasieger
- 29. Februar: Holger Oertel, deutscher Handballtorwart und Handballtrainer
- 29. Februar: Gérard Pansanel, französischer Jazzgitarrist
- 29. Februar: Hermann Schützenhöfer, österreichischer Politiker

### März

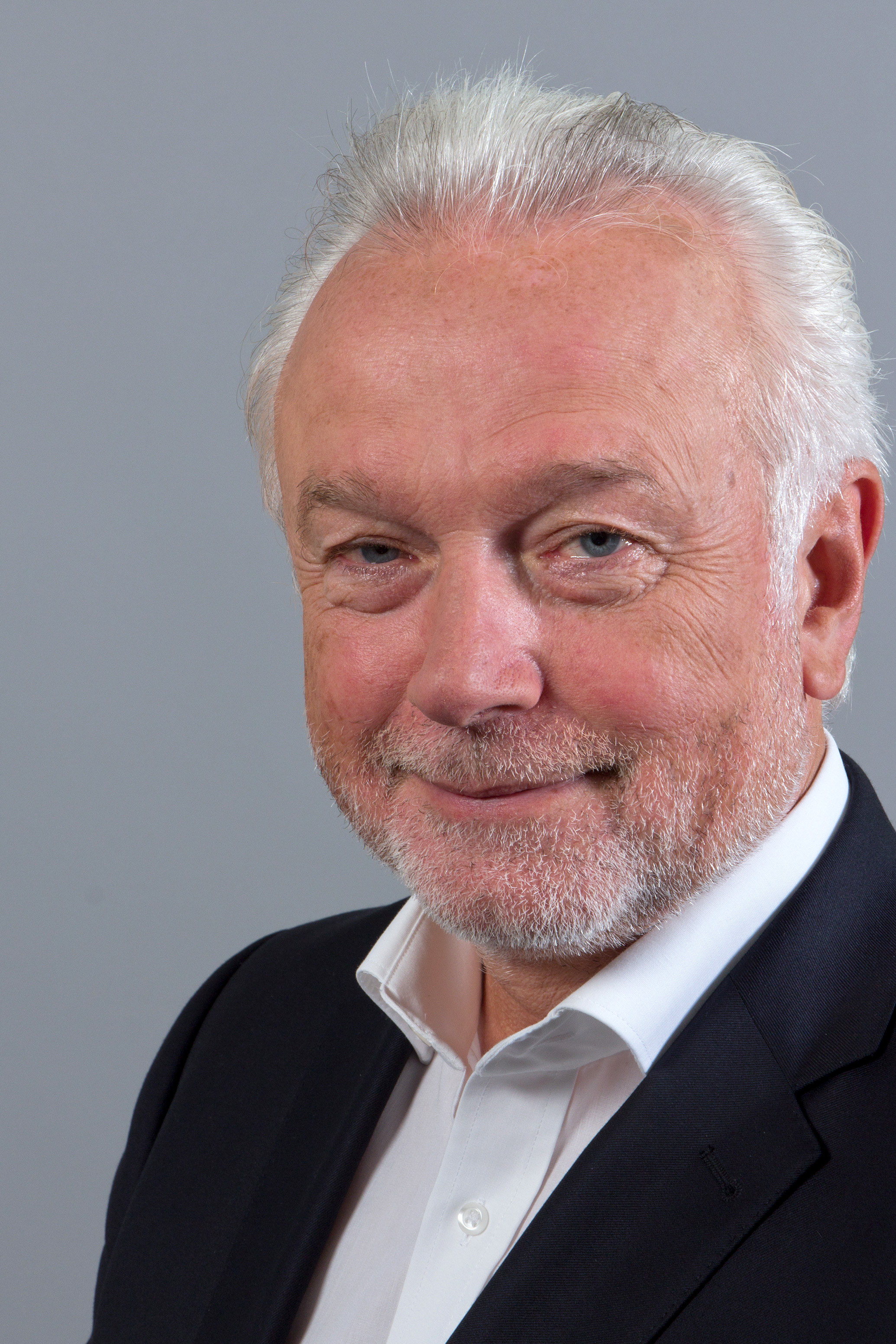
Wolfgang Kubicki, 2013

- 01. März: Matthäus Strebl, deutscher Politiker und MdB
- 02. März: Nugsar Aschuba, abchasischer Politiker
- 02. März: Sergei Wadimowitsch Stepaschin, russischer Ministerpräsident
- 03. März: Wolfgang Kubicki, deutscher Politiker
- 04. März: Terje Andersen, norwegischer Eisschnellläufer
- 03. März: Günter Assenmacher, Offizial des Erzbistums Köln
- 04. März: Jürgen Großmann, deutscher Manager, Unternehmer und Lobbyist
- 04. März: Claudia Guderian, deutsche Autorin und Journalistin
- 04. März: Michael Hirz, deutscher Journalist und Moderator
- 04. März: Umberto Tozzi, italienischer Musiker
- 05. März: Rodrigo Aguilar Martínez, mexikanischer Bischof
- 05. März: Alan Clark, britischer Keyboarder
- 05. März: Hartmut Heinrich, Entdecker der sogen. Heinrich-Ereignisse
- 05. März: Juri Kuzenko, sowjetischer Leichtathlet, Zehnkämpfer († 2018)
- 05. März: Fernando da Piedade Dias dos Santos, Premierminister von Angola
- 05. März: Isatou Njie Saidy, Vizepräsidentin von Gambia
- 06. März: Marielle Labèque, französische Pianistin (Duo Katia und Marielle Labèque)
- 07. März: Stelian Anghel, rumänischer Fußballspieler und Sportfunktionär († 2009)
- 07. März: William Boyd, schottischer Schriftsteller, Drehbuchautor und Regisseur
- 07. März: Dominique Mamberti, französischer Kurienkardinal
- 07. März: Wolf Rauch, österreichischer Informationswissenschaftler
- 08. März: Pius Segmüller, Kommandant der Päpstlichen Schweizergarde, Nationalrat
- 09. März: Bill Beaumont, englischer Rugbyspieler
- 09. März: Reto Parolari, Schweizer Dirigent († 2019)
- 09. März: Amir Peretz, israelischer Politiker und Gewerkschafter
- 10. März: Romeo Morri, san-marinesischer Politiker und Schriftsteller († 2022)
- 10. März: Morgan Tsvangirai, simbabwischer Politiker († 2018)

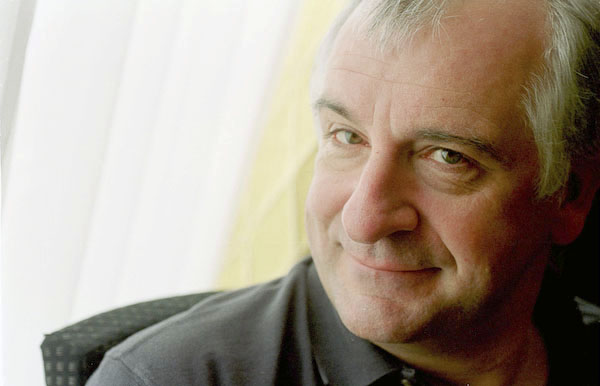
Douglas Adams, Photographie von Michael Hughes

- 11. März: Douglas Adams, englischer Schriftsteller († 2001)
- 11. März: Pier Paolo Bianchi, italienischer Motorradrennfahrer
- 11. März: Ricardo Martinelli, panamaischer Politiker und Unternehmer
- 12. März: Yasuhiko Okudera, japanischer Fußballspieler
- 12. März: Randy Stonehill, US-amerikanischer Sänger und Komponist
- 13. März: Wolfgang Rihm, deutscher Komponist, Musikwissenschaftler und Essayist († 2024)
- 13. März: Joesi Prokopetz, österreichischer Liedermacher, Musiker, Autor, Darsteller und Kabarettist.
- 14. März: Jaime Caruana, spanischer Banker
- 14. März: Martin E. Dempsey,  General der US Army
- 16. März: Alice Hoffman, US-amerikanische Autorin
- 16. März: Jan Jóźwik, polnischer Eisschnellläufer († 2021)
- 17. März: Susie Allanson, US-amerikanische Country-Sängerin
- 17. März: Manolo Badrena, puerto-ricanischer Perkussionist
- 18. März: Pat Eddery, irischer Jockey († 2015)
- 18. März: Dennis Chun, US-amerikanischer Schauspieler
- 18. März: Michaela May, deutsche Schauspielerin
- 18. März: Peter Prager, deutscher Schauspieler
- 18. März: Salome Surabischwili, georgische Außenministerin
- 19. März: Wolfgang Ambros, österreichischer Musiker, Liedermacher
- 19. März: Joseph Borġ, maltesischer Politiker und EU-Kommissar
- 19. März: Jörg Pfeifer, deutscher Leichtathlet
- 19. März: Ulrich Schröder, deutscher Jurist und Bankmanager († 2018)
- 19. März: Joseph J. Urusemal, Präsident der Föderierten Staaten von Mikronesien
- 19. März: Harvey Weinstein, US-amerikanischer Filmproduzent
- 20. März: Geoff Brabham, australischer Automobilrennfahrer
- 21. März: John Fergus, US-amerikanischer Automobilrennfahrer
- 21. März: John Holmes, britischer Rugbyspieler († 2009)
- 23. März: Peter Louis Cakü, myanmarischer Bischof von Kengtung († 2020)
- 23. März: Bodo Dieckmann, deutscher Archäologe
- 23. März: Jan Hadermann, belgischer Komponist
- 23. März: Pola Kinski, deutsche Schauspielerin
- 23. März: Kim Stanley Robinson, amerikanischer Science-Fiction-Schriftsteller
- 23. März: Rex Tillerson, US-amerikanischer Manager und Politiker
- 23. März: Franziska Walser, deutsche Schauspielerin
- 24. März: Dioni Fernández, dominikanischer Merengue-Musiker
- 24. März: Reinhard Genzel, deutscher Astrophysiker
- 24. März: Allan Guggenbühl, Schweizer Psychologe und Experte für Jugendgewalt
- 25. März: Jung Chang, chinesischstämmige britische Schriftstellerin
- 25. März: Antanas Mockus, kolumbianischer Philosoph, Mathematiker und Politiker
- 26. März: Yoshitaka Amano, japanischer Künstler
- 26. März: David Amess, britischer Politiker († 2021)
- 26. März: Peter Augar, deutscher Fußballschiedsrichter
- 26. März: Bodo Henkel, deutscher Moderator und Synchronsprecher
- 26. März: Wolfgang Hegewald, deutscher Schriftsteller
- 26. März: Didier Pironi, französischer Automobilrennfahrer († 1987)
- 26. März: Pavol Szikora, tschechoslowakischer Geher († 2021)
- 26. März: Wang Jun, chinesischer Politiker
- 27. März: Georg Cremer, Volkswirtschaftler
- 27. März: Felix Haug, Schweizer Popmusiker († 2004)
- 27. März: Pamela Roylance, US-amerikanische Schauspielerin
- 27. März: Maria Schneider, französische Schauspielerin († 2011)
- 28. März: Keith Ashfield, kanadischer Politiker († 2018)
- 28. März: Tony Brise, britischer Automobilrennfahrer († 1975)
- 28. März: Kirsten Hager, deutsche Filmproduzentin
- 29. März: Rainer Bonhof, deutscher Fußballspieler und Trainer
- 29. März: Teófilo Stevenson, kubanischer Amateurboxer († 2012)
- 29. März: Bola Tinubu, nigerianischer Politiker, Staatspräsident
- 30. März: Jose F. Advincula, philippinischer Erzbischof von Manila und Kardinal
- 30. März: Wallace Arthur, britischer Zoologe
- 31. März: Horst Bredemeier, deutscher Handballtrainer und- funktionär
- 31. März: Nelly Miricioiu, rumänische Opernsängerin, Sopran
- 31. März: Mary Sey, gambische Richterin († 2024)
- 31. März: Paul-Heinz Wellmann, deutscher Leichtathlet
- 31. März: Vanessa del Rio, US-amerikanisches Model, Pornodarstellerin und Unternehmerin
- 00. März: Chen Zhenggao, chinesischer Politiker († 2024)
- 00. März: Yuan Chunqing, chinesischer Politiker

### April
- 01. April: Angelika Bahmann, deutsche Kanutin
- 01. April: Uwe Behrendt, deutscher Rechtsextremist († 1981)
- 01. April: Hans-Georg Bürger, deutscher Automobilrennfahrer († 1980)
- 01. April: Ludwig Elle, sorbischer Wissenschaftler
- 01. April: Matthias Maurer, deutscher Eishockeyspieler
- 01. April: Abdel Basit Ali al-Megrahi, libyscher Attentäter († 2012)
- 02. April: Ernst-Otto Berk, deutscher Brigadegeneral des Heeres
- 02. April: Thomas Bscher, deutscher Automobilrennfahrer, Banker und Manager
- 02. April: Alex Conti, deutscher Gitarrist
- 02. April: Richard Spénard, kanadischer Automobilrennfahrer
- 03. April: Beat Fäh, Schweizer Regisseur, Schauspieler und Autor
- 03. April: Dieter Krause, deutscher Handballspieler († 2023)
- 03. April: Franz X.A. Zipperer, deutscher Musikjournalist († 2015)
- 04. April: Rosemarie Ackermann, deutsche Leichtathletin
- 04. April: Pat Burns, kanadischer Eishockeyspieler und -trainer († 2010)
- 04. April: Klaus Franz, deutscher Gewerkschaftsfunktionär
- 04. April: María Mendiola, spanische Schlagersängerin († 2021)
- 04. April: Gary Moore, nordirischer Blues- und Rockmusiker († 2011)
- 04. April: Villy Søvndal, dänischer Politiker
- 04. April: Pius Walder, österreichischer Holzfäller und Wilderer († 1982)
- 05. April: Mitch Pileggi, US-amerikanischer Schauspieler
- 06. April: Michael Vesper, deutscher Politiker Michael Vesper

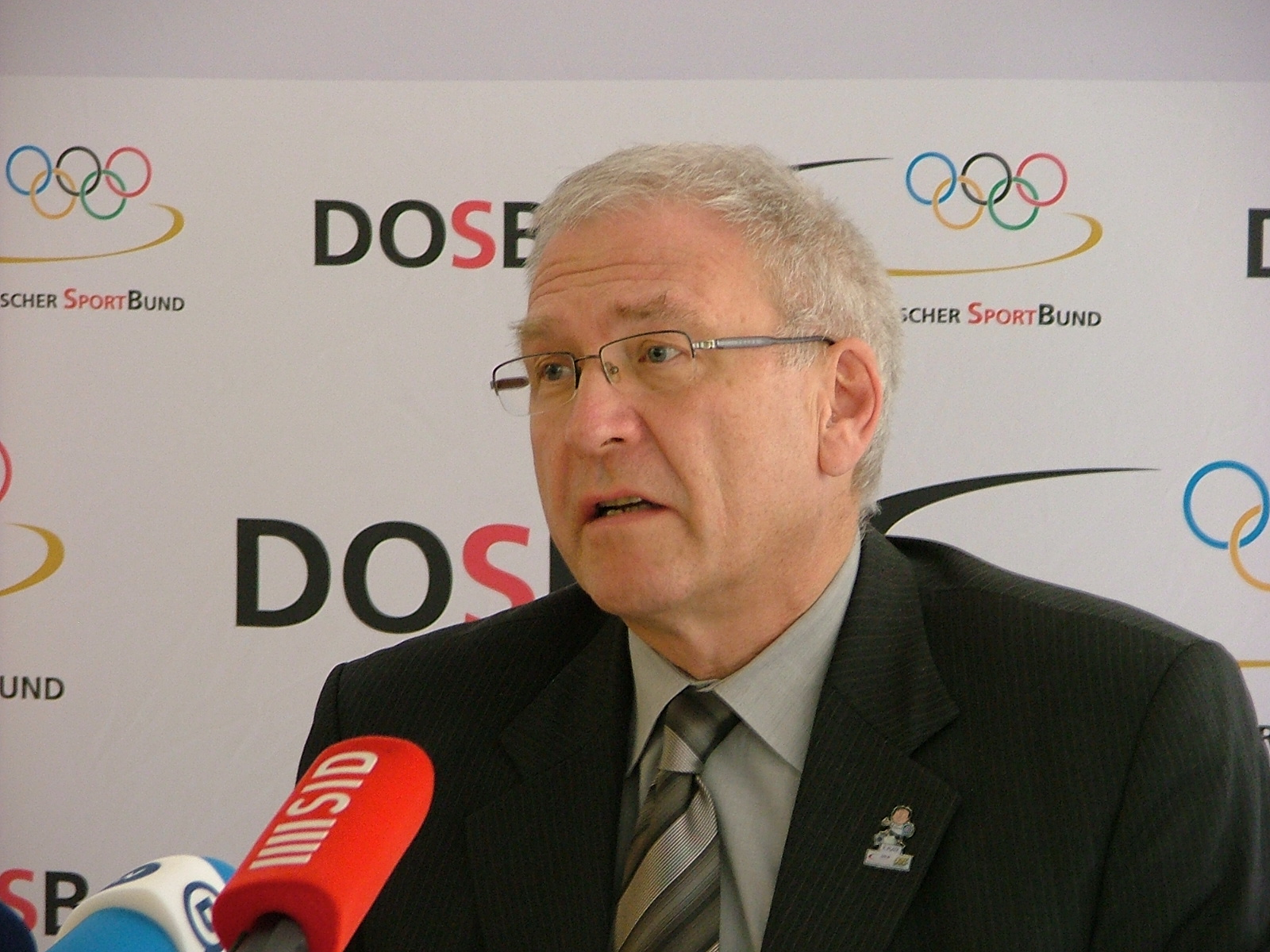
Michael Vesper

- 07. April: Rubén Galván, argentinischer Fußballspieler († 2018)
- 07. April: Hans-Ulrich Krüger, deutscher Politiker, MdB
- 07. April: Nagwa Meguid, ägyptische Genetikerin
- 07. April: Wladimir Scharow, russischer Schriftsteller († 2018)
- 07. April: Süreyya Serdengeçti, türkischer Wirtschaftswissenschaftler († 2025)
- 08. April: Arcadi Gaydamak, israelischer Milliardär
- 08. April: Kim Warwick, australischer Tennisspieler
- 09. April: Tony Burke, britischer Musikjournalist und Herausgeber
- 09. April: Peter Kwong, US-amerikanischer Schauspieler († 2025)
- 09. April: Jerzy Szmajdziński, polnischer Politiker († 2010)
- 10. April: Grigori Jawlinski, russischer Politiker der Partei Jabloko
- 10. April: Zoran Petrović, serbisch-jugoslawischer Fußballschiedsrichter († 2024)
- 10. April: Steven Seagal, US-amerikanischer Schauspieler Steven Seagal, 2007

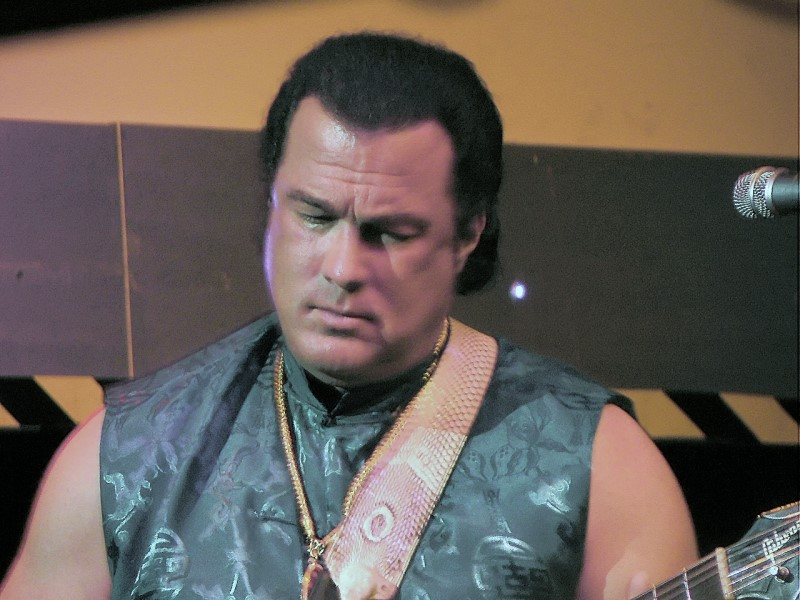
Steven Seagal, 2007

- 10. April: Richard Wagner, deutscher Schriftsteller († 2023)
- 11. April: Karl-Heinz Dellwo, deutscher Verleger, ehemaliger Terrorist der RAF
- 12. April: Hellmut Hattler, deutscher Jazz- und Rockbassist
- 12. April: Honest John Plain, britischer Musiker und Sänger († 2025)
- 12. April: Hermann Strampfer, deutscher Jurist und Verwaltungsbeamter († 2015)
- 12. April: Christof Wetterich, deutscher theoretischer Physiker
- 13. April: Erick Avari, indischer Schauspieler
- 13. April: Hans-Peter Betz, deutscher Fastnachter
- 13. April: Thomas Milani, kanadisch-italienischer Eishockeyspieler († 2021)
- 14. April: Udo Voigt, deutscher Politologe und Politiker († 2025)
- 15. April: Glenn Shadix, US-amerikanischer Schauspieler († 2010)
- 16. April: Yochanan Afek, israelisch-niederländischer Schachkomponist und -spieler
- 16. April: Peter Arnold, deutscher Hornist
- 16. April: Michel Blanc, französischer Schauspieler, Drehbuchautor, Regisseur († 2024)
- 16. April: Ulrich Deuschle, deutscher Politiker
- 16. April: Rico Saccani, US-amerikanischer Dirigent
- 16. April: Alexander Tschäppät, Schweizer Politiker († 2018)
- 16. April: Billy West, US-amerikanischer Sprecher für Zeichentrickserien und Filme
- 16. April: Peter Westbrook, US-amerikanischer Fechter († 2024)
- 17. April: Helge Achenbach, deutscher Kunstberater
- 17. April: Joe Alaskey, US-amerikanischer Schauspieler und Synchronsprecher († 2016)
- 17. April: Ernest Wichner, deutscher Schriftsteller
- 18. April: Enzo Calderari, Schweizer Unternehmer- und Automobilrennfahrer
- 18. April: Thomas Haffa, deutscher Medienunternehmer
- 18. April: Andreas Hellmann, deutscher Arzt und Ärztefunktionär
- 18. April: Bo Katzman, Schweizer Musiker, Sänger
- 18. April: Hans-Ulrich Seidt, deutscher Diplomat
- 19. April: Alexis Argüello, nicaraguanischer Boxer und Politiker († 2009)
- 20. April: Peep Aru, estnischer Politiker
- 20. April: Karl Friedrich von Hohenzollern, deutscher Unternehmer
- 21. April: Soslan Petrowitsch Andijew, sowjetischer Ringer († 2018)
- 21. April: Pascal Auberson, schweizerischer Sänger, Perkussionist und Pianist
- 22. April: François Berléand, französischer Schauspieler
- 22. April: Marilyn Chambers, US-amerikanische Pornodarstellerin († 2009)
- 22. April: Dave Mancini, US-amerikanischer Perkussionist, Musikpädagoge und Komponist
- 22. April: Alfons Karl Zwicker, Schweizer Komponist und Pianist
- 23. April: Esther Dischereit, deutsche Schriftstellerin
- 23. April: Narada Michael Walden, US-amerikanischer Produzent und Sänger
- 24. April: Jean-Paul Gaultier, französischer Modeschöpfer Jean-Paul Gaultier

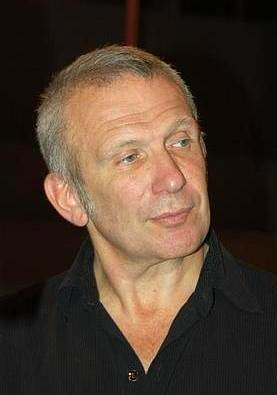
Jean-Paul Gaultier

- 25. April: Wladislaw Tretjak, russischer Eishockeyspieler
- 25. April: Claus Auer, deutscher Diplomat
- 25. April: Michael Aufhauser, deutscher Tierschützer
- 25. April: Jacques Santini, französischer Fußballtrainer und Fußballspieler
- 26. April: Renate Ackermann, deutsche Politikerin
- 26. April: Hans-Friedrich Lange, deutscher Jurist
- 27. April: Ari Vatanen, finnischer Rallyefahrer und Politiker
- 28. April: Mary McDonnell, US-amerikanische Schauspielerin
- 29. April: Barbara Hendricks, deutsche Politikerin

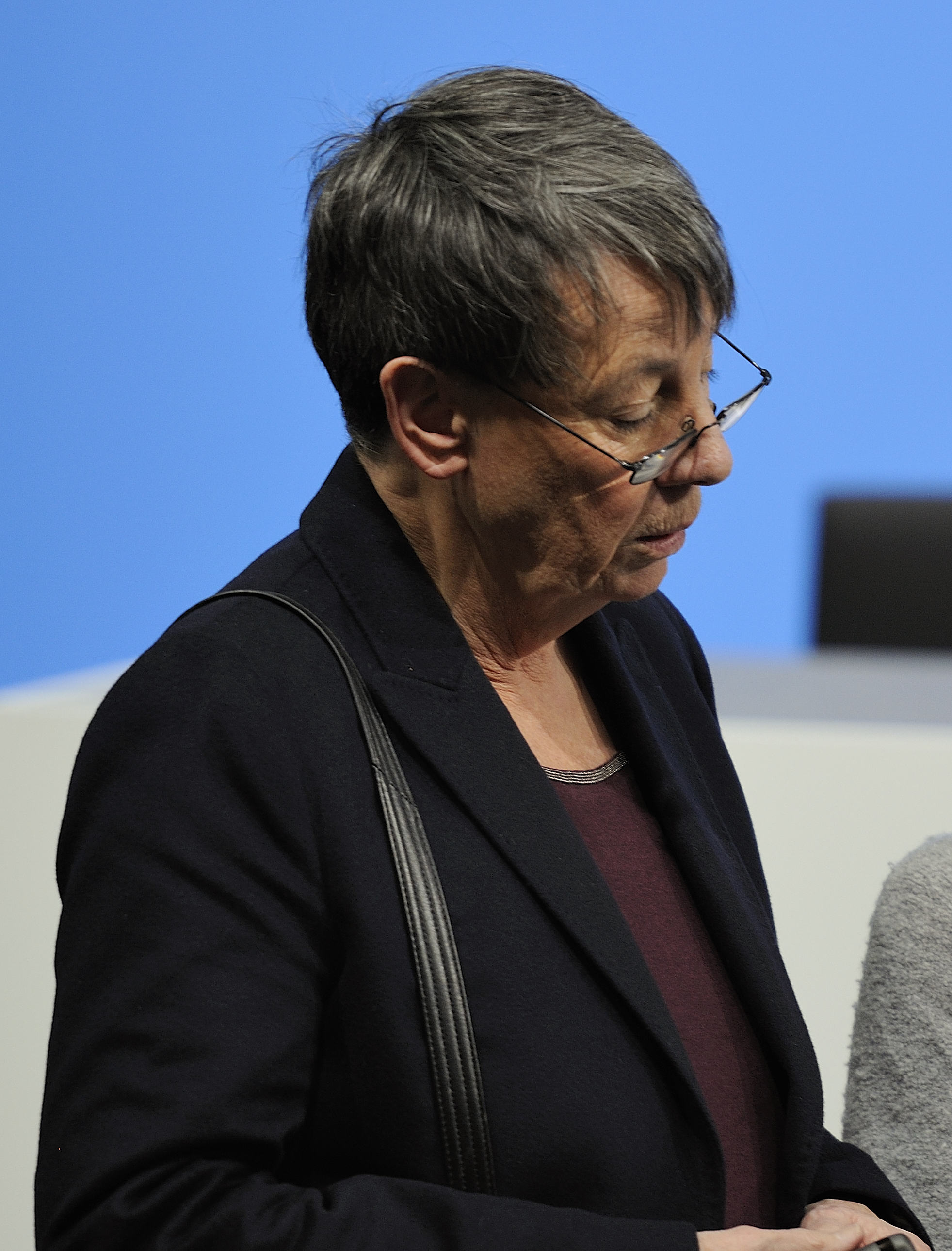
Barbara Hendricks, 2013

- 29. April: David Icke, britischer Publizist und Fußballspieler
- 29. April: Anatoli Nogowizyn, russischer Generaloberst († 2019)
- 29. April: Karl Rauber, deutscher Politiker
- 29. April: Dietmar Schmidt, deutscher Handballspieler und Handballtrainer
- 29. April: Dave Valentin, US-amerikanischer Jazzflötist († 2017)
- 29. April: Marino Zanotti, san-marinesischer Politiker
- 30. April: Jacques Audiard, französischer Filmregisseur und Drehbuchautor
- 30. April: Martin Gutzeit, Gründer der Sozialdemokratischen Partei der DDR

### Mai
- 02. Mai: Christopher Doyle, australischer Kameramann, Fotograf, Regisseur, Drehbuchautor
- 02. Mai: Wolfgang Horak, deutscher Ruderer († 2016)
- 02. Mai: Gotthold Schwarz, Thomaskantor und Leiter des Thomanerchores Leipzig
- 03. Mai: Robert Donatucci, amerikanischer Politiker († 2010)
- 03. Mai: Ruth W. Lingenfelser, deutsche Dichterin
- 03. Mai: Christine Prinsloo, simbabwische Hockeyspielerin
- 03. Mai: Christian Schramm, ehemaliger Oberbürgermeister von Bautzen
- 03. Mai: Joseph William Tobin, US-amerikanischer Kardinal, Erzbischof von Newark
- 03. Mai: Allan Wells, britischer Leichtathlet
- 04. Mai: Hans Affenzeller, österreichischer Politiker
- 04. Mai: Günter Aumann, deutscher Mathematiker
- 04. Mai: Antony Hamilton, britischer Filmschauspieler († 1995)
- 04. Mai: This Jenny, Schweizer Unternehmer und Politiker († 2014)
- 04. Mai: Vera Lengsfeld, deutsche Politikerin
- 04. Mai: Bärbel Höhn, deutsche Politikerin
- 05. Mai: Maia Ciobanu, rumänische Komponistin
- 05. Mai: Edwin M. Lee, US-amerikanischer Bürgermeister († 2017)
- 05. Mai: Jorge Llopart, spanischer Geher († 2020)
- 05. Mai: Ryszard Szeremeta, polnischer Komponist, Dirigent und Jazzsänger
- 06. Mai: Claudius Armbruster, deutscher Romanist
- 06. Mai: Klaus Buciek, deutscher Jurist († 2011)
- 06. Mai: Christian Clavier, französischer Schauspieler
- 06. Mai: Andrea Čunderlíková, tschechische Schauspielerin
- 06. Mai: Michael O’Hare, US-amerikanischer Schauspieler († 2012)
- 06. Mai: Alexander Radszun, deutscher Schauspieler
- 06. Mai: Herbert Rusche, deutscher Politiker und Schwulenaktivist († 2024)
- 07. Mai: Stanley Dickens, schwedischer Automobilrennfahrer
- 08. Mai: Matti Geschonneck, deutscher Regisseur
- 08. Mai: Charles J. Camarda, US-amerikanischer Astronaut
- 08. Mai: Vittorio Sgarbi, italienischer Kunstkritiker und Politiker
- 09. Mai: Dick Annegarn, niederländischer Sänger, Songwriter und Gitarrist
- 09. Mai: Zdeněk Nehoda, tschechischer Fußballspieler
- 10. Mai: Kikki Danielsson, schwedische Sängerin und Akkordeonistin
- 10. Mai: Vanderlei Luxemburgo, brasilianischer Fußballtrainer
- 10. Mai: Mario Capezzuto, deutscher Politiker und MdL

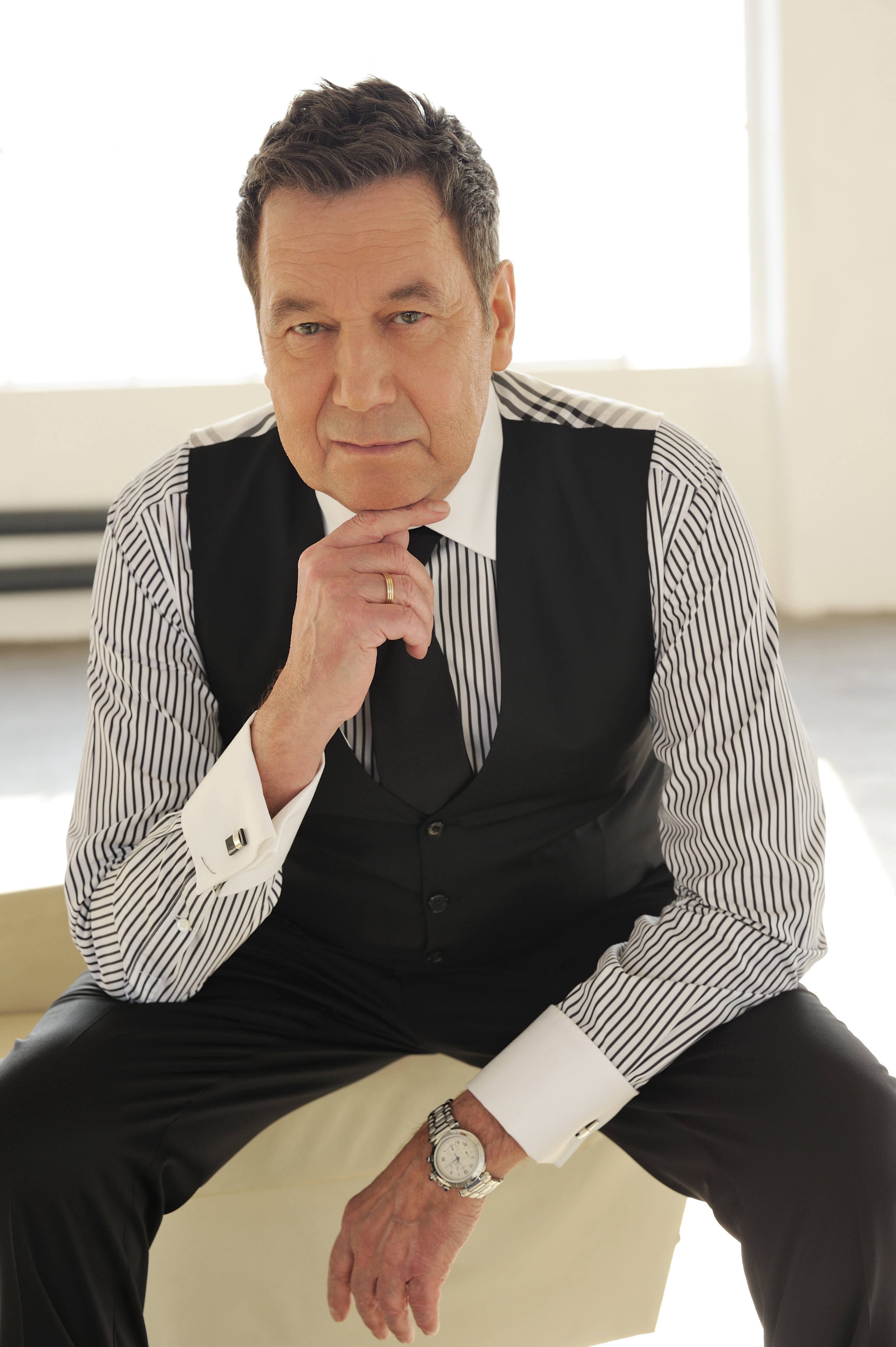
Roland Kaiser, 2014

- 10. Mai: Ulrich Hahnen, deutscher Politiker († 2016)
- 10. Mai: Roland Kaiser, deutscher Schlagersänger
- 10. Mai: Sly Dunbar, jamaikanischer Schlagzeuger und Produzent
- 11. Mai: Frances Fisher, britisch-amerikanische Theater- und Filmschauspielerin
- 11. Mai: Hallur Ellingsgaard, färöischer Parteivorsitzender der Republikanischen Partei
- 11. Mai: Renaud, französischer Musiker
- 11. Mai: Shohreh Aghdashloo, iranische Schauspielerin
- 12. Mai: Carlos Burga, peruanischer Boxer († 2021)
- 12. Mai: André Greiner-Pol, deutscher Rockmusiker († 2008)
- 12. Mai: Patrick Hooper, irischer Marathonläufer († 2020)
- 12. Mai: Scott Johnson, US-amerikanischer Komponist († 2023)
- 12. Mai: Margie Mahoney, US-amerikanische Skilangläuferin
- 12. Mai: Domingos da Silva Soares, osttimoresischer römisch-katholischer Geistlicher († 2025)
- 13. Mai: Olaf Bernstengel, deutscher Puppenspieler († 2020)
- 13. Mai: Mary Cleere Haran, US-amerikanische Sängerin und Autorin († 2011)
- 14. Mai: Bolat Atabajew, kasachischer Theaterregisseur und Menschenrechtskämpfer († 2021)
- 14. Mai: David Byrne, britischer Musiker
- 14. Mai: Reinhold Lubomski, deutscher Eishockeyspieler († 2009)
- 14. Mai: Robert Zemeckis, US-amerikanischer Regisseur und Filmproduzent

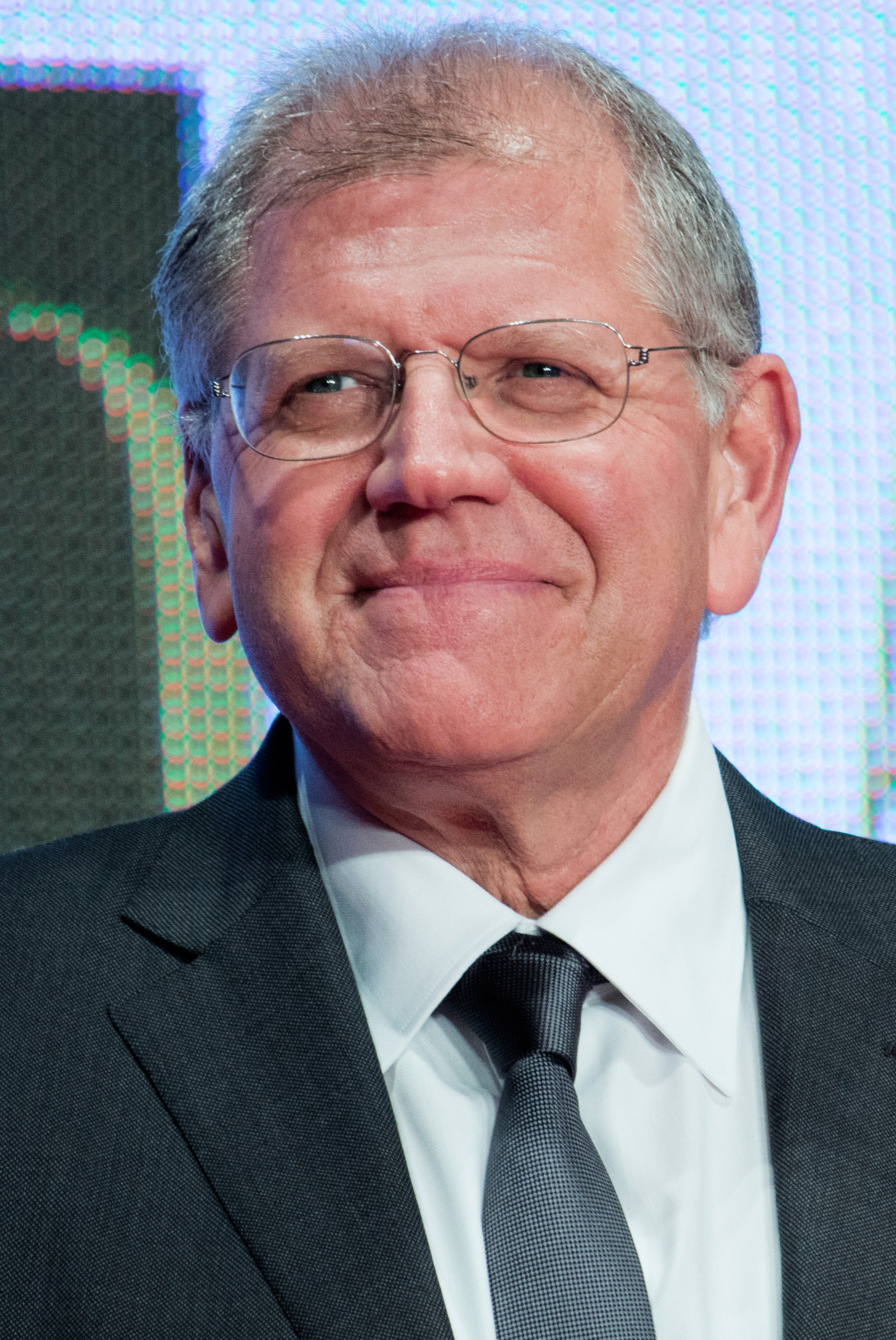
Robert Zemeckis

- 15. Mai: Christine Goetz, deutsche Kunsthistorikerin († 2020)
- 15. Mai: Herbert Marxer, liechtensteinischer Skirennläufer
- 15. Mai: Peter Strieder, deutscher Politiker
- 16. Mai: James Herndon, US-amerikanischer Medienpsychologe
- 16. Mai: Erich Weishaupt, deutscher Eishockeyspieler

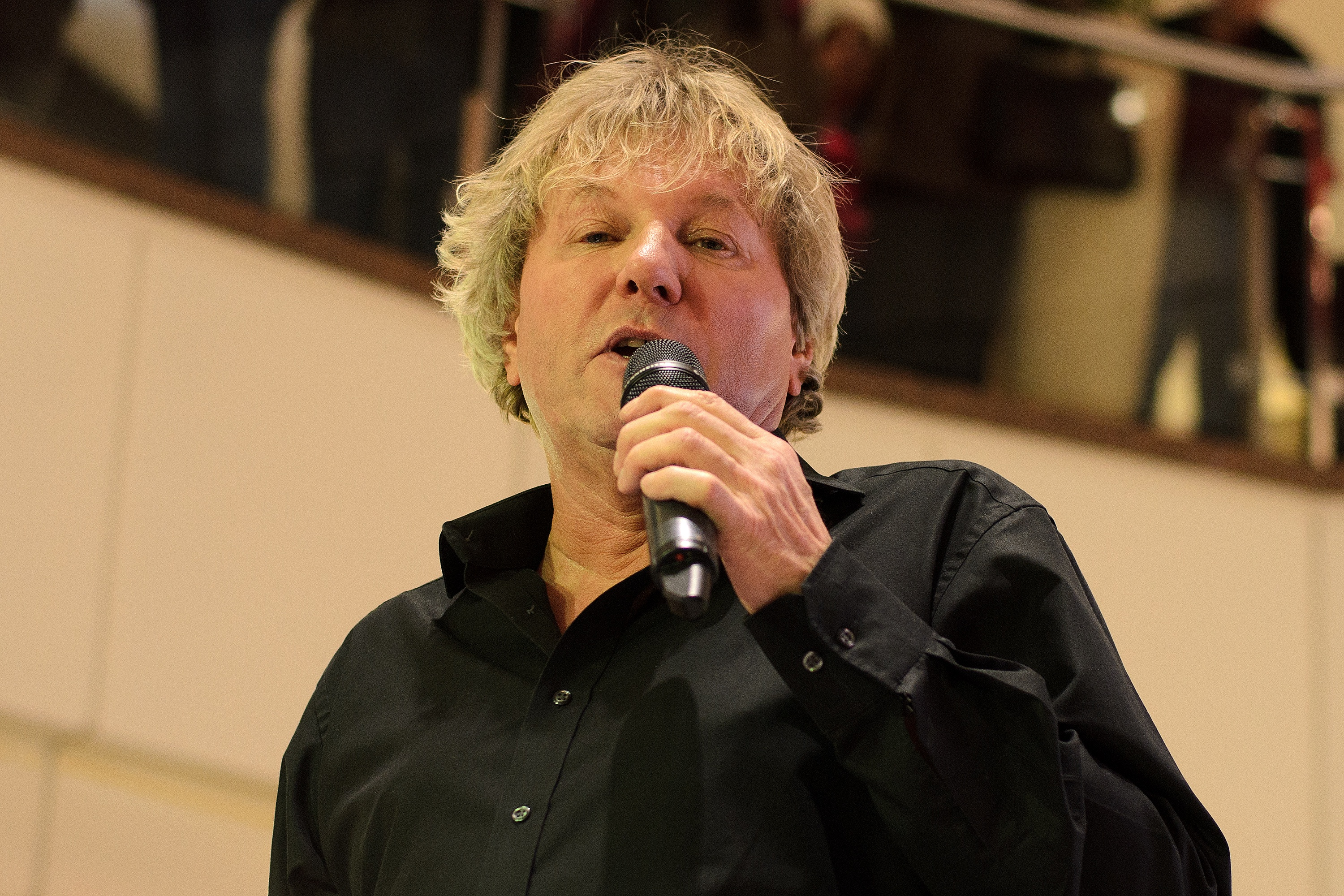
Bernhard Brink, 2014

- 17. Mai: Bernhard Brink, deutscher Schlagersänger und Fernsehmoderator
- 17. Mai: Eva Schmidt, österreichische Schriftstellerin
- 17. Mai: Klaus Zapf, deutscher Unternehmer († 2014)
- 18. Mai: Jeana Yeager, US-amerikanische Testpilotin
- 18. Mai: George Strait, US-amerikanischer Country-Musiker
- 19. Mai: Gustav Deutsch, österreichischer Filmkünstler († 2019)
- 19. Mai: Guri Ingebrigtsen, norwegische Ärztin und Politikerin († 2020)
- 19. Mai: Lambertus van Marwijk, niederländischer Fußballspieler und Trainer
- 19. Mai: Cristóbal López Romero, spanischer Priester, Erzbischof von Rabat, Kardinal
- 19. Mai: Heiko Wildberg, deutscher Politiker
- 20. Mai: Christian Klar, deutscher Terrorist (RAF)
- 20. Mai: Roger Milla, kamerunischer Fußballspieler
- 20. Mai: Rick Upchurch, US-amerikanischer American-Football-Spieler
- 21. Mai: Mr. T, US-amerikanischer Schauspieler
- 22. Mai: Bernhard Brinkmann, deutscher Politiker († 2022)
- 22. Mai: Piotr Jaskóła, polnischer katholischer Priester und Professor der Theologie
- 22. Mai: Waldemar Victorino, uruguayischer Fußballspieler († 2023)
- 23. Mai: Deborah Adair, US-amerikanische Schauspielerin
- 23. Mai: Christina Vanja, deutsche Historikerin und Archivarin
- 24. Mai: Ranieri Randaccio, italienischer Automobilrennfahrer
- 25. Mai: Moses Amweelo, namibischer Politiker († 2025)
- 25. Mai: Wera Wassiljewna Anissimowa, sowjetische Sprinterin
- 25. Mai: Philipp Graf Lerchenfeld, deutscher Politiker († 2017)
- 26. Mai: Ursula Arnold-Cramer, deutsche Politikerin
- 27. Mai: Hans Peter Stauch, deutscher Industriemeister und Politiker
- 28. Mai: Mahmud Dschibril, libyscher Politiker († 2020)
- 28. Mai: Matthias Jarke, deutscher Informatiker († 2024)
- 28. Mai: Ingrid Schölderle, deutsche Schauspielerin
- 28. Mai: Heino Wiese, deutscher Politiker
- 29. Mai: Walter Landin, deutscher Schriftsteller († 2021)
- 29. Mai: Ekkehard Wenger, deutscher Wirtschaftswissenschaftler
- 30. Mai: Zoltán Kocsis, ungarischer Pianist und Dirigent († 2016)
- 30. Mai: Marina Libakowa-Liwanowa, sowjetische bzw. russische Moderatorin, Schauspielerin und Schauspiellehrerin († 2018)
- 30. Mai: Immanuel Ngatjizeko, namibischer Politiker († 2022)
- 30. Mai: Younus Shaikh, pakistanischer Arzt, Menschenrechts-Aktivist, Rationalist und Freidenker
- 31. Mai: Frank Ulrich Montgomery, deutscher Mediziner und Verbandsfunktionär

### Juni
- 01. Juni: Johannes Lerle, deutscher Abtreibungsgegner und Theologe
- 01. Juni: Peter Thiesen, deutscher Pädagoge und Schriftsteller
- 01. Juni: Mindaugas Urbaitis, litauischer Komponist
- 02. Juni: Pete Farndon, britischer Rockmusiker († 1983)
- 02. Juni: Hildegard Krekel, deutsche Schauspielerin († 2013) Hildegard Krekel

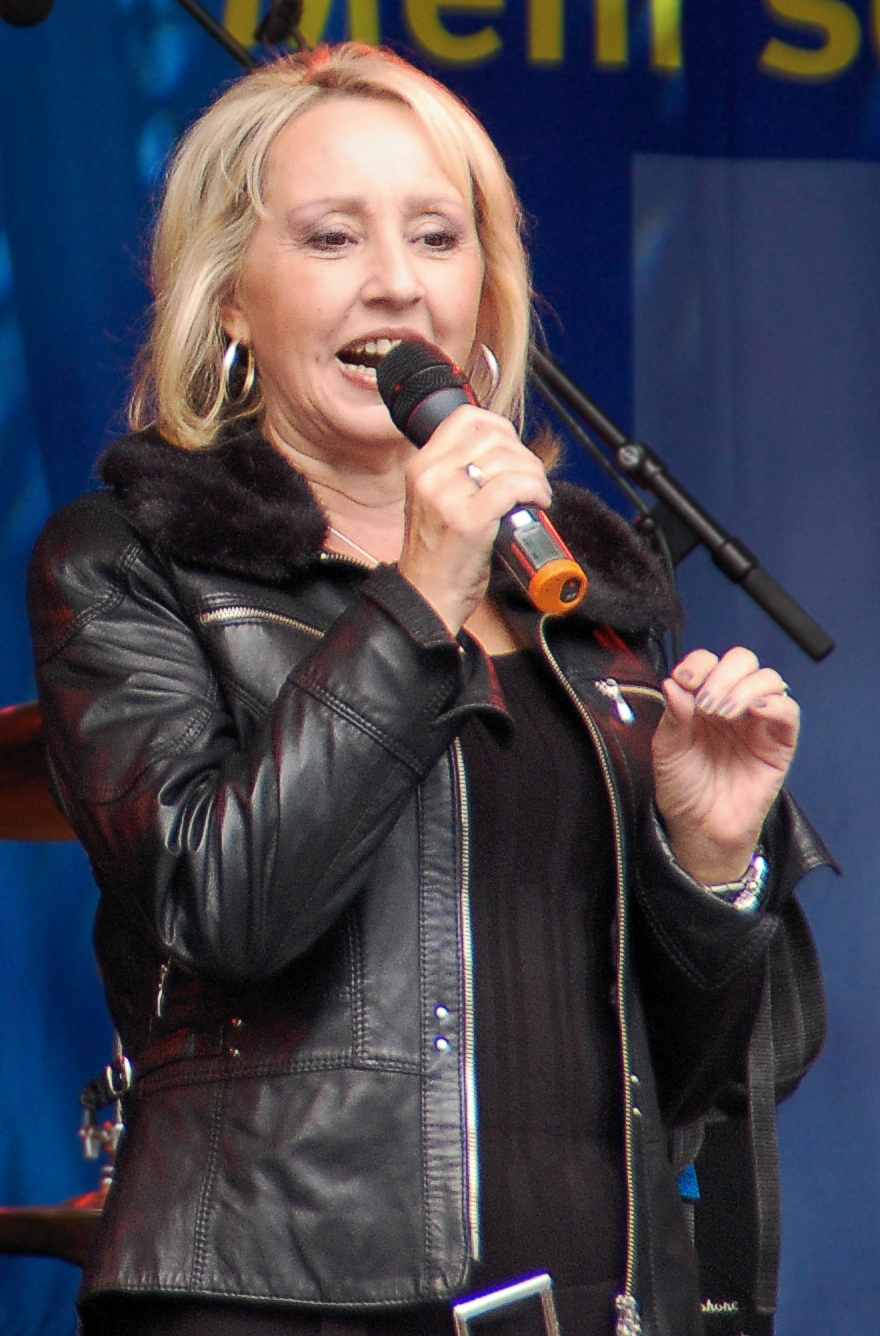
Hildegard Krekel

- 03. Juni: David Richards, britischer Motorsportfunktionär
- 03. Juni: Dominique Laffin, französische Schauspielerin († 1985)
- 04. Juni: Bronisław Komorowski, polnischer Politiker, Staatspräsident Bronisław Komorowski

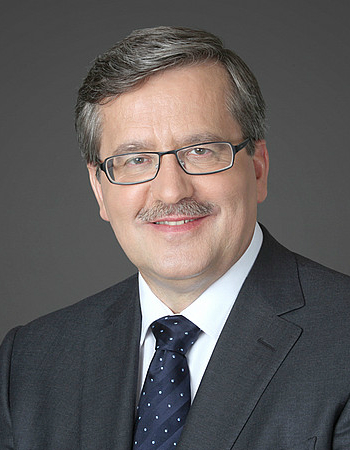
Bronisław Komorowski

- 04. Juni: Karl-Heinz Lambertz, belgischer Politiker
- 05. Juni: Umberto Barberis, Schweizer Fußballspieler und -trainer
- 05. Juni: Nicko McBrain, englischer Musiker und Schlagzeugspieler der Gruppe Iron Maiden
- 05. Juni: Bernd Busemann, deutscher Politiker
- 05. Juni: Connie Chiume, südafrikanische Filmschauspielerin († 2024)
- 05. Juni: Helmuth Markov, deutscher Politiker
- 06. Juni: Bernd Wehmeyer, deutscher Fußballspieler und -manager
- 06. Juni: Thomas Arndt, deutscher Ornithologe
- 07. Juni: Hubert Auriol, französischer Motocross- sowie Enduro-Rennfahrer († 2021)
- 07. Juni: Liam Neeson, irischer Schauspieler
- 07. Juni: Orhan Pamuk, türkischer Journalist und Schriftsteller Orhan Pamuk

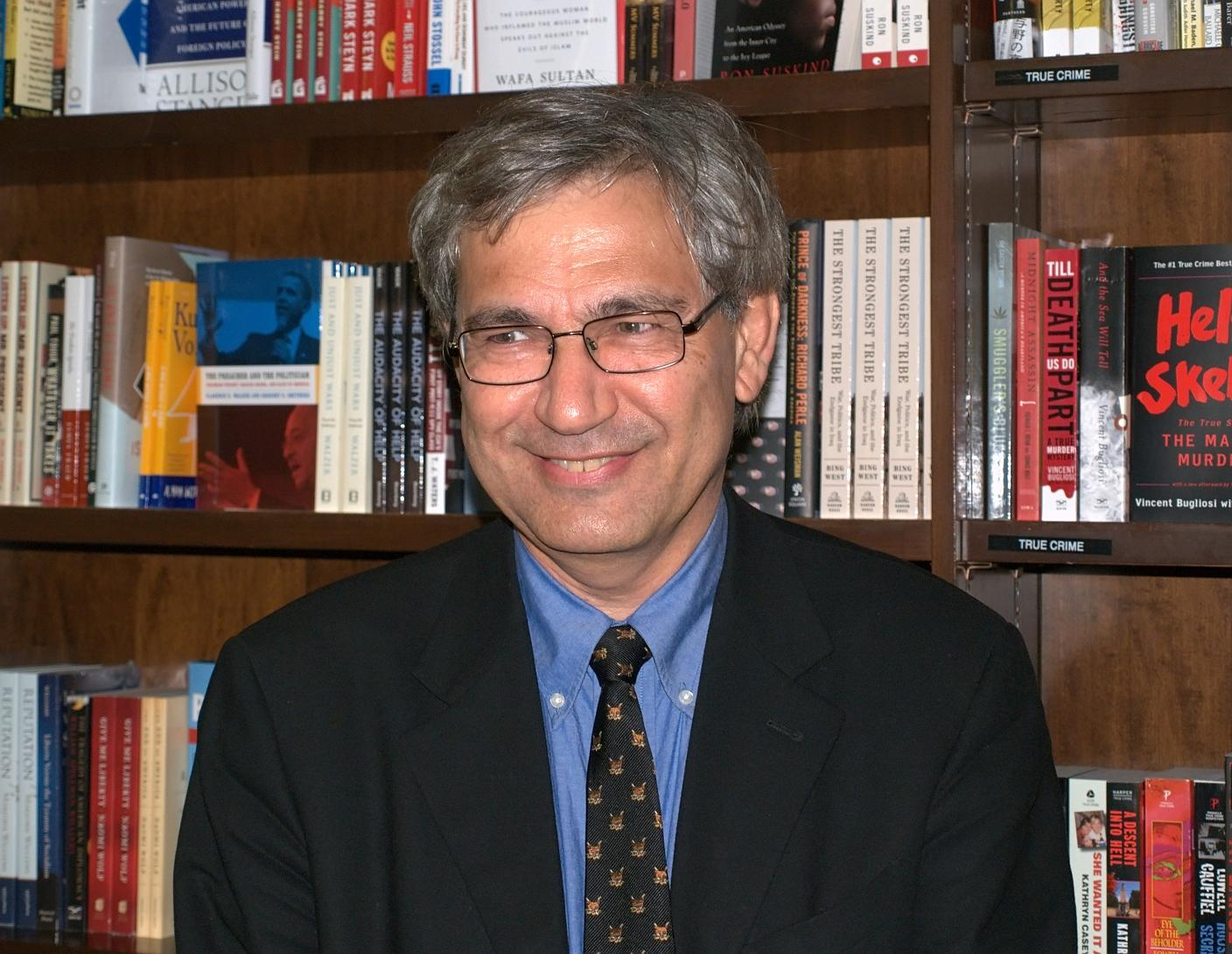
Orhan Pamuk

- 08. Juni: Peter Fischli, Schweizer Künstler
- 08. Juni: Paul Hildgartner, italienischer Rennrodler
- 08. Juni: Janusz Kowalski, polnischer Radrennfahrer
- 09. Juni: Elia Andrioletti, italienischer Endurosportler
- 09. Juni: Jürgen Beyer, deutscher Brigadegeneral
- 09. Juni: Günter Hujara, deutscher Skisportfunktionär und Trainer
- 09. Juni: Carlos Perón, Schweizer Musiker
- 10. Juni: Bernd Stegmann, deutscher Kirchenmusiker
- 11. Juni: Vicente Bokalic Iglic, argentinischer Kardinal, Erzbischof von Santiago del Estero, Primas von Argentinien
- 11. Juni: Doris Maletzki, deutsche Leichtathletin
- 11. Juni: Wolfgang Bosbach, deutscher Politiker
- 11. Juni: Anote Tong, Präsident von Kiribati
- 11. Juni: Bronisław Wildstein, polnischer Journalist und Schriftsteller
- 12. Juni: Spencer Abraham, US-amerikanischer Politiker
- 12. Juni: Jean-Pierre Audy, französischer Politiker
- 12. Juni: Wolfgang Bierstedt, deutscher Politiker und MdB
- 12. Juni: Cornelia Hanisch, deutsche Fechterin
- 13. Juni: Jonathan Feldman, US-amerikanischer Pianist und Musikpädagoge
- 13. Juni: Wilfried Kowarik, österreichischer Benediktiner und Historiker († 2018)
- 13. Juni: Angelo Moreschi, italienischer Bischof in Äthiopien († 2020)
- 14. Juni: Alois Schwarz, österreichischer römisch-katholischer Bischof
- 15. Juni: Aina Kemanis, US-amerikanische Sängerin und Flötistin
- 16. Juni: Sjarhej Kaljakin, belarussischer Politiker († 2024)
- 16. Juni: Giorgos Andrea Papandreou, griechischer Politiker
- 16. Juni: Alexander Gennadijewitsch Saizew, russischer Eiskunstläufer
- 16. Juni: Jerry Hadley, US-amerikanischer Opernsänger († 2007)
- 17. Juni: Miguel Ángel Ayuso Guixot, spanischer Kurienbischof, Kardinal († 2024)
- 17. Juni: Franz Böni, Schweizer Schriftsteller († 2023)
- 17. Juni: Sergio Marchionne, italienisch-kanadischer Manager († 2018)
- 17. Juni: Nikolaus Piper, deutscher Journalist († 2024)
- 17. Juni: Matteo Thun, italienischer Architekt und Designer
- 18. Juni: Tiiu Aro, estnische Politikerin
- 18. Juni: Marcella Bella, italienische Sängerin
- 18. Juni: Idriss Déby, Staatspräsident des Tschad († 2021)
- 18. Juni: Isabella Rossellini, italienische Schauspielerin Isabella Rossellini

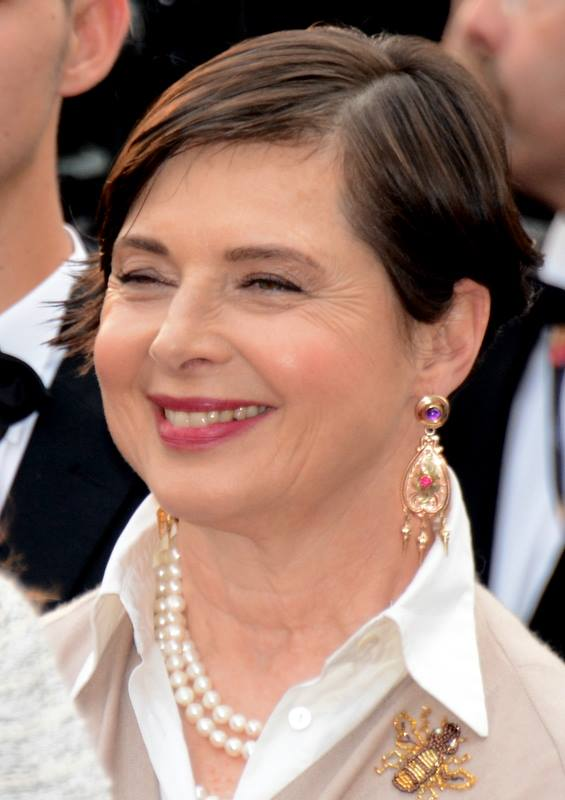
Isabella Rossellini

- 18. Juni: Isotta Ingrid Rossellini, italienische Literaturwissenschaftlerin
- 18. Juni: John Carl Buechler, US-amerikanischer Filmregisseur und Schauspieler († 2019)
- 19. Juni: Robert William Ainsworth, britischer Politiker
- 19. Juni: Philippe Manoury, französischer Komponist
- 20. Juni: Valerio Evangelisti, italienischer Schriftsteller († 2022)
- 20. Juni: John Goodman, US-amerikanischer Schauspieler und Komiker
- 20. Juni: Mabel Rivera, spanische Schauspielerin
- 21. Juni: Luis Días, dominikanischer Rock- und Jazzmusiker († 2009)
- 21. Juni: Kadir Özcan, türkischer Fußballspieler und -trainer († 2013)
- 22. Juni: Graham Greene, kanadischer Schauspieler
- 23. Juni: Jürgen Schmieder, deutscher Politiker
- 23. Juni: Rita Maiburg, deutsche Pilotin, erster weiblicher Linienflugkapitän der Welt († 1977)
- 23. Juni: Peter Whiteside, britischer Moderner Fünfkämpfer († 2020)
- 25. Juni: Hans-Joachim Abel, deutscher Fußballspieler
- 25. Juni: Marieluise Beck, deutsche Politikerin
- 25. Juni: Péter Erdő, Erzbischof von Budapest und Kardinal
- 25. Juni: Oswaldo Frossasco, argentinischer Radsportler († 2022)
- 26. Juni: Enrico Ghezzi, italienischer Filmkritiker, Autor und Fernsehmoderator
- 26. Juni: Hansi Kraus, deutscher Schauspieler
- 26. Juni: Gordon McQueen, schottischer Fußballspieler († 2023)
- 27. Juni: Verena Plangger, italienische Schauspielerin und Regisseurin
- 27. Juni: Rita Russek, deutsche Schauspielerin und Regisseurin
- 27. Juni: Paul Wellens, belgischer Radrennfahrer
- 28. Juni: Abdo Arbach, syrischer Geistlicher und Exarch von Argentinien
- 28. Juni: Otmar Kaufhold, deutscher Ruderer († 2001)
- 28. Juni: Pietro Mennea, italienischer Leichtathlet († 2013)
- 28. Juni: Alan Pasqua, US-amerikanischer Jazz- und Rockpianist
- 29. Juni: Frank Magnitz, deutscher Politiker
- 29. Juni: Klaus Ohlmann, deutscher Zahnarzt und Segelflieger
- 29. Juni: Hans-Werner Rhein, deutscher Versicherungsjurist
- 30. Juni: David Garrison, US-amerikanischer Schauspieler David Garrison

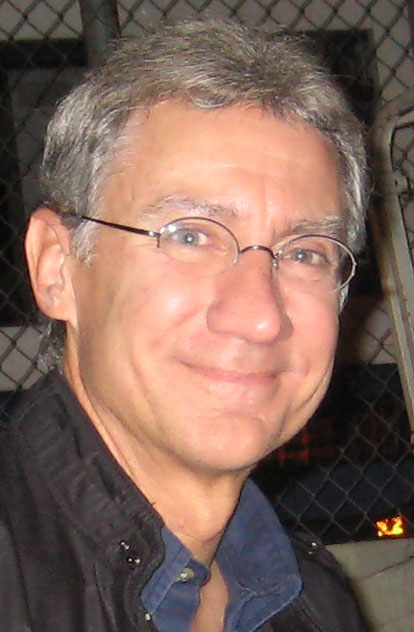
David Garrison

- 30. Juni: Stefan Zauner, deutscher Musiker

### Juli

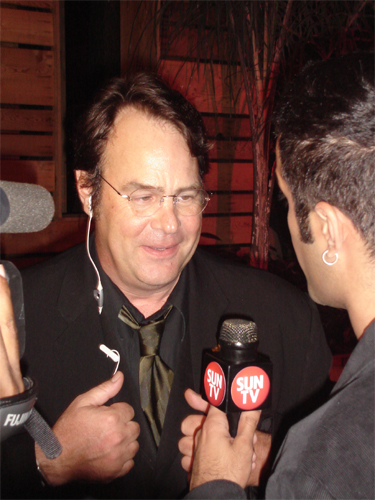
Dan Aykroyd, 2005

- 01. Juli: David Arkenstone, US-amerikanischer Musiker und Komponist
- 01. Juli: Dan Aykroyd, kanadischer Filmschauspieler
- 01. Juli: Philippe Barakat, syrisch-katholischer Priester, Erzbischof von Homs († 2020)
- 01. Juli: Leon Ndugu Chancler, US-amerikanischer Schlagzeuger, Musikproduzent († 2018)
- 01. Juli: Peter Graham, tschechischer Komponist und Musikpädagoge
- 02. Juli: Ian Affleck, kanadischer theoretischer Physiker († 2024)
- 02. Juli: Ahmed Ouyahia, algerischer Politiker
- 02. Juli: Norbert Hansen, deutscher Gewerkschafter
- 02. Juli: Jamey George Haddad, US-amerikanischer Schlagzeuger und Perkussionist
- 02. Juli: Joseph Vu Duy Thông, vietnamesischer katholischer Bischof († 2017)
- 03. Juli: Lena Andersson, schwedische Tischtennisspielerin und -trainerin
- 03. Juli: Laura Branigan, US-amerikanische Popsängerin († 2004)
- 03. Juli: Andy Fraser, britischer Musiker († 2015)
- 03. Juli: Hugo Moraga, chilenischer Cantautor
- 03. Juli: Klaus-Peter Wiedmann, deutscher Wirtschaftswissenschaftler
- 04. Juli: Álvaro Uribe Vélez, kolumbianischer Politiker und Präsident
- 05. Juli: Albert Fortell, österreichischer Schauspieler und Autor
- 05. Juli: Nicky Gebhard, deutscher Schlagzeuger und Musikpädagoge († 2021)
- 05. Juli: Adolphe Lechtenberg, deutscher Maler und Zeichner
- 05. Juli: Kitamura Sō, japanischer Dramatiker und Essayist
- 06. Juli: Hilary Mantel, britische Schriftstellerin († 2022)
- 06. Juli: Dimitris Reppas, griechischer Politiker
- 06. Juli: Ralph Richeson, US-amerikanischer Maler und Schauspieler († 2015)
- 06. Juli: Frank Schäffer, deutscher Fußballspieler und Sänger († 2024)
- 06. Juli: Adi Shamir, israelischer Mathematiker und Kryptologe
- 07. Juli: James Hand, US-amerikanischer Country-Musiker († 2020)
- 07. Juli: Ulli Potofski, deutscher Sportmoderator († 2025)
- 07. Juli: Christina Voß, deutsche Handballspielerin
- 08. Juli: Ahmad Nazif, ägyptischer Premierminister
- 08. Juli: Ulrich Wehling, deutscher Skisportler
- 08. Juli: Alan Whitney Brown, US-amerikanischer Comedian
- 09. Juli: Rodney Boll, kanadischer Sportschütze († 2021)
- 09. Juli: François Diederich, luxemburgischer Chemiker († 2020)
- 09. Juli: Hans Jürgen Fahn, bayerischer Politiker (Freie Wähler)
- 09. Juli: David Macdonald, kanadischer Organist († 2003)
- 09. Juli: Bryan Saunders, kanadischer Sprinter († 2022)
- 10. Juli: Michael Schottenberg, österreichischer Schauspieler und Regisseur
- 10. Juli: Scott Adams, US-amerikanischer Programmierer, Computerspiel-Entwickler
- 10. Juli: Lee Hae-chan, südkoreanischer Politiker und Premierminister
- 11. Juli: Bill Barber, kanadischer Eishockeyspieler
- 11. Juli: Otto Hauser, deutscher Politiker und MdB
- 11. Juli: Raymond Voß, deutscher Musiker
- 12. Juli: Peter Marti, Schweizer Fußballspieler († 2023)
- 12. Juli: Liz Mitchell, jamaikanische Sängerin
- 12. Juli: Tomy Wigand, deutscher Regisseur
- 14. Juli: José Aristeu Vieira, brasilianischer Bischof
- 14. Juli: André De Wolf, belgischer Radrennfahrer
- 14. Juli: Joel Silver, US-amerikanischer Filmproduzent
- 15. Juli: Włodzimierz Kiniorski, polnischer Komponist, Jazz-Saxophonist und Multiinstrumentalist
- 15. Juli: Preben Krab, dänischer Ruderer
- 15. Juli: Terry O’Quinn, US-amerikanischer Schauspieler
- 15. Juli: Pierluigi Pairetto, italienischer Fußballschiedsrichter
- 15. Juli: Marky Ramone, US-amerikanischer Schlagzeuger bei den Ramones
- 15. Juli: Johnny Thunders, New Yorker Punk-Musiker († 1991)
- 16. Juli: Stewart Copeland, US-amerikanischer Popstar
- 16. Juli: Brigitte Fronzek, deutsche Politikerin und Bürgermeisterin von Elmshorn († 2021)
- 16. Juli: Juliane Plambeck, deutsche Terroristin († 1980)
- 16. Juli: Gabriela Schimmer-Göresz, deutsche Politikerin (ÖDP)

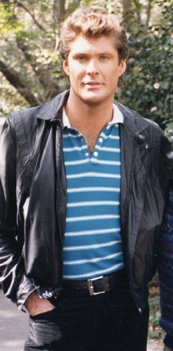
David Hasselhoff, 1986

- 17. Juli: Thomas Ahlström, schwedischer Fußballspieler
- 17. Juli: Donal Fox, US-amerikanischer Pianist und Komponist
- 17. Juli: David Hasselhoff, US-amerikanischer Sänger und Schauspieler
- 17. Juli: Renate Köcher, deutsche Meinungsforscherin
- 18. Juli: James Forbes, US-amerikanischer Basketballspieler und -trainer († 2022)
- 18. Juli: Klaus Moegling, deutscher Lehrer, Politikdidaktiker sowie Sportwissenschaftler
- 18. Juli: Karl-Friedrich Stenner-Borghoff, deutscher Eishockeyspieler
- 19. Juli: Harald Aumeier, deutscher Fußballspieler
- 19. Juli: Allen Collins, US-amerikanischer Musiker († 1990)
- 19. Juli: Winfried Hermann, deutscher Politiker (Bündnis 90/Die Grünen), Landesminister
- 19. Juli: Bonnie Johansen-Werner, US-amerikanische Komponistin und Musikpädagogin
- 19. Juli: Hans-Georg Panczak, deutscher Schauspieler und Synchronsprecher
- 20. Juli: Frederik Kristensen, grönländischer Maler, Bildhauer, Musiker und Dichter († 2021)
- 21. Juli: Hannele Lauri, finnische Schauspielerin
- 21. Juli: Peter Schoenen, deutscher Lehrer, Schriftsteller und Sachbuchautor († 2014)
- 21. Juli: Nina Serbina, ukrainische Hochspringerin
- 21. Juli: Roberto Vencato, italienischer Regattasegler († 2022)
- 23. Juli: Leopoldo Billings, venezolanischer Komponist († 2010)
- 23. Juli: Peter Bleser, deutscher Politiker und MdB
- 23. Juli: Mark Weiser, US-amerikanischer Informatiker († 1999)
- 24. Juli: Mario Mettbach, deutscher Politiker
- 24. Juli: Gus Van Sant, US-amerikanischer Filmregisseur und Filmproduzent
- 25. Juli: Hans-Robert Metelmann, Kultusminister von Mecklenburg-Vorpommern
- 26. Juli: Heiner Brand, deutscher Handballspieler und -trainer
- 26. Juli: Stellan Bengtsson, schwedischer Tischtennisspieler
- 26. Juli: Mathias Schubert, deutscher Politiker († 2004)
- 27. Juli: Roxanne Hart, US-amerikanische Schauspielerin
- 27. Juli: Ellen Streidt, deutsche Leichtathletin und Olympionikin
- 28. Juli: Vajiralongkorn, Rama X., König von Thailand
- 28. Juli: Cordt Schnibben, deutscher Journalist
- 28. Juli: Eva Wilms, deutsche Leichtathletin
- 29. Juli: Susanne Amatosero, deutsche Malerin, Theater- und Hörspielautorin und Regisseurin
- 29. Juli: Jürgen Gerner, deutscher Ingenieur, Maler und Grafiker
- 29. Juli: Wendy Hughes, australische Schauspielerin († 2014)
- 29. Juli: Joe Johnson, englischer Snookerspieler
- 29. Juli: Christa Nickels, deutsche Politikerin
- 29. Juli: Harold Robinson, US-amerikanischer Kontrabassist und Musikpädagoge
- 30. Juli: Renata Al-Ghoul, deutsche Wirtschaftsjuristinin, Künstlerin und Ölmalerin
- 30. Juli: Ilan Chester, venezolanischer Musiker und Sänger
- 31. Juli: Marlies Amann-Marxer, liechtensteinische Politikerin
- 31. Juli: Alejandro Atchugarry, uruguayischer Politiker († 2017)
- 31. Juli: Reinhard Goebel, deutscher Barockgeiger
- 31. Juli: Helmuts Balderis, lettischer Eishockeyspieler
- 000Juli: Anne Anderson, irische Diplomatin

### August
- 01. August: Zoran Đinđić, serbischer Politiker und Schriftsteller († 2003)
- 02. August: Alain Giresse, französischer Fußballspieler
- 02. August: Sebastiano Tusa, italienischer Archäologe und Politiker († 2019)
- 03. August: Osvaldo Ardiles, argentinischer Fußballspieler
- 03. August: Axel Schäfer, deutscher Politiker
- 03. August: Thomas Munkelt, deutscher Leichtathlet
- 03. August: Frank Schaeffer, US-amerikanischer Autor, Regisseur und Maler
- 03. August: Ihor Wosnjak, ukrainischer Geistlicher, Erzbischof von Lemberg
- 04. August: Moya Brennan, irische Sängerin
- 04. August: Daniel Bautista, mexikanischer Leichtathlet
- 04. August: Gábor Demszky, ungarischer Politiker
- 04. August: Franco Saudelli, italienischer Comiczeichner
- 04. August: Tadeusz Wojciechowski, Dirigent und Cellist
- 05. August: Hun Sen, kambodschanischer Politiker
- 06. August: Vito Angiuli, italienischer Bischof
- 06. August: Hans-Jörn Arp, deutscher Politiker
- 06. August: Christoph Biemann, deutscher Autor, Regisseur und Fernsehmoderator
- 06. August: Wojciech Fortuna, polnischer Skispringer und Olympiasieger
- 06. August: David McLetchie, britischer Politiker († 2013)
- 06. August: Vinnie Vincent, US-amerikanischer Gitarrist
- 07. August: Caroline Aaron, US-amerikanische Schauspielerin
- 07. August: Helga Lopez, deutsche Politikerin und MdB († 2022)
- 07. August: Karl Schweitzer, österreichischer Politiker
- 08. August: Brigitte Ahrenholz, deutsche Ruderin († 2018)
- 08. August: Anton Fig, US-amerikanischer Rock- und Jazzschlagzeuger
- 08. August: Norbert Glante, deutscher Politiker
- 08. August: Jostein Gaarder, norwegischer Schriftsteller
- 08. August: Jean-Claude Mermoud, Schweizer Politiker († 2011)
- 08. August: Carsten Peter Thiede, deutscher Historiker und Papyrologe († 2004)
- 09. August: Jürgen Gehb, deutscher Politiker
- 09. August: Hubert Haensel, deutscher Schriftsteller
- 09. August: Rui Jordão, portugiesischer Fußballspieler († 2019)
- 10. August: Dietmar Käbisch, deutscher Radsportler
- 10. August: Reijo Laksola, finnischer Eishockeyspieler († 2007)
- 10. August: Jerzy Pilch, polnischer Schriftsteller († 2020)
- 10. August: Diane Venora, US-amerikanische Schauspielerin
- 11. August: Reid Blackburn, US-amerikanischer Fotograf († 1980)
- 11. August: Tabea Blumenschein, deutsche Schauspielerin und Autorin († 2020)
- 11. August: Curt Cress, deutscher Schlagzeuger
- 12. August: Gerardo Amato, italienischer Schauspieler
- 12. August: Ingela Bruner, schwedisch-österreichische Wissenschaftlerin († 2014)
- 12. August: Françoise Combes, französische Astrophysikerin und Kosmologin
- 12. August: Chen Kaige, chinesischer Regisseur und Autor
- 12. August: Hans-Ulrich Treichel, deutscher Schriftsteller
- 12. August: Charlie Whiting, britischer Motorsportfunktionär († 2019)
- 13. August: Herb Ritts, US-amerikanischer Fotograf († 2002)
- 14. August: Pino D’Angiò, italienischer Musiker († 2024)
- 14. August: Joseph Atanga, kamerunischer Erzbischof
- 14. August: Christina Rost, deutsche Handballspielerin
- 14. August: Alex van Warmerdam, niederländischer Regisseur
- 15. August: Jirō Atsumi, japanischer Enka-Sänger
- 15. August: Barbara Imhof, deutsche Politikerin
- 15. August: Rudi Kargus, deutscher Fußballspieler
- 15. August: Bernard Lacombe, französischer Fußballspieler († 2025)
- 15. August: Heinzpeter Moecke, deutscher Arzt, Manager und Publizist († 2015)
- 16. August: Isa Jank, deutsche Schauspielerin
- 16. August: Walter Olivera, uruguayischer Fußballspieler
- 16. August: Sonia Silvestre, dominikanische Sängerin († 2014)
- 16. August: Reginald VelJohnson, US-amerikanischer Schauspieler
- 16. August: Karla Woisnitza, deutsche Malerin und Grafikerin
- 17. August: Gary Armagnac, US-amerikanischer Schauspieler
- 17. August: Nelson Piquet, brasilianischer Automobilrennfahrer
- 17. August: Heiner Goebbels, deutscher Komponist, Regisseur und Hörspielmacher
- 17. August: Walter Knofel, österreichischer Regisseur († 2018)
- 17. August: Guillermo Vilas, argentinischer Tennisspieler
- 17. August: Werner Stepanek, deutscher Pädagoge
- 18. August: Lowell Lewis, montserratischer Politiker
- 18. August: Markus Meckel, deutscher Politiker und DDR-Außenminister
- 18. August: Wolfgang Niess, deutscher Historiker, Autor und Moderator
- 18. August: Patrick Swayze, US-amerikanischer Schauspieler († 2009) Patrick Swayze, 2006

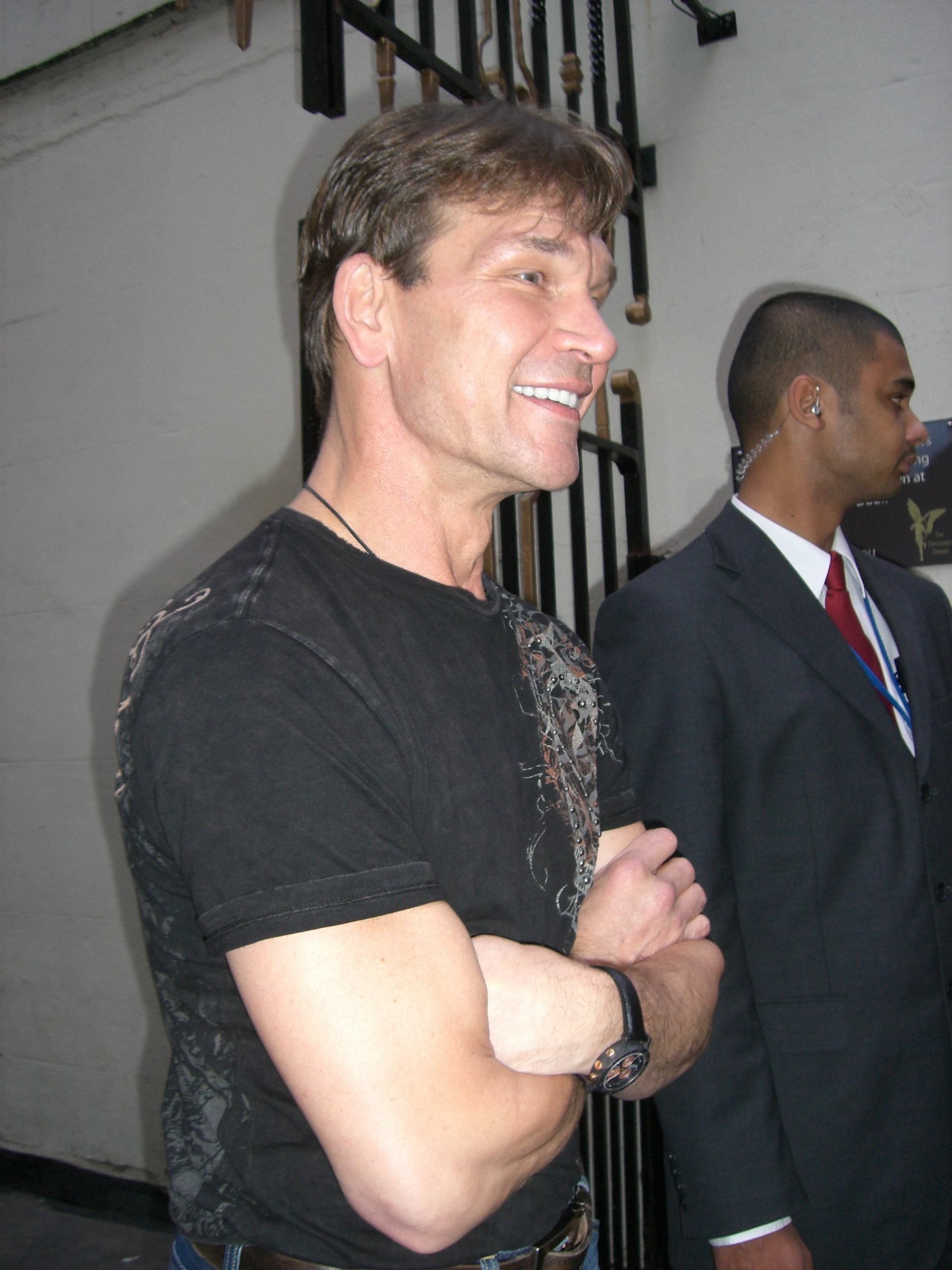
Patrick Swayze, 2006

- 18. August: Ricardo Julio „Ricky“ Villa, argentinischer Fußballspieler
- 19. August: Jonathan Frakes, US-amerikanischer Schauspieler und Regisseur
- 19. August: Gabriela Grillo, deutsche Unternehmerin und Dressurreiterin († 2024)
- 19. August: Bodo Hombach, deutscher Politiker
- 19. August: David Munyon, US-amerikanischer Singer-Songwriter und Gitarrist
- 19. August: Alexei Rudoi, russischer Geograph († 2018)
- 20. August: John Hiatt, US-amerikanischer Country-Sänger und Songwriter
- 21. August: Joe Strummer, englischer Punk-Musiker († 2002)
- 21. August: Jiří Paroubek, tschechischer Politiker
- 21. August: Tor Wennesland, norwegischer Diplomat
- 22. August: Hans Otfried Dittmer, deutscher Schriftsteller und Verleger († 2018)
- 22. August: George Ferguson, kanadischer Eishockeyspieler († 2019)
- 22. August: Klaus Gruner, deutscher Handballspieler
- 22. August: Walerij Pidluschnyj, sowjetischer Weitspringer († 2021)
- 22. August: Santiago Santamaría, argentinischer Fußballspieler († 2013)
- 22. August: Michael Sziedat, deutscher Fußballspieler
- 23. August: Stephan Articus, deutscher Soziologe
- 23. August: Terry Austin, US-amerikanischer Comiczeichner
- 23. August: Kirby Dick, US-amerikanischer Filmregisseur, Filmproduzent und Drehbuchautor
- 23. August: Bernd Protzner, deutscher Politiker, Generalsekretär der CSU († 2018)
- 23. August: Santillana, spanischer Fußballspieler
- 23. August: Klaus-Dietrich Flade, deutscher Astronaut
- 24. August: Raymond Asquith, britischer Diplomat und Politiker
- 24. August: Ian Grob, britischer Automobilrennfahrer
- 24. August: Linton Kwesi Johnson, englischer Dichter und Reggae-Musiker
- 24. August: Udo Pastörs, deutscher Politiker
- 24. August: Rubén Tierrablanca González, mexikanischer Ordenspriester und Bischof († 2020)
- 24. August: Billy Ward, US-amerikanischer Jazzschlagzeuger
- 25. August: Geoff Downes, britischer Rockmusiker
- 26. August: Michael Jeter, US-amerikanischer Schauspieler († 2003)
- 26. August: Peter Wolf, austroamerikanischer Produzent und Komponist
- 27. August: Karl Adamek, deutscher Musiksoziologe
- 27. August: Daniel Astegiano, argentinischer Fußballspieler
- 27. August: Karel De Wolf, belgischer Komponist und Dirigent († 2011)
- 27. August: Undine Gruenter, deutsche Schriftstellerin († 2002)
- 27. August: Matthias Raue, deutscher Komponist und Musiker
- 27. August: Paul Reubens, US-amerikanischer Schauspieler und Designer († 2023)
- 28. August: Rita Dove, US-amerikanische Dichterin und Schriftstellerin
- 28. August: Eduardo Fernández, uruguayischer Gitarrist
- 28. August: Wendelin Wiedeking, Vorstandsvorsitzender der Volkswagen AG und der Porsche AG
- 29. August: Sanny Åslund, schwedischer Fußballspieler, -trainer und -manager
- 29. August: Michael Wessing, deutscher Leichtathlet († 2019)
- 30. August: Hans-Werner Ehrenberg, deutscher Lehrer und Politiker
- 30. August: Wojciech Fibak, polnischer Tennisspieler
- 31. August: Herbert Reul, deutscher Europaabgeordneter
- 31. August: Kim Kashkashian, US-amerikanische Bratschistin
- 31. August: Lee Hyla, US-amerikanischer Komponist († 2014)

### September
- 01. September: Ed Neumeister, US-amerikanischer Jazzposaunist
- 01. September: Clemente Rojas, kolumbianischer Boxer
- 02. September: Jimmy Connors, US-amerikanischer Tennisspieler
- 03. September: François Emmanuel, belgischer Schriftsteller, Psychiater und Psychoanalytiker
- 03. September: Kurt Gartlehner, österreichischer Politiker
- 04. September: Rishi Kapoor, indischer Schauspieler († 2020)
- 04. September: Evelyn Roll, deutsche Journalistin und Publizistin
- 05. September: Ricky Fataar, südafrikanischer Schlagzeuger
- 06. September: Dominik Graf, deutscher Film- und Fernsehregisseur
- 06. September: Alfred Klink, deutscher Koch
- 06. September: Bernd Römer, deutscher Gitarrist, Band Karat

Bernd Römer, 2001

- 07. September: Ricardo Tormo, spanischer Motorradrennfahrer († 1998)
- 08. September: Ioanna Karystiani, griechische Schriftstellerin
- 08. September: Udo Schnelle, deutscher evangelischer Theologe
- 09. September: Marie-Daniel Dadiet, ivorischer römisch-katholischer Erzbischof († 2023)
- 09. September: Manuel Göttsching, deutscher Elektronik-Musiker und Komponist († 2022)
- 09. September: Phil Palmer, englischer Sessiongitarrist
- 09. September: Bi Skaarup, dänische Historikerin († 2014)
- 09. September: Luzi Stamm, Schweizer Politiker
- 09. September: José María de la Torre Martín, mexikanischer römisch-katholischer Bischof († 2020)
- 10. September: Wolfgang Aßbrock, deutscher Politiker († 2007)
- 10. September: Gregor Eichele, Schweizer Chemiker und Molekularbiologe
- 10. September: Bruno Giacomelli, italienischer Automobilrennfahrer
- 10. September: Werner Hug, Schweizer Schachmeister
- 10. September: Margitta Pufe, deutsche Leichtathletin
- 11. September: Klaus-Peter Hildenbrand, deutscher Leichtathlet
- 12. September: Neil Peart, Texter und Schlagzeuger der Rockband Rush († 2020)
- 12. September: Selimchan Abdumuslimowitsch Jandarbijew, tschetschenischer Dichter und Separatistenführer († 2004)
- 13. September: Johanna Schaller, später Johanna Klier, deutsche Leichtathletin und Olympiasiegerin
- 13. September: Don Was, US-amerikanischer Musiker und Plattenproduzent
- 14. September: Martyn Burke, kanadischer Schriftsteller, Drehbuchautor und Regisseur
- 14. September: Margit Schumann, deutsche Rennrodlerin († 2017)
- 14. September: William Taylor, britischer Boxer († 2022)
- 16. September: Gernot Grumbach, deutscher Politiker
- 16. September: Fatos Nano, albanischer Premierminister
- 16. September: Mickey Rourke, US-amerikanischer Schauspieler

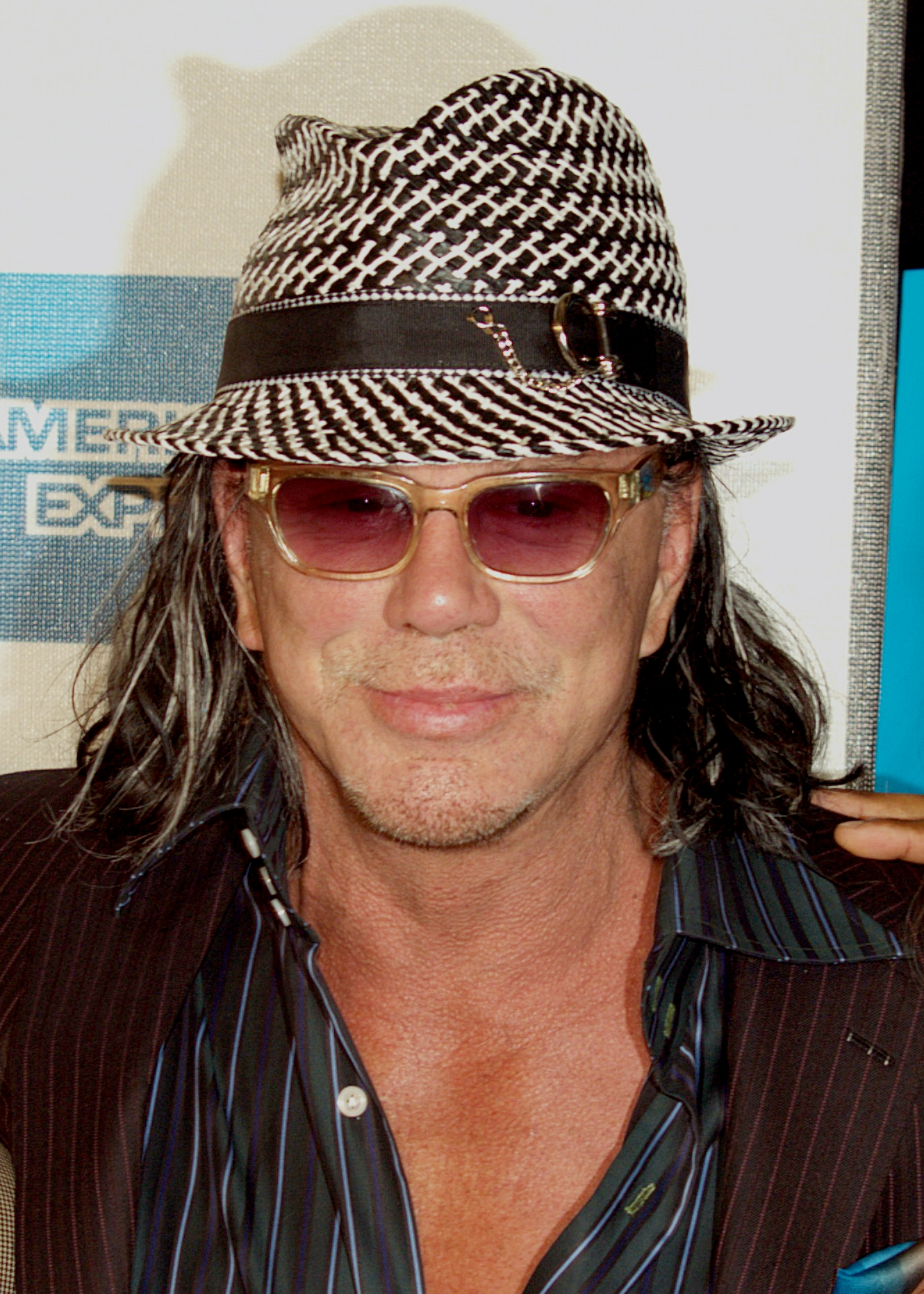
Mickey Rourke, 2009

- 16. September: Iwan Tscharota, belarussischer Sprachwissenschaftler († 2024)
- 17. September: Barbara Engel, deutsche Reality-TV-Darstellerin
- 17. September: Milan Šašik, ukrainischer Bischof († 2020)
- 17. September: Harold Solomon, US-amerikanischer Tennisspieler
- 17. September: Norbert Walter-Borjans, deutscher Politiker
- 18. September: John Ruocco, US-amerikanischer Jazzklarinettist und -saxophonist († 2025)
- 18. September: Heinz Seiffert, deutscher Politiker, MdB
- 19. September: Holger Biege, deutscher Komponist, Sänger, Pianist, Arrangeur und Texter († 2018)
- 19. September: Bernard de Dryver, belgischer Automobilrennfahrer
- 19. September: Nile Rodgers, US-amerikanischer Musiker und Musikproduzent
- 19. September: Marina Ruperti, deutsche Fernsehjournalistin
- 19. September: Elfi Scho-Antwerpes, deutsche Politikerin
- 20. September: Gabriele Badorek, deutsche Handballspielerin
- 20. September: Grażyna Rabsztyn, polnische Leichtathletin und mehrfache Weltrekordinhaberin
- 21. September: Claus Dittbrenner, deutscher Politiker († 2013)
- 21. September: Anneliese Michel, deutsche Katholikin, starb nach Exorzismus († 1976)
- 22. September: Jürgen Jürgens, deutscher Radiomoderator († 2018)
- 22. September: Lutz Rathenow, deutscher Lyriker und Prosaautor
- 24. September: Annegret Kroniger, deutsche Leichtathletin
- 24. September: Joseph Patrick Kennedy II, US-amerikanischer Politiker und Geschäftsmann
- 24. September: Sepp Zeilbauer, österreichischer Leichtathlet, Zehnkämpfer
- 25. September: Colin Friels, australischer Schauspieler
- 25. September: Christopher Reeve, US-amerikanischer Schauspieler und Regisseur († 2004)

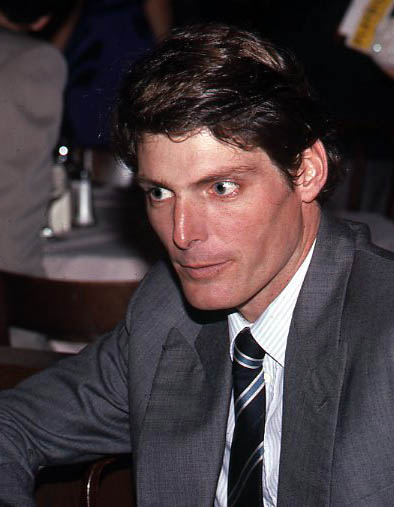
Christopher Reeve, 1985

- 26. September: Wolfgang Mahr, deutscher Fußballspieler und -trainer († 2025)
- 28. September: Sylvia Kristel, niederländische Schauspielerin († 2012)
- 28. September: Lenny Solomon, kanadischer Jazzgeiger, Arrangeur und Komponist
- 29. September: Lonzo, deutscher Musiker († 2001)
- 29. September: Ross Daly, Weltmusiker und Multiinstrumentalist irischer Herkunft
- 29. September: Monika Zehrt, Leichtathletin der DDR
- 30. September: Glenn Aitken, englischer Fußballspieler
- 30. September: Margit Conrad, deutsche Politikerin
- 30. September: Benedict Freitag, Schweizer Theater- und Filmschauspieler
- 30. September: Jürgen Glowacz, deutscher Fußballspieler
- 30. September: Philippe Laguérie, französischer katholischer Priester
- 30. September: Al Leong, US-amerikanischer Schauspieler und Stuntman

### Oktober
- 01. Oktober: Olga Minejewa, russische Leichtathletin und Olympionikin
- 02. Oktober: Matthias Brand, deutscher Schriftsteller
- 02. Oktober: Ilka Hügel, deutsche Schauspielerin und Regisseurin
- 02. Oktober: Saleemul Huq, bangladeschischer Klimawissenschaftler († 2023)
- 03. Oktober: Wolfgang Burger, deutscher Kriminalschriftsteller († 2024)
- 03. Oktober: Neil Gehrels, US-amerikanischer Astronom († 2017)
- 03. Oktober: Randy Tate, US-amerikanischer Baseballspieler († 2021)
- 04. Oktober: Anita DeFrantz, US-amerikanische Ruderin und Sportfunktionärin
- 04. Oktober: Antonello Fassari, italienischer Schauspieler († 2025)
- 04. Oktober: Joseph Werth, russlanddeutscher römisch-katholischer Bischof
- 05. Oktober: Regine Aeppli, Schweizer Politikerin
- 05. Oktober: Clive Barker, britischer Schriftsteller und Regisseur
- 05. Oktober: Imran Khan, pakistanischer Cricketspieler und Politiker
- 05. Oktober: David Lebón, argentinischer Rockmusiker
- 05. Oktober: Wladimir Newsorow, sowjetisch-russischer Judoka und Olympiasieger
- 05. Oktober: Hermes Phettberg, österreichischer Künstler, Schauspieler, Autor und Talkmaster († 2024)
- 05. Oktober: Emomalij Rahmon, tadschikischer Staatspräsident
- 06. Oktober: Matthew Sweeney, irischer Schriftsteller († 2018)
- 07. Oktober: Mary Badham, US-amerikanische Schauspielerin
- 07. Oktober: Don Edward Machholz, US-amerikanischer Amateurastronom († 2022)
- 07. Oktober: Wladimir Putin, russischer Präsident

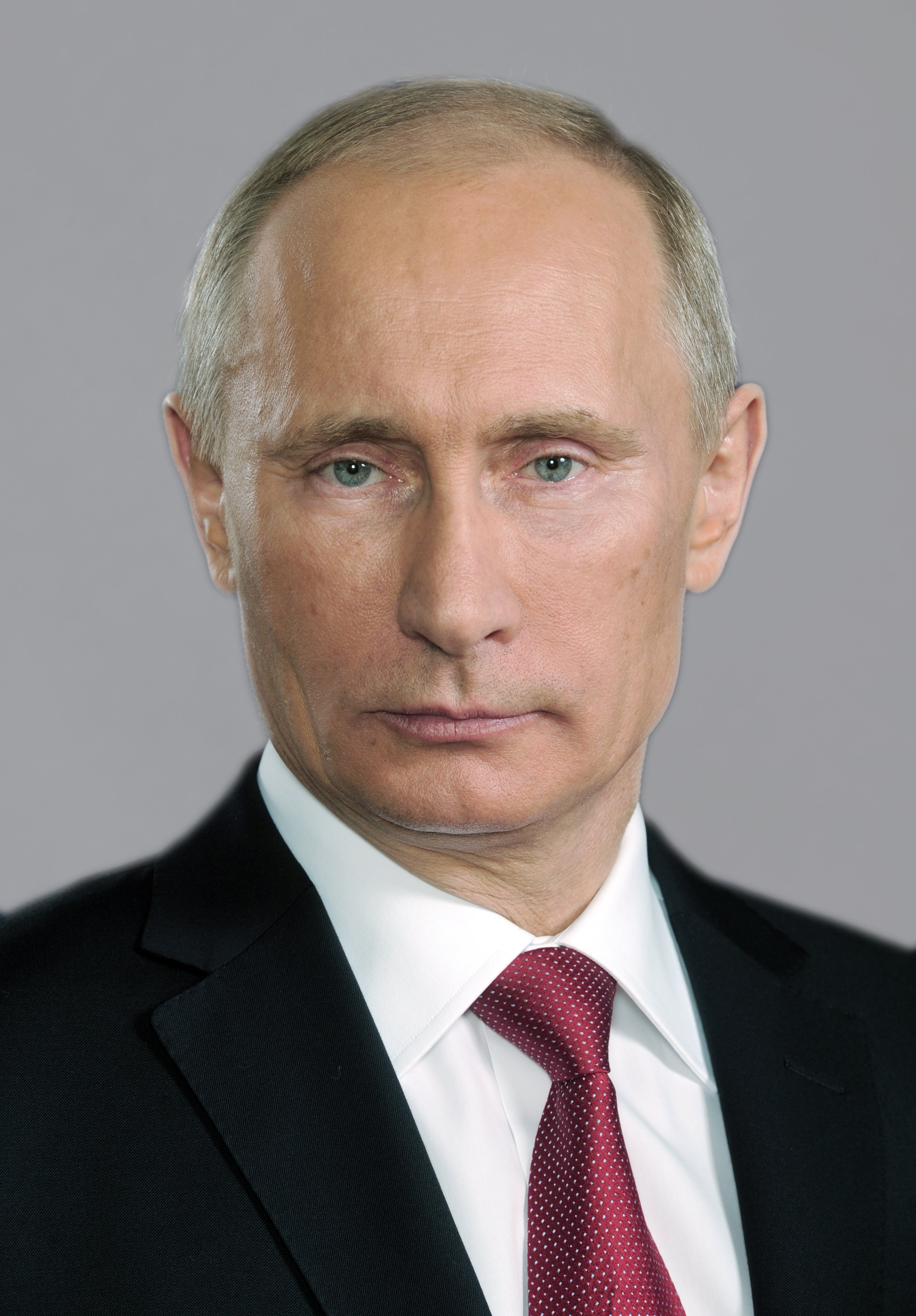
Wladimir Putin, um 2006

- 07. Oktober: Neithardt Riedel, deutscher Schauspieler und Drehbuchautor
- 08. Oktober: Manfred Hinz, deutscher Romanist
- 09. Oktober: Philipp Meikl, österreichischer Sänger und Musikant
- 09. Oktober: Dennis Stratton, britischer Musiker
- 10. Oktober: Siegfried Stohr, italienischer Automobilrennfahrer
- 11. Oktober: Jim Kahr, US-amerikanischer Gitarrist und Sänger
- 11. Oktober: Angelika Mertens, deutsche Politikerin  († 2019)
- 11. Oktober: Hartmut Schreier, deutscher Schauspieler
- 12. Oktober: Joseph Ponniah, sri-lankischer römisch-katholischer Bischof († 2025)
- 12. Oktober: Danielle Proulx, kanadische Schauspielerin
- 13. Oktober: Michael R. Clifford, US-amerikanischer Astronaut  († 2021)
- 13. Oktober: Helmut F. Kaplan, österreichischer Schriftsteller, Philosoph, Ethiker
- 13. Oktober: John Lone, chinesisch-amerikanischer Schauspieler
- 13. Oktober: Elisabeth Motschmann, deutsche Politikerin
- 13. Oktober: Henry Padovani, französischer Gitarrist
- 14. Oktober: Harry Anderson, US-amerikanischer Schauspieler († 2018)
- 14. Oktober: Nikolai Andrianow, sowjetischer Kunstturner († 2011)
- 14. Oktober: Rick Aviles, US-amerikanischer Stand-up-Comedian und Schauspieler († 1995)
- 14. Oktober: Margriet Eshuys, niederländische Popsängerin († 2022)
- 14. Oktober: Claude Ferragne, kanadischer Hochspringer († 2024)
- 14. Oktober: Kaija Saariaho, finnische Komponistin († 2023)
- 14. Oktober: Peach Weber, Schweizer Kabarettist und Komiker
- 15. Oktober: Manuel Jiménez, dominikanischer Sänger und Komponist
- 15. Oktober: Lydia Lei, US-amerikanische Schauspielerin
- 16. Oktober: Ray Anderson, US-amerikanischer Jazzposaunist
- 17. Oktober: Wolf-Dieter Eigner, österreichischer Schriftsteller († 1988)
- 18. Oktober: Haya Raschid Al Chalifa, bahrainische Juristin und Diplomatin
- 19. Oktober: Marie-Christine Arnautu, französische Politikerin
- 19. Oktober: Perico Fernández, spanischer Boxer († 2016)
- 19. Oktober: Virginio Ferrari, italienischer Motorradrennfahrer
- 19. Oktober: Heike Wilms-Kegel, deutsche Politikerin
- 19. Oktober: Edo Zanki, deutscher Musiker und Produzent († 2019)
- 20. Oktober: Linus Okok Okwach, kenianischer Bischof († 2020)
- 20. Oktober: Ed Fagan, US-amerikanischer Anwalt
- 21. Oktober: Mehdi Charef, algerischer Schriftsteller, Filmregisseur und Bühnenautor
- 21. Oktober: Hasso Körtge, deutscher Brigadegeneral der Luftwaffe der Bundeswehr
- 21. Oktober: Uno Lõhmus, estnischer Jurist († 2024)
- 21. Oktober: Brent Mydland, Keyboarder bei Grateful Dead († 1990)
- 22. Oktober: Ariel Lausarot, uruguayischer Politiker
- 22. Oktober: Jeff Goldblum, US-amerikanischer Schauspieler
- 22. Oktober: Yoshiki Tanaka, japanischer Schriftsteller
- 23. Oktober: Pierre Moerlen, französischer Schlagzeuger und Komponist († 2005)
- 23. Oktober: Bengt Nilsson (Radsportler), schwedischer Radrennfahrer
- 23. Oktober: Heimo Schwilk, deutscher Journalist und Autor
- 24. Oktober: Rafael Caro Quintero, mexikanischer Drogenhändler
- 24. Oktober: Tania Libertad, peruanisch-mexikanische Sängerin
- 24. Oktober: David Weber, US-amerikanischer Science-Fiction- und Fantasyautor
- 25. Oktober: Martin Heller, Schweizer Kulturunternehmer, Kurator und Autor († 2021)
- 26. Oktober: Solveig Fiske, norwegische Bischöfin
- 26. Oktober: William Wright, australischer römisch-katholischer Bischof († 2021)
- 27. Oktober: Anthony Arndt, deutscher Schauspieler, Moderator und Radrennfahrer
- 27. Oktober: Roberto Benigni, italienischer Regisseur und Schauspieler
- 27. Oktober: Hazell Dean, britische Popsängerin und Musikproduzentin
- 27. Oktober: Brigitte Engerer, französische Pianistin († 2012)
- 27. Oktober: Francis Fukuyama, US-amerikanischer Politologe
- 27. Oktober: Horst-Dieter Krasshöfer, deutscher Jurist
- 27. Oktober: Serge Saulnier, französischer Automobilrennfahrer, Rennstallbesitzer und Motorsportfunktionär
- 27. Oktober: Topi Sorsakoski, finnischer Rock- und Schlagersänger († 2011)
- 27. Oktober: Ted Wass, US-amerikanischer Schauspieler
- 28. Oktober: Tuck Andress, US-amerikanischer Jazz-Gitarrist
- 28. Oktober: Jörgen Augustsson, schwedischer Fußballspieler
- 29. Oktober: Peter Bond, deutscher Schauspieler und Fernsehmoderator polnischer Herkunft
- 29. Oktober: Marcia Fudge, US-amerikanische Politikerin
- 29. Oktober: Ida Kavafian, US-amerikanische Geigerin, Bratschistin und Musikpädagogin
- 30. Oktober: Arnold Amet, papua-neuguineischer Jurist und Politiker
- 30. Oktober: Patrick Pugliese, kanadischer Wasserballspieler († 2020)
- 30. Oktober: Hans-Joachim Otto, deutscher Politiker
- 31. Oktober: Andrea Breth, deutsche Theaterregisseurin
- 31. Oktober: Kim Fripp, kanadischer Skispringer († 2023)
- 31. Oktober: Franz-Josef Tenhagen, deutscher Fußballspieler und -trainer

### November
- 01. November: Ali-Reza Asgari, iranischer Politiker und Offizier
- 02. November: Hanery Amman, Schweizer Musiker († 2017)
- 02. November: David Andrews, US-amerikanischer Schauspieler
- 02. November: Larry Fink, US-amerikanischer Unternehmer
- 02. November: Maxine Nightingale, britische Disco- und Soulsängerin
- 02. November: Jean-Remy von Matt, Schweizer Unternehmer und Werbetexter
- 03. November: Roseanne Barr, US-amerikanische Schauspielerin
- 03. November: Jim Cummings, US-amerikanischer Synchronsprecher
- 04. November: Robin Lautenbach, deutscher Fernsehjournalist
- 04. November: Tawadros II., Patriarch von Alexandrien und Papst der Kopten
- 05. November: Oleh Blochin, ukrainischer Fußballspieler
- 05. November: Vandana Shiva, indische Philosophin, Ökologin, Bürgerrechtlerin und Feministin
- 06. November: Michael Cunningham, US-amerikanischer Romanautor
- 07. November: Ľubomír Paulovič, slowakischer Schauspieler († 2024)
- 07. November: Modibo Sidibé, malaiischer Politiker
- 08. November: John Denny, US-amerikanischer Baseballspieler
- 08. November: Christie Hefner, US-amerikanische Unternehmerin
- 08. November: Jan Raas, niederländischer Radrennfahrer
- 09. November: Andreas Aigmüller, deutsch-österreichischer Musiker und Komponist
- 09. November: Peter Hahne, deutscher Fernsehmoderator
- 10. November: Vesna Acevska, mazedonische Dichterin, Autorin und Übersetzerin
- 10. November: Fernando Allende, mexikanischer Schauspieler und Sänger
- 10. November: Marco Arnolfo, italienischer Erzbischof
- 11. November: Lothar Angermund, deutscher Fußballspieler
- 11. November: Christopher Loeak, Präsident der Marshallinseln
- 11. November: Mohan Patel, neuseeländischer Hockeyspieler
- 11. November: Gertrude Tumpel-Gugerell, österreichische Bankdirektorin
- 12. November: Dietrich Grönemeyer, deutscher Arzt und Mitbegründer der Mikrotherapie
- 12. November: Mary Honeyball, deutsche Europaabgeordnete
- 12. November: Ernie Fletcher, Gouverneur von Kentucky
- 12. November: Ján Kubiš, slowakischer Diplomat und OSZE-Generalsekretär
- 12. November: Thomas Lengauer, deutscher Informatiker
- 13. November: Stuart Cornfeld, US-amerikanischer Filmproduzent († 2020)
- 13. November: Hans Heiss, italienischer Historiker und Archivar sowie Südtiroler Politiker
- 13. November: Bjambasürengiin Scharaw, mongolischer Komponist († 2019)
- 14. November: Metin Kaplan, selbsternannter „Kalif von Köln“
- 14. November: Maria Kliegel, deutsche Cellistin
- 14. November: Pascal Pessiot, französischer Automobilrennfahrer und Unternehmer
- 14. November: Manfred Schmid, deutscher Jurist
- 15. November: Rolf Arnold, deutscher Pädagoge
- 15. November: Dieter R. Fuchs, deutscher Wissenschaftler und Schriftsteller
- 15. November: Antonella Ruggiero, italienische Sängerin
- 15. November: Randy Savage, US-amerikanischer Wrestler († 2011)
- 15. November: Nadeschda Semischewa, sowjetische Ruderin
- 15. November: Dagmar Wittmers, deutsche Regisseurin
- 16. November: Karl-Heinz Ach, deutscher Fußballspieler und -trainer
- 16. November: Rick Atkinson, US-amerikanischer Journalist, Militärhistoriker und Sachbuchautor
- 16. November: Diepreye Alamieyeseigha, nigerianischer Politiker († 2015)
- 16. November: Lauren Newton, US-amerikanische Sängerin und Komponistin
- 16. November: Jean Salem, französischer Philosoph († 2018)
- 16. November: Klaus Zeh, deutscher Politiker
- 16. November: Shigeru Miyamoto, Hauptmanager der japanischen Videospielefirma Nintendo
- 17. November: Michael von Abercron, deutscher Politiker
- 17. November: Christopher Butterfield, kanadischer Komponist, Musikpädagoge, Performancekünstler und Rockgitarrist
- 17. November: Hubert von Goisern, österreichischer Musiker
- 17. November: Ties Kruize, niederländischer Hockeyspieler
- 17. November; Miroslava Němcová, tschechische Politikerin
- 17. November: Cyril Ramaphosa, südafrikanischer Politiker
- 17. November: Marion Tietz, deutsche Handballspielerin
- 18. November: Frank Köllges, deutscher Jazz-Perkussionist, Komponist und Performancekünstler († 2012)
- 18. November: Harald Konopka, deutscher Fußballspieler
- 18. November: Willi Frommelt, liechtensteinischer Skisportler
- 18. November: Karl-Georg Wellmann, deutscher Politiker (CDU) und MdB
- 18. November: Paul Wengert, Oberbürgermeister der Stadt Augsburg
- 20. November: Hans Jürgen Noss, deutscher Politiker
- 20. November: Wolfgang Kneib, deutscher Fußballspieler
- 20. November: Elfi Graf, österreichische Schlagersängerin
- 21. November: Pietro Ghedin, italienischer Fußballspieler und -trainer
- 21. November: Cornelius Littmann, deutscher LGBT-Aktivist
- 21. November: Eimuntas Nekrošius, litauischer Regisseur († 2018)
- 23. November: Josip Turčik, jugoslawischer Fußballspieler
- 23. November: Corinna Werwigk-Hertneck, deutsche Politikerin († 2023)
- 23. November: Manfred Wirth, österreichischer Fußballspieler und -trainer
- 24. November: Norbert Haug, deutscher Journalist und Motorsport-Chef von Daimler-Chrysler

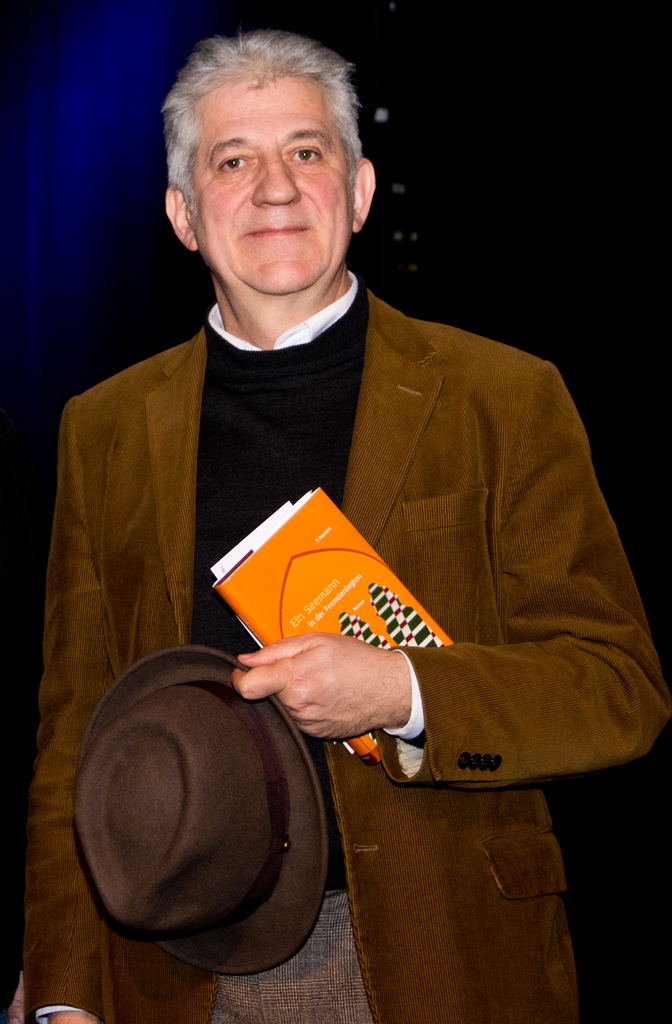
Ilja Richter, 2013

- 24. November: Ilja Richter, deutscher Schauspieler und Fernsehmoderator
- 24. November: Rachel Chagall, US-amerikanische Schauspielerin
- 25. November: Daniel Adwok, sudanesischer Weihbischof
- 25. November: Stanisław Krupowicz, polnischer Komponist und Musikpädagoge
- 25. November: Gabriele Oriali, italienischer Fußballspieler
- 26. November: Eva Brunner, schweizerische Autorin und Übersetzerin
- 26. November: Richard Carrión, puerto-ricanischer Finanzmanager und Sportfunktionär
- 26. November: Jan Philipp Reemtsma, deutscher Literaturwissenschaftler, Essayist
- 26. November: Wendy Turnbull, australische Tennisspielerin
- 27. November: Wilhelm-Albrecht Achilles, deutscher Jurist und Richter am Bundesgerichtshof
- 27. November: Michele Barra, Schweizer Politiker († 2013)
- 27. November: Klaus-Michael Körner, deutscher Politiker († 2022)
- 27. November: Daryl Stuermer, US-amerikanischer Rockmusiker
- 27. November: Axel Viehweger, Minister für Bauwesen und Städtebau der DDR
- 28. November: Rolf Oesterreich, deutscher Eiskunstläufer
- 28. November: Pat Cox, Präsident des Europäischen Parlaments
- 29. November: John D. Barrow, britischer Physiker und Mathematiker († 2020)
- 29. November: Erzsébet Wolf, ungarische Badmintonspielerin
- 29. November: Tom Wright, US-amerikanischer Schauspieler und Stuntman
- 30. November: Chris Joris, belgischer Jazzmusiker (Perkussion, Piano) und -komponist
- 30. November: Christine Price, ehemalige britische Mittel- und Langstreckenläuferin

### Dezember
- 01. Dezember: Franz Wiese, deutscher Unternehmer und Politiker († 2021)
- 02. Dezember: Andreas Mölzer, österreichischer Politiker und Publizist
- 02. Dezember: Hans-Peter Zaugg, Schweizer Fußballspieler und -trainer
- 02. Dezember: Klaus F. Zimmermann, deutscher Ökonom
- 03. Dezember: Karin Graf, deutsche Literaturagentin
- 03. Dezember: Bruno Jonas, deutscher Kabarettist
- 04. Dezember: Heinz Strobl, österreichischer Komponist und Musiker
- 05. Dezember: Günther Förg, deutscher Künstler († 2013)
- 05. Dezember: Michaela Pilters, deutsche Journalistin
- 05. Dezember: Walter Sittler, deutscher Schauspieler
- 05. Dezember: Georg Schuchter, österreichischer Schauspieler († 2001)
- 05. Dezember: David Tomassoni, US-amerikanisch-italienischer Eishockeyspieler und Politiker († 2022)
- 06. Dezember: Christian Kulik, deutscher Fußballspieler
- 07. Dezember: Paco Romero, spanischer Automobilrennfahrer
- 08. Dezember: Heinz Prokop, deutscher Handballtrainer und Handballspieler
- 09. Dezember: Michael Dorn, US-amerikanischer Schauspieler
- 09. Dezember: Robert Winley, US-amerikanischer Schauspieler († 2001)
- 10. Dezember: Julianne Baird, US-amerikanische Sopranistin und Fachautorin
- 10. Dezember: Herbert Bastian, deutscher Schachlehrer, Internationaler Meister
- 10. Dezember: Bernd Jakubowski, deutscher Fußballtorhüter († 2007)
- 11. Dezember: Josef Bläser, deutscher Fußballspieler
- 11. Dezember: Andrea De Carlo, italienischer Schriftsteller
- 11. Dezember: Thomas Gumpert, deutscher Schauspieler († 2021)
- 11. Dezember: Susan Seidelman, US-amerikanische Filmregisseurin
- 12. Dezember: Päivi Aaltonen, finnische Bogenschützin
- 12. Dezember: Sarah Douglas, britische Schauspielerin
- 12. Dezember: Helen Dunmore, britische Schriftstellerin († 2017)
- 12. Dezember: Pankraz Freitag, Schweizer Politiker († 2013)
- 12. Dezember: Wolf-Dietrich Rost, deutscher Politiker
- 12. Dezember: Frank Schwalba-Hoth, deutscher Politiker
- 13. Dezember: Jean Rouaud, französischer Schriftsteller
- 14. Dezember: Tamara Danz, deutsche Sängerin († 1996)
- 14. Dezember: John Lurie, US-amerikanischer Komponist, Musiker, Schauspieler
- 15. Dezember: Lee Aronsohn, US-amerikanischer Fernsehproduzent und -drehbuchautor
- 15. Dezember: Detlef Gruber, österreichischer Politiker († 2025)
- 15. Dezember: Robert Jarowoy, deutscher Autor und Politiker († 2020)
- 15. Dezember: Allan Simonsen, dänischer Fußballspieler
- 16. Dezember: Manuel Barrueco, kubanischer Gitarrist
- 16. Dezember: Alex Fergusson, schottischer Gitarrist und Musikproduzent
- 16. Dezember: Francesco Graziani, italienischer Fußballspieler
- 16. Dezember: Jon Laukvik, norwegischer Organist und Musikprofessor
- 17. Dezember: Hubert Schmalix, österreichischer bildender Künstler († 2025)
- 17. Dezember: Charlotte Schwab, Schweizer Schauspielerin
- 17. Dezember: Ed Starink, niederländischer Studiomusiker, Komponist, Arrangeur und Musikproduzent
- 18. Dezember: Irja Askola, finnische Bischöfin
- 18. Dezember: Hans Hurch, österreichischer Filmjournalist und Kulturmanager († 2017)
- 18. Dezember: Phil Shoenfelt, britischer Sänger, Songwriter
- 18. Dezember: Bettina Rheims, französische Fotografin
- 18. Dezember: Krystyna Janda, polnische Schauspielerin
- 19. Dezember: Paul-Siméon Ahouanan Djro, ivorischer Priester und Erzbischof († 2024)
- 19. Dezember: Peter Stephan Jungk, US-amerikanischer deutschsprachiger Schriftsteller
- 20. Dezember: Jenny Agutter, britische Schauspielerin
- 20. Dezember: Lena Strothmann, deutsche Politikerin
- 20. Dezember: Ray Bumatai, US-amerikanischer Schauspieler, Komödiant und Musiker († 2005)
- 20. Dezember: Frederick Schipizky, kanadischer Kontrabassist und Komponist
- 21. Dezember: Hani Shaker, ägyptischer Schauspieler und Sänger
- 22. Dezember: Uri Yehuda Ariel, israelischer Politiker
- 22. Dezember: Jacques Bossis, französischer Radrennfahrer
- 22. Dezember: Jochen Wiedemann, deutscher Wissenschaftler
- 22. Dezember: Sandra Kalniete, lettische EU-Kommissarin
- 23. Dezember: William Kristol, US-amerikanischer politischer Kommentator und Kolumnist
- 23. Dezember: Andreas Martin, deutscher Schlagersänger
- 24. Dezember: Lorne Calvert, kanadischer Politiker
- 24. Dezember: Helmut Schüller, österreichischer katholischer Priester
- 25. Dezember: Christine Lehder, deutsche Politikerin
- 25. Dezember: Desireless, französische Sängerin
- 25. Dezember: Youssouf Ouédraogo, Premierminister von Burkina Faso († 2017)
- 26. Dezember: Alexander Ankwab, abchasischer Premierminister
- 26. Dezember: André-Michel Schub, US-amerikanischer Pianist und Musikpädagoge
- 26. Dezember: Riki Sorsa, finnischer Pop- und Rocksänger († 2016)
- 27. Dezember: Ainsley Armstrong, Sprinter aus Trinidad und Tobago
- 27. Dezember: Bob Flanagan, US-amerikanischer Schriftsteller und Künstler († 1996)
- 27. Dezember: Herman Jeurissen, niederländischer Hornist
- 27. Dezember: Gerlinde Kaupa, deutsche Politikerin
- 27. Dezember: David Knopfler, schottischer Musiker (Dire Straits)
- 27. Dezember: Raimund Krauth, deutscher Fußballspieler († 2012)
- 28. Dezember: Arun Jaitley, indischer Politiker († 2019)
- 29. Dezember: Joe Lovano, US-amerikanischer Jazzmusiker
- 30. Dezember: June Anderson, US-amerikanische Opernsängerin
- 30. Dezember: Hans-Lothar Bock, deutscher Handballspieler
- 30. Dezember: Woody Mann, US-amerikanischer Gitarrist († 2022)
- 30. Dezember: Gerd Schädlich, deutscher Fußballtrainer und Fußballspieler († 2022)
- 31. Dezember: Thomas Bopp, baden-württembergischer Politiker
- 31. Dezember: Lawrence Fritts, US-amerikanischer Komponist und Musikpädagoge
- 31. Dezember: Vaughan F. R. Jones, neuseeländischer Mathematiker († 2020)
- 31. Dezember: Jean-Pierre Rives, französischer Rugby-Union-Spieler und Bildhauer
- 31. Dezember: Wolfgang Welt, deutscher Schriftsteller († 2016)

### Tag unbekannt
- Youssouf Saleh Abbas, tschadischer Politiker
- Mustafa Abd al-Dschalil, libyscher Politiker
- Fulvio Accialini, italienischer Filmwirkender
- Bernd Ahlert, deutscher Gitarrist, Hochschullehrer und Gitarrenbauer
- Ahn Sang-soo, südkoreanischer Grafikdesigner und Typograf
- Wolfgang Aichinger, österreichischer Cellist
- Hamad bin Chalifa Al Thani, Emir von Katar
- Mohammed Al-Fassi, saudi-arabisch-marokkanischer Geschäftsmann († 2002)
- Dan Allender, US-amerikanischer Psychologe, Therapeut, Autor und Referent
- Christine Amor, australische Schauspielerin
- Craig A. Anderson, US-amerikanischer Psychologe
- Walt Anderson, US-amerikanischer Zahnarzt und American-Football-Schiedsrichter
- Dörte Andres, deutsche Dolmetschwissenschaftlerin
- Kurt App, deutscher Objektkünstler
- Malcolm Archer, britischer Organist, Chorleiter und Komponist
- Atsuo Asami, japanischer Amateurastronom und Asteroidenentdecker
- William Aspray, US-amerikanischer Wissenschaftshistoriker
- Carlos Atilano, venezolanischer Komponist und Gitarrist
- Caroline Atkinson, US-amerikanische Wirtschaftswissenschaftlerin und Journalistin
- Scott Atran, US-amerikanischer Anthropologe
- Pascal Attinger, schweizerischer Altorientalist
- Dimos Avdeliodis, griechischer Regisseur und Schauspieler
- Vishwa Mohan Bhatt, indischer Gitarrist
- Karl Braun, deutscher Ethnologe
- Michael Brook, kanadischer Musiker, Gitarrist und Musikproduzent
- Klaus vom Bruch, deutscher Medienkünstler
- Doris Buchrucker, deutsche Schauspielerin
- Philip Carr-Gomm, englischer Psychologe und Druide
- Maria Berica Dalla Vecchia, italienische Tänzerin, Choreographin und Musikpädagogin
- Susanne Fischer-Rizzi, deutsche Heilpraktikerin, Phytotherapeutin und Autorin
- Henri Florens, französischer Jazzmusiker († 2025)
- Manfred Gey, deutscher Mathematiker
- Perry Goldstein, US-amerikanischer Komponist und Musikpädagoge
- Ali Gomaa, ägyptischer Großmufti
- Thomas Goritzki, deutscher Schauspieler und Regisseur
- Henry Gwiazda, US-amerikanischer Komponist
- Werner Hagen, deutscher Musiker
- Michel Jarraud, französischer Meteorologe
- Gernot Krää, deutscher Filmregisseur und freier Autor
- Kouadio Adjoumani, ivorischer Diplomat
- Lothar Kurzawa, deutscher Drehbuchautor und Filmproduzent
- Frank Lloyd, britischer Hornist
- Michael Loceff, US-amerikanischer Informatiker, Produzent und Drehbuchautor
- Thomas Lubowski, deutscher Journalist
- Hugh Lupton, englischer Storyteller und Autor
- Luo Baoming, chinesischer Politiker
- Samuel Magrill, US-amerikanischer Komponist und Musikpädagoge
- Susanne Mahlmeister, deutsche Malerin, Fotografin und Bildhauerin († 2000)
- Simon Mann, britischer Söldner († 2025)
- Nele Moost, deutsche Autorin
- Lidia Morawska, polnisch-australische Physikerin
- Linsey Pollak, australischer Musiker und Instrumentenbauer
- Gabriele Quandt-Langenscheidt, deutsche Unternehmerin
- Wang Sanyun, chinesischer Politiker
- Wolfgang Schröder (Radsportler), deutscher Radrennfahrer
- James Signorile, US-amerikanischer Komponist
- Stephanie Sloan, kanadische Freestyle-Skierin
- Ernst Stötzner, deutscher Schauspieler und Regisseur
- Serhij Swjattschenko ukrainischer Künstler
- Katerina Vatsella, Kunsthistorikerin und Kuratorin
- Udo Witte, deutscher Regisseur
- Manfredo Zimmermann, argentinischer Flötist und Hochschullehrer
- Paula Zsidi, ungarische Archäologin und Museologin

## Gestorben

### Januar
- 03. Januar: Luigi Stefano Giarda, italienischer Komponist, Cellist und Musikpädagoge (* 1868)
- 06. Januar: Alfred Meebold, deutscher Botaniker, Schriftsteller und Anthroposoph (* 1863)
- 06. Januar: Hermann Stopperich, deutscher Politiker (* 1895)
- 08. Januar: Antonia Maury, Astronomin (* 1866)
- 09. Januar: Paul Außerleitner, österreichischer Skispringer (* 1925)
- 09. Januar: Antonie Straßmann, deutsche Sport- und Zeppelinfliegerin (* 1901)
- 10. Januar: Honoré Jackson, kanadischer Journalist (* 1861)
- 11. Januar: Jean de Lattre de Tassigny, französischer General (* 1889)
- 14. Januar: Artur Kapp, estnischer Komponist (* 1878)
- 15. Januar: Samuel M. Shortridge, US-amerikanischer Politiker (* 1861)
- 17. Januar: Paul Langhans, deutscher Geograph und Kartograph (* 1867)
- 18. Januar: Curly Howard, US-amerikanischer Komiker (* 1903)
- 19. Januar: Wilhelm Schäfer, deutscher Schriftsteller (* 1868)
- 20. Januar: Arthur Farwell, US-amerikanischer Komponist (* 1872)
- 20. Januar: Pat Morris Neff, US-amerikanischer Politiker (* 1871)
- 22. Januar: Alexander Behm, deutscher Physiker (* 1880)
- 22. Januar: Karl Glässing, Oberbürgermeister von Wiesbaden, Oberfinanzpräsident in Darmstadt (* 1866)
- 22. Januar: Robert Porter Patterson, US-amerikanischer Politiker (* 1891)
- 22. Januar: Albert von Thurn und Taxis, deutscher Adeliger (* 1867)
- 22. Januar: Roger Vitrac, französischer Dramatiker und Surrealist (* 1899)
- 25. Januar: Sveinn Björnsson, erster Präsident von Island (* 1881)
- 26. Januar: Chorloogiin Tschoibalsan, mongolischer kommunistischer Politiker (* 1895)
- 28. Januar: Thomas Hicks, US-amerikanischer Marathonläufer, Olympiasieger (* 1876)
- 30. Januar: Alfred Thon, deutscher Maler, Zeichner und Kunstpädagoge (* 1886)
- 31. Januar: Georg Kohl, deutscher Politiker (* 1881)
- 31. Januar: Pedro Prado, chilenischer Schriftsteller (* 1886)

### Februar
- 02. Februar: Emma Meyn, deutsche Malerin (* 1875)
- 03. Februar: Kambara Ariake, japanischer Schriftsteller (* 1876)
- 05. Februar: Elisabeth von Plotho, Vorbild für Theodor Fontanes Effi Briest (* 1853)
- 05. Februar: Adela Verne, englische Komponistin, Pianistin und Musikpädagogin (* 1877)

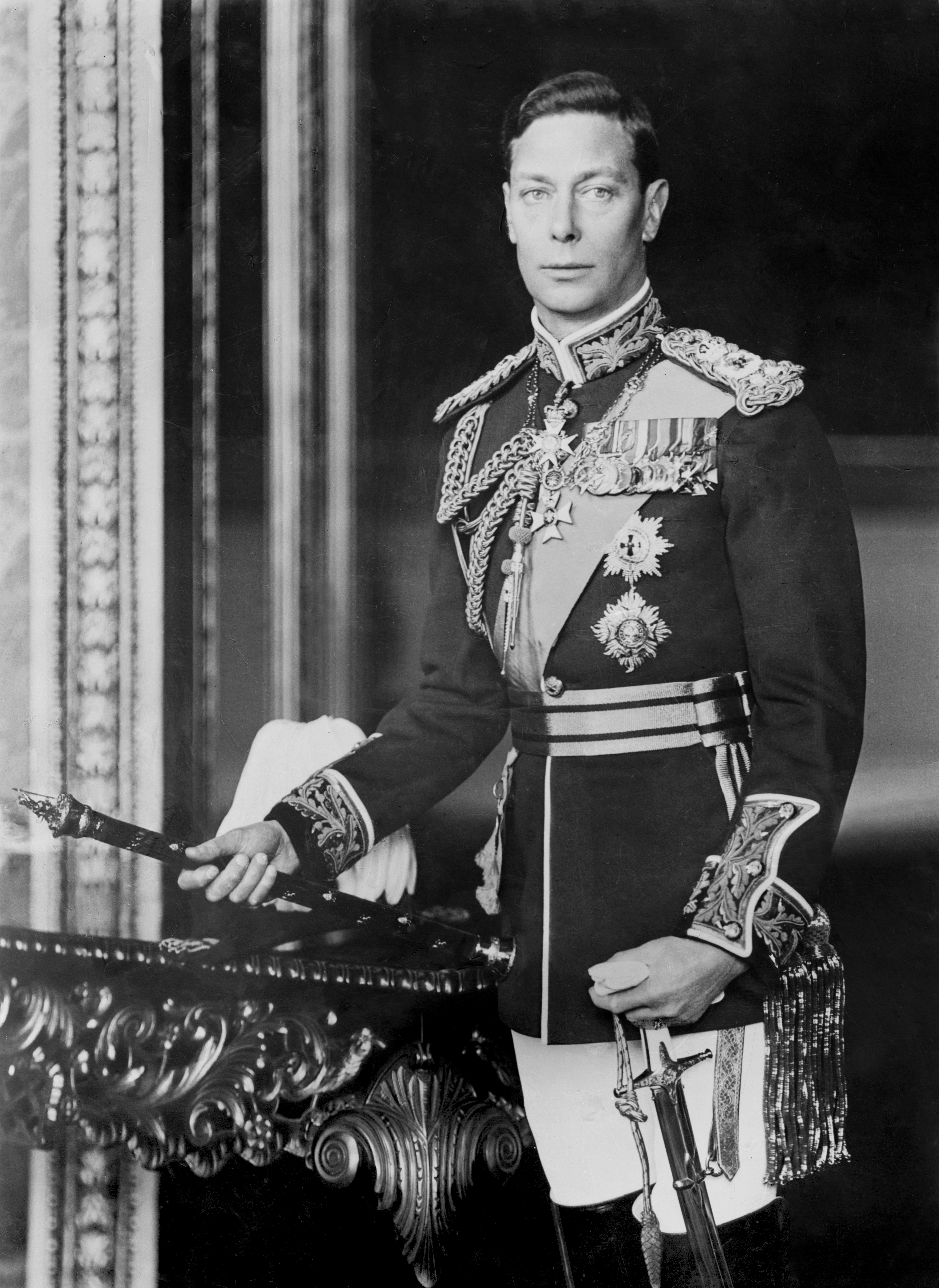
Georg VI., um 1940

- 06. Februar: Lipót Aschner, ungarischer Industrieller (* 1872)
- 06. Februar: Georg VI., König von Großbritannien und Nordirland (* 1895)
- 07. Februar: Rudolf Hans Bartsch, österreichischer Schriftsteller (* 1873)
- 07. Februar: Pete Henry, US-amerikanischer American-Football-Spieler und -Trainer (* 1897)
- 09. Februar: Peter Nonnenmühlen, Kommunalpolitiker und Bürgermeister in Mönchengladbach (* 1868)
- 10. Februar: Macedonio Fernández, argentinischer Schriftsteller (* 1874)
- 11. Februar: Alfred Liebig, deutscher Architekt (* 1878)
- 12. Februar: Ernst Zahn, Schweizer Schriftsteller (* 1867)
- 13. Februar: Alfred Einstein, deutscher Musikwissenschaftler und Musikkritiker (* 1880)
- 14. Februar: Maurice Dewaele, belgischer Radrennfahrer (* 1896)
- 14. Februar: William Joseph Elford, britischer Chemiker und Mikrobiologe (* 1900)
- 15. Februar: Gustaf Nagel, deutscher Sonderling und Wanderprediger (* 1874)
- 16. Februar: Oskar Wettstein, Schweizer Journalist, Zeitungswissenschaftler und freisinniger Politiker (* 1866)
- 17. Februar: Lotte Pritzel, deutsche Puppenmacherin, Kostümbildnerin und Zeichnerin (* 1887)
- 18. Februar: Cliff Aeros, deutscher Zirkusunternehmer, Sensationsdarsteller, Artist und Dompteur (* 1889)
- 18. Februar: Johannes Antonius James Barge, niederländischer Anatom (* 1884)
- 19. Februar: Lawrence Grant, britischer Schauspieler (* 1870)
- 19. Februar: Knut Hamsun, norwegischer Schriftsteller (* 1859)
- 20. Februar: Carlos Julio Arosemena Tola, ecuadorianischer Bankier und Präsident (* 1888)
- 20. Februar: Wilhelm Knothe, deutscher Politiker (* 1888)
- 25. Februar: Erwein von Aretin, bayerischer Journalist und Heimatpolitiker (* 1887)
- 25. Februar: Saitō Mokichi, japanischer Lyriker und Essayist (* 1882)
- 25. Februar: Carl Schröter, deutscher Politiker (* 1887)
- 26. Februar: Theodoros Pangalos, General und Politiker in Griechenland (* 1878)
- 28. Februar: Albert Forster, Gauleiter der NSDAP und Reichsstatthalter in Danzig (* 1902)

### März
- 01. März: Kume Masao, japanischer Schriftsteller (* 1891)
- 01. März: Gregory La Cava, US-amerikanischer Filmregisseur und Cartoonist (* 1892)
- 01. März: Theodor Mollison, deutscher Anthropologe (* 1874)
- 02. März: Bernhard Lohmüller, deutscher Politiker (* 1891)
- 03. März: Howard Chandler Christy, US-amerikanischer Maler (* 1872)
- 04. März: Charles Scott Sherrington, britischer Neurophysiologe (* 1857)
- 05. März: Georg Arends, deutscher Pflanzenzüchter und Gärtner (* 1863)
- 05. März: Wladimir Wladimirowitsch Schtscherbatschow, russischer Komponist (* 1889)
- 06. März: Giacomo Rimini, US-amerikanischer Opernsänger und Musikpädagoge italienischer Herkunft (* 1887)
- 06. März: Jürgen Stroop, SS-Gruppenführer, Anführer des Massenmordes im Warschauer Ghetto (* 1895)
- 07. März: Yogananda, Yogi und Guru (* 1893)
- 09. März: Alexandra Kollontai, russische Revolutionärin, Diplomatin und Schriftstellerin (* 1872)
- 09. März: Eberhard Wildermuth, deutscher Politiker (* 1890)
- 10. März: Ben Fuller, australischer Theaterunternehmer (* 1875)
- 13. März: Giovanni Battista Nasalli Rocca di Corneliano, Kardinal der römisch-katholischen Kirche (* 1872)
- 13. März: Johan Nygaardsvold, norwegischer sozialdemokratischer Politiker (* 1879)
- 15. März: Wilhelm Burger, deutscher Weihbischof (* 1880)
- 16. März: Stephan Weickert, deutscher Politiker (* 1892)
- 17. März: Nándor Láng, ungarischer Archäologe, Historiker und Klassischer Philologe (* 1871)
- 19. März: John H. Bartlett, US-amerikanischer Politiker (* 1869)
- 19. März: Hans Wittwer, Schweizer Architekt (* 1894)
- 20. März: Mario Ajmone Cat, italienischer General (* 1894)
- 21. März: Peter Petersen, deutscher Reformpädagoge (* 1884)
- 22. März: Uncle Dave Macon, US-amerikanischer Country-Musiker (* 1870)
- 24. März: Wilhelm Jelinek, deutscher Betriebsratsvorsitzender und Anarchosyndikalist (* 1889)
- 25. März: William Sutherland Maxwell, kanadischer Bahai (* 1874)
- 25. März: Egon von Tresckow, deutscher Illustrator, Comiczeichner und Karikaturist (* 1907)
- 26. März: John Ponsonby, britischer General und Divisionskommandeur im Ersten Weltkrieg (* 1866)
- 29. März: Katherine Sophie Dreier, US-amerikanische Malerin und Kunstmäzenin (* 1877)
- 30. März: Jigme Wangchuck, zweiter König von Bhutan (* 1905)
- 31. März: John George Clark Anderson, britischer Althistoriker und Epigraphiker (* 1870)
- 31. März: Walter Schellenberg, Chef der militärischen Geheimdienste im Dritten Reich (* 1910)
- 31. März: Wallace H. White, US-amerikanischer Politiker (* 1877)

### April
- 01. April: Ferenc Molnár, ungarischer Schriftsteller und Journalist (* 1878)
- 02. April: Antonio Cortis, spanischer Opernsänger (* 1891)
- 02. April: Bernard Ferdinand Lyot, französischer Astronom (* 1897)
- 09. April: Carl Friedemann, Schweizer Komponist und Dirigent (* 1862)
- 10. April: Frederic Austin, englischer Opernsänger und Komponist (* 1872)
- 10. April: Anna Mollwo, deutsche Malerin (* 1874)
- 15. April: Bruno Barilli, italienischer Komponist, Journalist und Schriftsteller (* 1880)
- 15. April: Ludwig Kaas, Zentrumspolitiker während der Weimarer Republik (* 1881)
- 15. April: Wiktor Tschernow, russischer Politiker (* 1873)
- 17. April: Rudolf Dix, deutscher Rechtsanwalt und Notar (* 1884)
- 18. April: Agnes Smidt, deutsch-dänische Malerin (* 1874)
- 18. April: Leo Smith, kanadischer Komponist, Cellist und Musikpädagoge (* 1881)
- 19. April: Carl August Graf von Attems-Petzenstein, österreichischer Zoologe (* 1868)
- 19. April: Jean-Marie Musy, Schweizer Politiker (* 1876)
- 21. April: Alfred Andersen-Wingar, norwegischer Komponist (* 1869)
- 22. April: Wilhelm Paschek, deutscher Politiker (* 1897)
- 23. April: Richard Stafford Cripps, britischer Jurist und Politiker (* 1889)
- 23. April: Elisabeth Schumann, deutsch-US-amerikanische Sopranistin (* 1888)
- 24. April: Hendrik Anthony Kramers, niederländischer Physiker (* 1894)
- 26. April: Jan van der Hoeve, niederländischer Augenarzt (* 1878)

### Mai

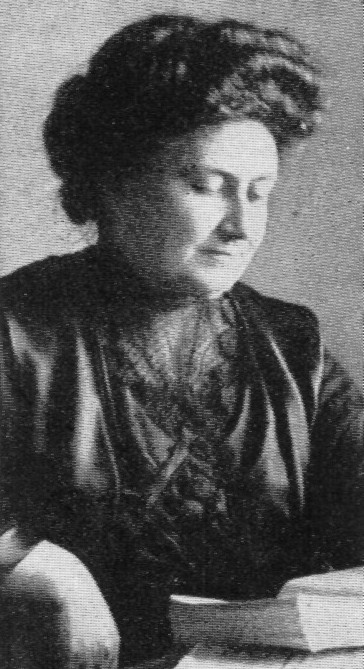
Maria Montessori.

- 02. Mai: Leopold van Itallie, niederländischer Pharmakologe und Toxikologe (* 1866)
- 03. Mai: Georges Cordey, Schweizer Motorradrennfahrer (* unbekannt)
- 05. Mai: Hans Adolf von Arenstorff, deutscher Generalmajor und Rittergutsbesitzer (* 1895)
- 06. Mai: Maria Montessori, italienische Ärztin, Reformpädagogin, Philosophin und Philanthropin (* 1870)
- 07. Mai: Alfred La Liberté, kanadischer Komponist, Pianist und Musikpädagoge (* 1882)
- 09. Mai: Kurt Beyer, deutscher Ingenieur (* 1881)
- 10. Mai: Paul Greifzu, deutscher Automobil- und Motorradrennfahrer (* 1902)
- 11. Mai: Alessio Ascalesi, Erzbischof von Neapel und Kardinal (* 1872)
- 11. Mai: Philipp Müller, deutscher Arbeiter (* 1931)
- 11. Mai: Giovanni Tebaldini, italienischer Komponist, Musikwissenschaftler und Organist (* 1864)
- 15. Mai: Albert Bassermann, deutscher Schauspieler (* 1867)
- 18. Mai: Rosetter Gleason Cole, US-amerikanischer Komponist (* 1866)
- 21. Mai: John Garfield, US-amerikanischer Schauspieler (* 1913)
- 23. Mai: Georg Schumann, deutscher Komponist (* 1866)
- 25. Mai: Ibrahim Dalliu, albanischer Geistlicher und Publizist (* 1878)
- 25. Mai: Ettore Tolomei, italienischer Nationalist (* 1865)
- 26. Mai: Emilie Flöge, österreichische Designerin, Modeschöpferin, Unternehmerin und Lebensgefährtin von Gustav Klimt (* 1874)
- 27. Mai: Arthur Illies, deutscher Maler und Grafiker (* 1870)

### Juni
- 01. Juni: John Dewey, US-amerikanischer Philosoph und Pädagoge (* 1859)
- 06. Juni: Josef Moser, österreichischer Politiker (* 1870)
- 08. Juni: Johnny McDowell, US-amerikanischer Automobilrennfahrer (* 1915)
- 09. Juni: Alice Austen, US-amerikanische Fotografin (* 1866)
- 09. Juni: Adolf Busch, deutscher Geiger und Komponist (* 1891)
- 12. Juni: Michael von Faulhaber, Kardinal und Erzbischof von München und Freising (* 1869)
- 13. Juni: Emma Eames, US-amerikanische Opernsängerin und Gesangspädagogin (* 1865)
- 13. Juni: Max Pulver, schweizerischer Psychologe, Graphologe, Lyriker, Dramatiker und Erzähler (* 1889)
- 14. Juni: Felix Calonder, Schweizer Politiker (* 1863)

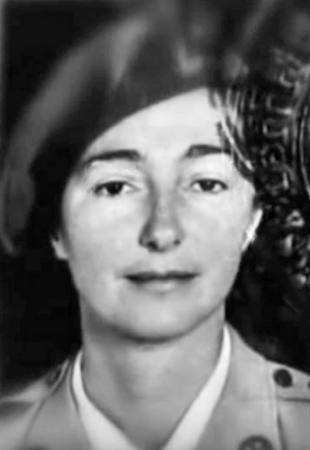
Krystyna Skarbek, Aufnahme von 1945

- 15. Juni: Krystyna Skarbek, polnische Agentin der britischen nachrichtendienstlichen Spezialeinheit Special Operations Executive (* 1908)
- 16. Juni: Theodor Geiger, deutscher Soziologe (* 1891)
- 17. Juni: Heinrich Germer, SED-Politiker und Stadtrat für Volksbildung und Kultur in Magdeburg (* 1900)
- 17. Juni: Alberto Williams, argentinischer Komponist und Dirigent (* 1862)
- 18. Juni: Efim Bogoljubow, russisch-deutscher Schachgroßmeister (* 1889)
- 18. Juni: Charles Montier, französischer Automobilrennfahrer und Fahrzeugkonstrukteur (* 1879)
- 18. Juni: Heinrich Schlusnus, deutscher Opern- und Konzertsänger (Bariton) (* 1888)
- 20. Juni: Luigi Fagioli, italienischer Automobilrennfahrer (* 1898)
- 22. Juni: Eugen Abresch, deutscher Unternehmer, Erfinder, Kunstsammler und Politiker (* 1867)
- 23. Juni: Peter Georg Cohrs, deutscher Politiker (* 1894)
- 23. Juni: Arthur Lisowsky, Professor der Handelshochschule St. Gallen (* 1895)
- 24. Juni: Botho Henning Elster, deutscher Generalmajor (* 1894)
- 25. Juni: Luke Jordan, US-amerikanischer Blues-Gitarrist und Sänger (* 1892)
- 28. Juni: Ludwig Radermacher, deutscher Altphilologe (* 1867)

### Juli

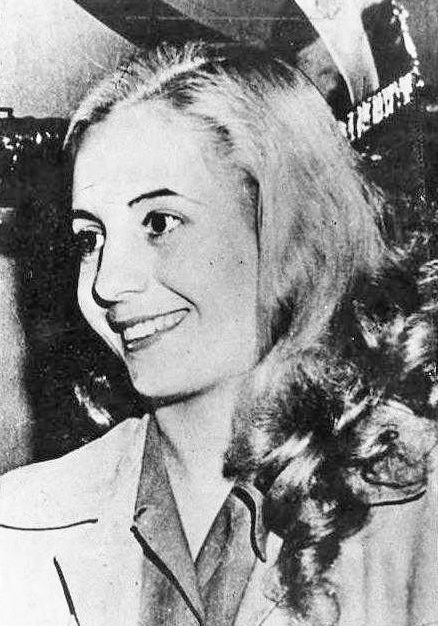
Eva Duarte de Perón, genannt Evita, um 1947

- 01. Juli: Johann Paul Arnold, deutscher Aquarianer (* 1869)
- 02. Juli: Frank Welsman, kanadischer Dirigent, Musikpädagoge und Pianist (* 1873)
- 03. Juli: Wilhelm Schmidtbonn, deutscher Schriftsteller (* 1876)
- 03. Juli: Daniel Zamudio Guerrero, kolumbianischer Komponist und Musikwissenschaftler (* 1887)
- 06. Juli: Felix Huch, deutscher Arzt und Schriftsteller (* 1880)
- 07. Juli: André Pisart, belgischer Automobilrennfahrer (* 1898)
- 08. Juli: Karl Jakob Hirsch, deutscher Künstler und Schriftsteller (* 1892)
- 09. Juli: Max Clarenbach, deutscher Maler der Düsseldorfer Malerschule (* 1880)
- 10. Juli: Rued Langgaard, dänischer Komponist und Organist (* 1893)
- 19. Juli: Elly Heuss-Knapp, deutsche Politikerin, Gründerin des Müttergenesungswerks (* 1881)
- 20. Juli: Ferdinand Lot, französischer Historiker (* 1866)
- 21. Juli: Edwin Hoernle, deutscher Schriftsteller, Funktionär der KPD (* 1883)
- 21. Juli: Ben Olcott, US-amerikanischer Politiker (* 1872)
- 22. Juli: Antonio María Valencia, kolumbianischer Komponist (* 1902)
- 23. Juli: Carl Severing, deutscher Politiker und Minister (* 1875)
- 26. Juli: Léon Molon, französischer Flugpionier und Automobilrennfahrer (* 1881)
- 26. Juli: Eva Perón, First Lady Argentiniens und zweite Frau von Juan Perón (* 1919)
- 29. Juli: Georg Michael Martin Hubert von Arnswaldt, deutscher Forstmann und Naturschützer (* 1866)
- 31. Juli: Clara Viebig, deutsche Erzählerin (* 1860)

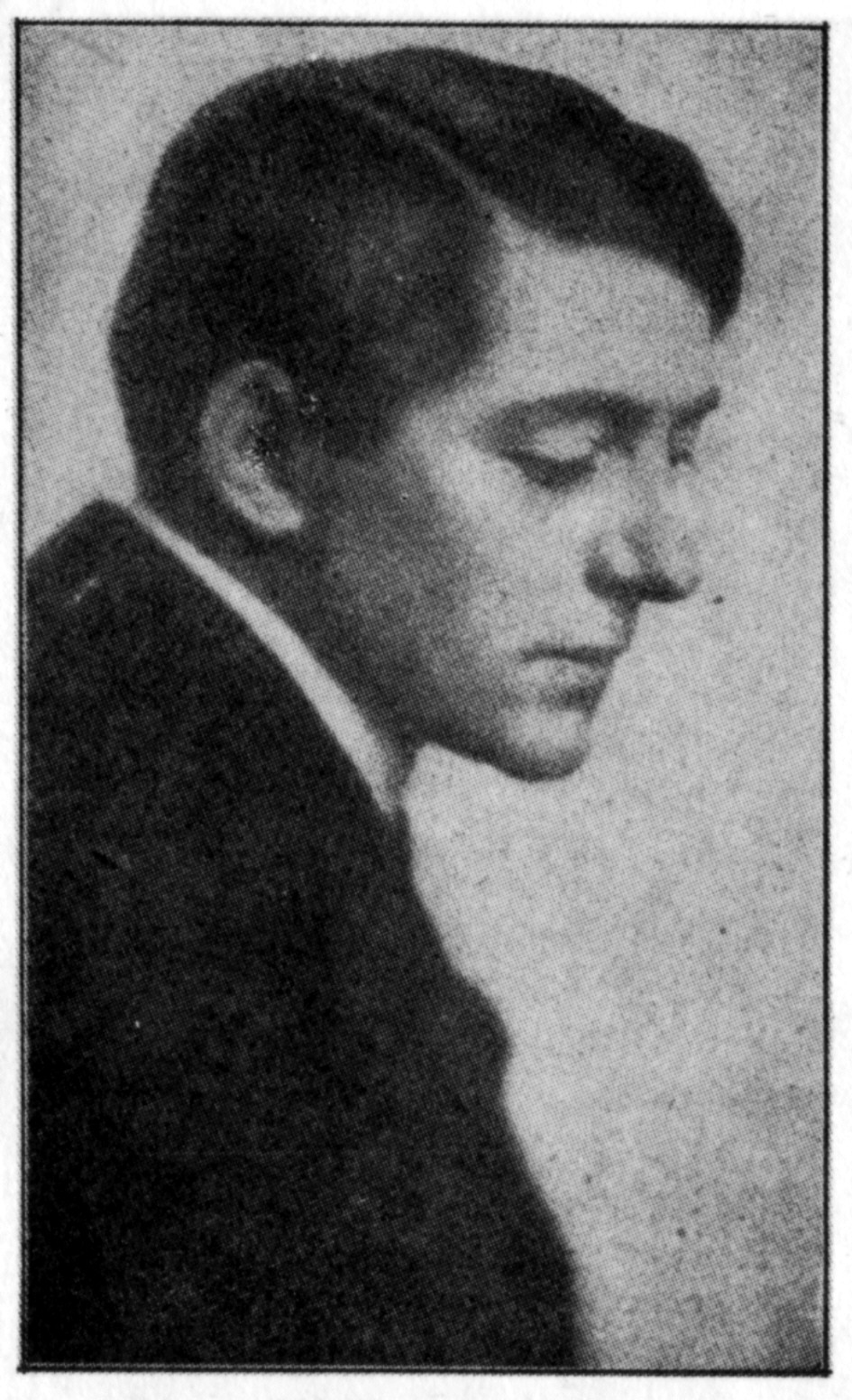
Waldemar Bonsels.

- 31. Juli: Waldemar Bonsels, deutscher Schriftsteller (* 1880)

### August
- 02. August: Johann Lemmerz, deutscher Konstrukteur und Unternehmer (* 1878)
- 02. August: Joseph Schnetz, österreichischer Philologe (* 1873)
- 06. August: Richard Charles Mills, australischer Wirtschaftswissenschaftler (* 1886)
- 09. August: Bartholomäus Koßmann, deutscher Politiker (* 1883)
- 12. August: David Bergelson, sowjetisch-jiddischer Schriftsteller (* 1884)
- 12. August: Itzik Feffer, sowjetisch-jiddischer Schriftsteller (* 1900)
- 12. August: David Hofstein, sowjetisch-jiddischer Schriftsteller, Lyriker und Übersetzer (* 1889)
- 12. August: Leib Kwitko, sowjetisch-jiddischer Schriftsteller und Kinderbuchautor (* 1890 oder 1893)
- 12. August: Solomon Losowski, sowjetischer Staats- und Gewerkschaftsfunktionär (* 1878)
- 12. August: Perez Markisch, sowjetisch-jiddischer Lyriker (* 1895)
- 12. August: Boris Schimeliowitsch, sowjetischer Arzt (* 1902)
- 12. August: Leon Talmi, Mitglied des Jüdischen Antifaschistischen Komitees (* 1893)
- 12. August: Emilia Teumin, Mitglied des Jüdischen Antifaschistischen Komitees (* 1905)
- 12. August: Ilja Watenberg, Mitglied des Jüdischen Antifaschistischen Komitees (* 1887)
- 12. August: Tschajka Watenberg-Ostrowskaja, Mitglied des Jüdischen Antifaschistischen Komitees (* 1901)
- 13. August: Wilm Hosenfeld, Offizier der Wehrmacht im Zweiten Weltkrieg (* 1895)
- 15. August: Richard Adamík, tschechischer Arzt und Moralidealist (* 1867)
- 15. August: Armida Barelli, italienische Aktivistin der Frauenbewegung (* 1882)
- 15. August: Jesse Thoor, deutscher Schriftsteller (* 1905)
- 16. August: Philipp Auerbach, deutscher Politiker und Staatskommissar für rassisch, religiös und politisch Verfolgte (* 1906)

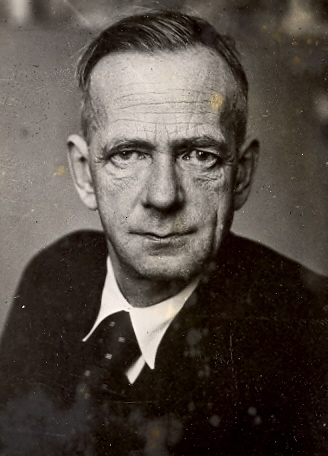
Kurt Schumacher (zwischen 1945 und 1948)

- 20. August: Kurt Schumacher, deutscher Politiker (* 1895)
- 27. August: Armand Gagnier, kanadischer Klarinettist und Dirigent (* 1895)
- 31. August: Ernst Busse, Leiter des Internationalen Häftlingskomitees im KZ Buchenwald (* 1897)
- 31. August: Jim Rigsby, US-amerikanischer Automobilrennfahrer (* 1923)

### September
- 01. September: Kosugi Tengai, japanischer Schriftsteller (* 1865)
- 04. September: Carlo Sforza, italienischer Politiker, Antifaschist (* 1872)
- 05. September: Franz Odermatt, Schweizer Beamter, Politiker und Schriftsteller (* 1867)
- 06. September: William Ewart Napier, US-amerikanischer Schachspieler englischer Herkunft (* 1881)
- 11. September: Robert Lauterborn, deutscher Hydrobiologe, Zoologe, Botaniker und Wissenschaftshistoriker (* 1869)
- 13. September: Friedrich Bothe, deutscher Lehrer und Historiker (* 1869)
- 13. September: Hermann Hummel, deutscher Politiker (* 1876)
- 17. September: Fred Sauer, österreichischer Schauspieler, Regisseur und Drehbuchautor (* 1886)
- 20. September: Bill Schindler, US-amerikanischer Automobilrennfahrer (* 1909)
- 21. September: Roland H. Hartley, US-amerikanischer Politiker (* 1864)
- 22. September: Kaarlo Juho Ståhlberg, erster Präsident von Finnland (* 1865)
- 23. September: Karel Hoffmeister, tschechischer Pianist und Musikwissenschaftler (* 1868)
- 26. September: George Santayana, US-amerikanischer Philosoph und Schriftsteller (* 1863)
- 29. September: Clifford Hugh Douglas, britischer Wirtschaftstheoretiker, Ingenieur (* 1879)
- 30. September: Waldorf Astor, britischer Politiker und Zeitungsverleger (* 1879)
- 00. September: Alexander Popovich, österreichischer Fußballspieler und -trainer (* 1891)

### Oktober
- 03. Oktober: Alfred Neumann, deutscher Schriftsteller (* 1895)
- 05. Oktober: Vincentius Eugenio Bossilkoff, Seliger, bulgarischer Bischof (* 1900)
- 05. Oktober: Jola Jobst, deutsche Schauspielerin (* 1913)
- 06. Oktober: Felix Daniel Ascher, deutscher Architekt (* 1883)
- 10. Oktober: Franz Johann Ludwig August Adenauer, deutscher Jurist (* 1872)
- 11. Oktober: Jack Conway, US-amerikanischer Regisseur, Schauspieler und Produzent (* 1887)
- 13. Oktober: Gaston Baty, französischer Regisseur, Dramatiker und Theaterleiter (* 1885)
- 13. Oktober: Giuseppe Scarpi, italienischer Fußballschiedsrichter (* 1900)
- 14. Oktober: Paul Hey, deutscher Illustrator und Grafiker (* 1867)
- 18. Oktober: Francis P. Matthews, US-amerikanischer Politiker (* 1887)
- 19. Oktober: Doi Bansui, japanischer Dichter und Übersetzer (* 1871)
- 19. Oktober: Ernst Streeruwitz, österreichischer Offizier, Industriemanager und Politiker (* 1874)
- 19. Oktober: Jan van der Sluis, niederländischer Fußballspieler (* 1889)
- 19. Oktober: Aleksander Wielhorski, polnischer Pianist und Komponist (* 1890)
- 20. Oktober: Michael Rostovtzeff, russisch-amerikanischer Althistoriker (* 1870)
- 21. Oktober: Jimmy Jewell, englischer Fußballtrainer und -schiedsrichter (* 1898)
- 21. Oktober: Bernard Povel, deutscher Politiker (* 1897)
- 22. Oktober: Ernst Rüdin, Schweizer Arzt, Psychiater und Rassenhygieniker (* 1874)
- 24. Oktober: Frederick Jacobi, US-amerikanischer Komponist (* 1891)
- 25. Oktober: Sergei Bortkiewicz, russischer Komponist (* 1877)
- 25. Oktober: Vincenzo Lanfranchi, italienischer Radsportler, Motorradrennfahrer und Unternehmer (* 1875)
- 27. Oktober: Ludwig Fahrenkrog, deutscher Dichter und Maler (* 1867)
- 29. Oktober: Sepp Straffner, österreichischer Politiker (* 1875)
- 31. Oktober: Alexander Alexandrowitsch Andronow, sowjetischer Physiker (* 1901)
- 31. Oktober: Adolf Chybiński, polnischer Musikwissenschaftler und -pädagoge (* 1880)

### November

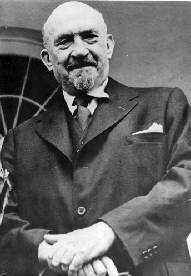
Chaim Weizmann, 1948

- 04. November: Joseph Lecacheux, französischer Politiker (* 1880)
- 05. November: Joseph James, US-amerikanischer Automobilrennfahrer (* 1925)
- 09. November: Chaim Weizmann, erster Präsident von Israel (* 1874)
- 10. November: Otto Appel, deutscher Phytomediziner (* 1867)
- 15. November: Wassyl Krytschewskyj, ukrainischer Kunstwissenschaftler, Maler, Architekt, Grafiker und Bühnenbildner (* 1873)
- 16. November: Charles Maurras, französischer Schriftsteller und politischer Publizist (* 1868)
- 17. November: Franz John, deutscher Fußballfunktionär und Fotograf (* 1872)
- 18. November: Paul Éluard, französischer Dichter (* 1895)
- 18. November: A. Harry Moore, US-amerikanischer Politiker (* 1879)
- 18. November: Dutch Speck, US-amerikanischer American-Football-Spieler (* 1886)
- 20. November: Benedetto Croce, italienischer Philosoph, Humanist, Historiker, Politiker und Kritiker (* 1866)
- 20. November: Jock Porter, britischer Motorradrennfahrer, Unternehmer und Motorradkonstrukteur (* 1894)
- 25. November: Julien-Fernand Vaubourgoin, französischer Organist, Komponist und Musikpädagoge (* 1880)
- 26. November: Sven Hedin, schwedischer Geograf, Topograf, Entdeckungsreisender (* 1865)
- 28. November: Ota Wićaz, sorbischer Literatur- und Kulturhistoriker und Schriftsteller (* 1874)
- 28. November: Elena von Montenegro, Königin von Italien (* 1873)

### Dezember

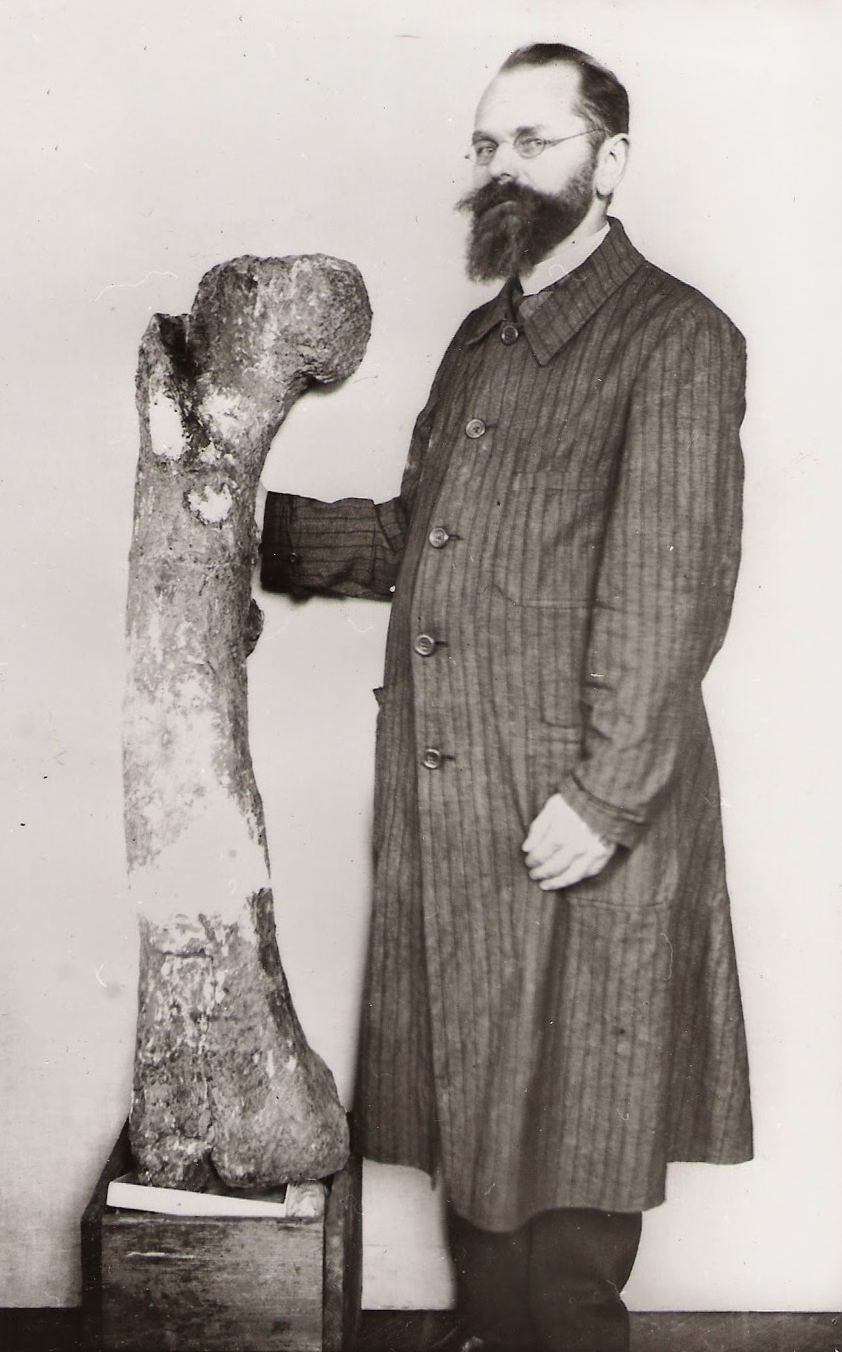
Ernst Stromer von Reichenbach

- 01. Dezember: Edward James Gay, US-amerikanischer Politiker (* 1878)
- 01. Dezember: Wilhelm Speyer, deutscher Schriftsteller (* 1887)
- 03. Dezember: Vladimír Clementis, slowakischer Politiker, Jurist, Schriftsteller und Übersetzer (* 1902)
- 03. Dezember: Otto Fischl, tschechoslowakischer Politiker (* 1902)
- 03. Dezember: Josef Frank, tschechoslowakischer Gewerkschafter (* 1909)
- 03. Dezember: Ludvík Frejka, tschechischer Politiker und Publizist (* 1904)
- 03. Dezember: Otto Katz, tschechoslowakischer Autor und Agent der Sowjetunion (* 1895)
- 03. Dezember: Rudolf Margolius, tschechoslowakischer Außenhandelsminister (* 1913)
- 03. Dezember: Rudolf Slánský, Generalsekretär der KP der Tschechoslowakei (* 1901)
- 03. Dezember: Otto Šling, tschechoslowakischer Politiker (* 1912)
- 04. Dezember: Giuseppe Antonio Borgese, italienischer Kritiker und Schriftsteller (* 1882)
- 04. Dezember: Karen Horney, deutsch-US-amerikanische Psychologin (* 1885)
- 05. Dezember: Imre Waldbauer, ungarischer Geiger und Musikpädagoge (* 1892)
- 06. Dezember: Giovanni Goccione, italienischer Fußballspieler (* 1883)
- 06. Dezember: Karl Lautenschlager, Oberbürgermeister (* 1868)
- 07. Dezember: Helmut Hugo Alfred Augustin, deutscher Pfarrer (* 1912)
- 08. Dezember: Pedro Sinzig, Franziskaner, brasilianischer Schriftsteller, Journalist und Komponist (* 1876)
- 12. Dezember: Lawrence Henry Aurie, kanadischer Eishockeyspieler und -trainer (* 1905)
- 12. Dezember: Bedřich Hrozný, tschechischer Linguist und Orientalist (* 1879)
- 12. Dezember: Max Laeuger, deutscher Künstler (* 1864)
- 14. Dezember: Michel Alexandre, französischer Philosoph (* 1888)
- 14. Dezember: Fartein Valen, norwegischer Komponist (* 1887)
- 17. Dezember: Wilhelm Bruckner, Schweizer Germanist und Linguist (* 1870)
- 18. Dezember: Ernst Mayer, deutscher Politiker (* 1901)
- 18. Dezember: Ernst Stromer von Reichenbach, deutscher Paläontologe (* 1871)
- 20. Dezember: Heinrich Lilienfein, deutscher Schriftsteller und Generalsekretär der Deutschen Schillerstiftung (* 1879)
- 20. Dezember: Ivan Olbracht, tschechischer Schriftsteller, Publizist, Journalist und Übersetzer (* 1882)
- 22. Dezember: Vincas Bacevičius, litauischer Musikpädagoge, Pianist, Dirigent und Komponist (* 1875)
- 23. Dezember: Eli Filip Heckscher, schwedischer Wirtschaftshistoriker (* 1879)
- 24. Dezember: Ivo Zeiger, päpstlicher Diplomat (* 1898)
- 25. Dezember: Herman Sörgel, deutscher Architekt (* 1885)
- 27. Dezember: Henri Winkelman, niederländischer General (* 1876)
- 28. Dezember: Carlo Agostini, Erzbischof und Patriarch von Venedig und Kardinal (* 1888)
- 28. Dezember: Alexander G. Barry, US-amerikanischer Politiker (* 1892)
- 28. Dezember: Fletcher Henderson, US-amerikanischer Jazz-Pianist, Bandleader und Komponist (* 1897)
- 30. Dezember: Willie Brown, US-amerikanischer Blues-Musiker (* 1900)

### Tag unbekannt
- Alessandro Abate, italienischer Maler (* 1867)
- Edith Andreae, deutsche Salonnière (* 1883)
- Johan Emil Hans Henningsen, grönländischer Landesrat (* 1876)
- Red Newman, kanadischer Komiker und Sänger (* 1887)

## Nobelpreise
- Physik: Felix Bloch und Edward Mills Purcell
- Chemie: Archer John Porter Martin und Richard L. M. Synge
- Medizin: Selman Abraham Waksman
- Literatur: François Mauriac
- Friedensnobelpreis: Albert Schweitzer